# Opel

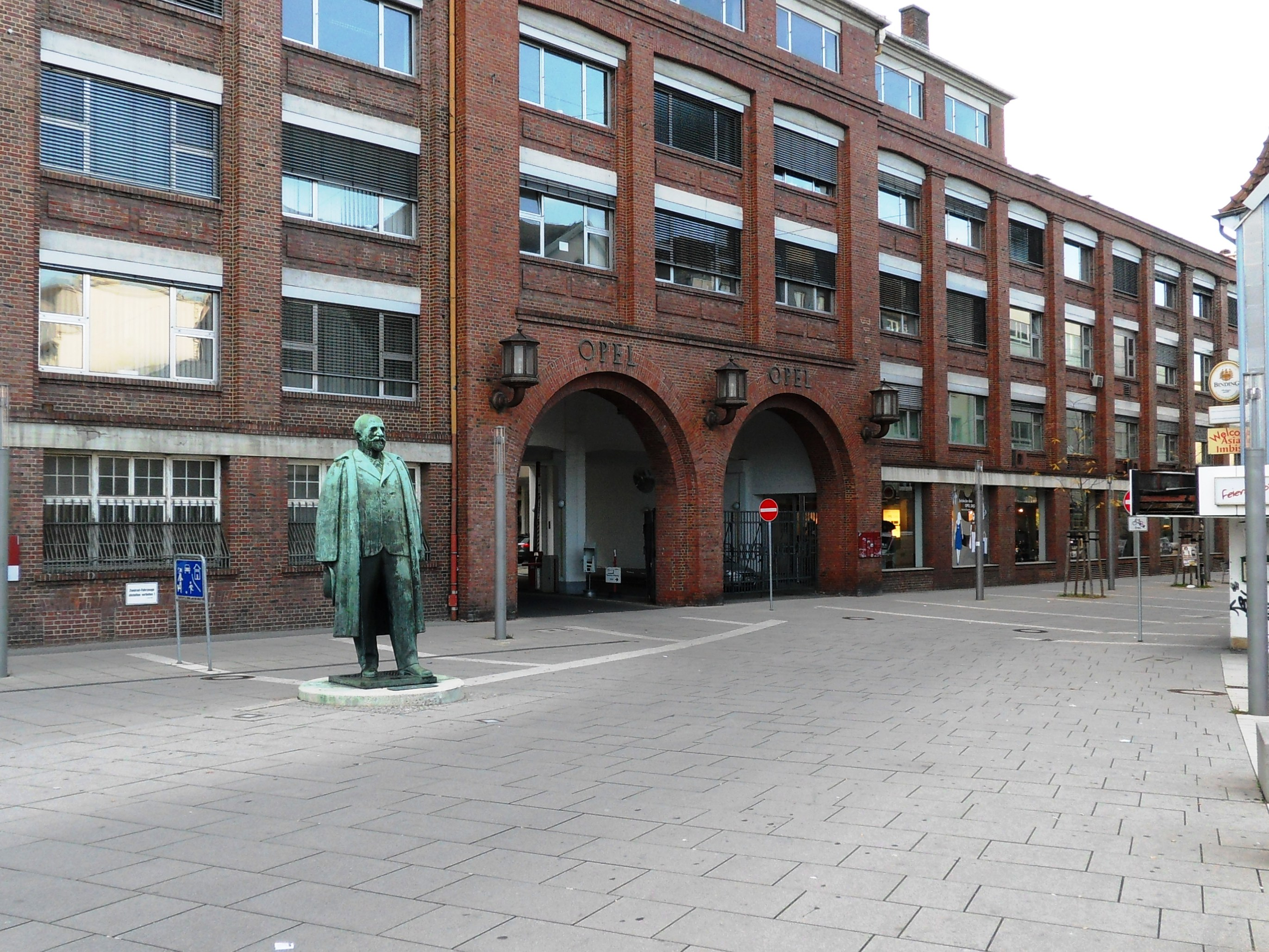
Opel-Hauptportal und Portalgebäude in Rüsselsheim in der Nähe des Bahnhofs, davor das Denkmal des Unternehmensgründers Adam Opel

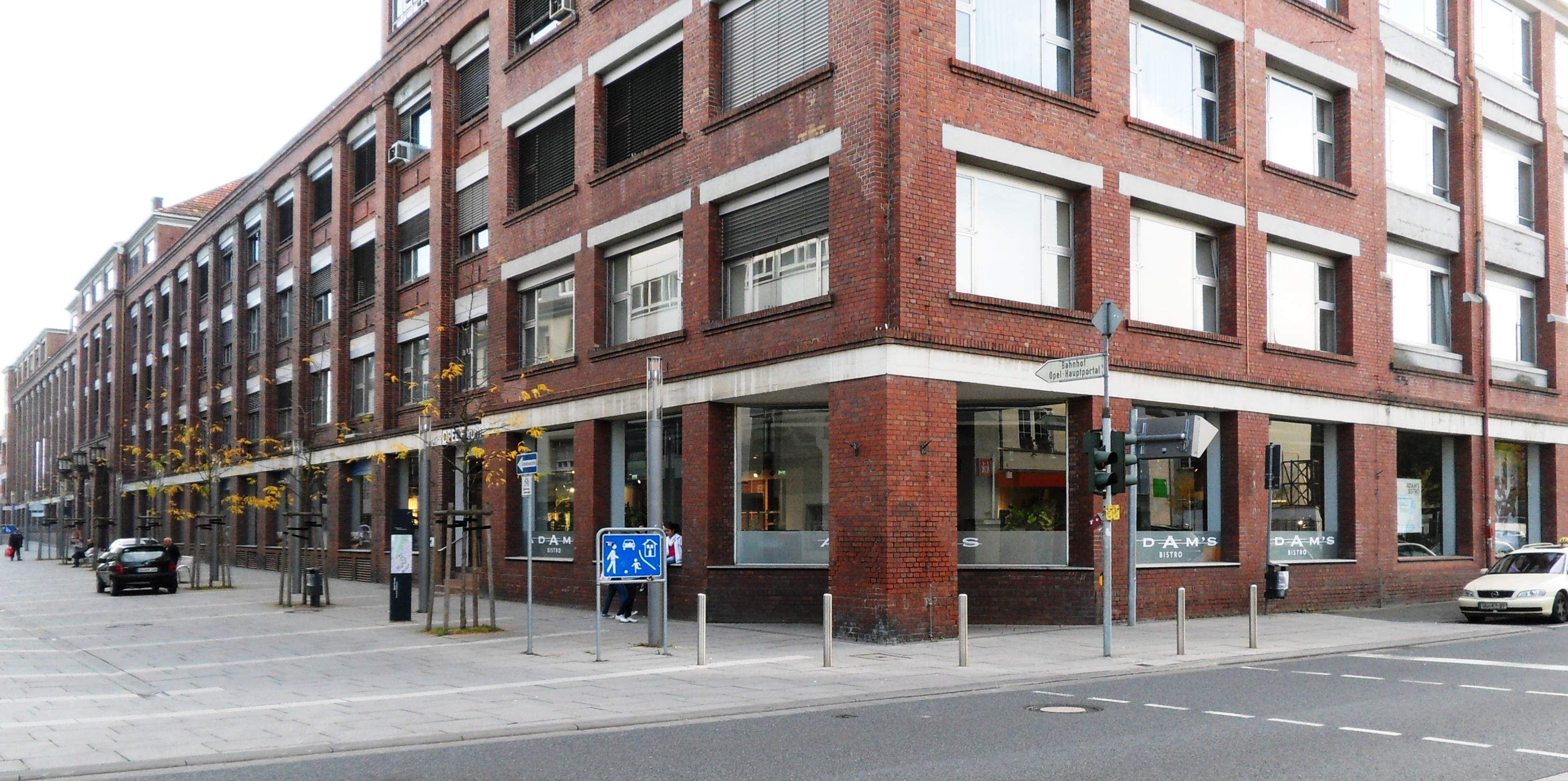
Blick auf die ältesten Werksgebäude, die nach dem großen Brand von 1911 nach Plänen von Paul Meissner errichtet wurden, am linken Bildrand das Hauptportal, vorn Adam’s Bistro und einige dem Publikum zugängliche Ausstellungsflächen

Aktie über 10.000 RM der Adam Opel AG vom 20. August 1941

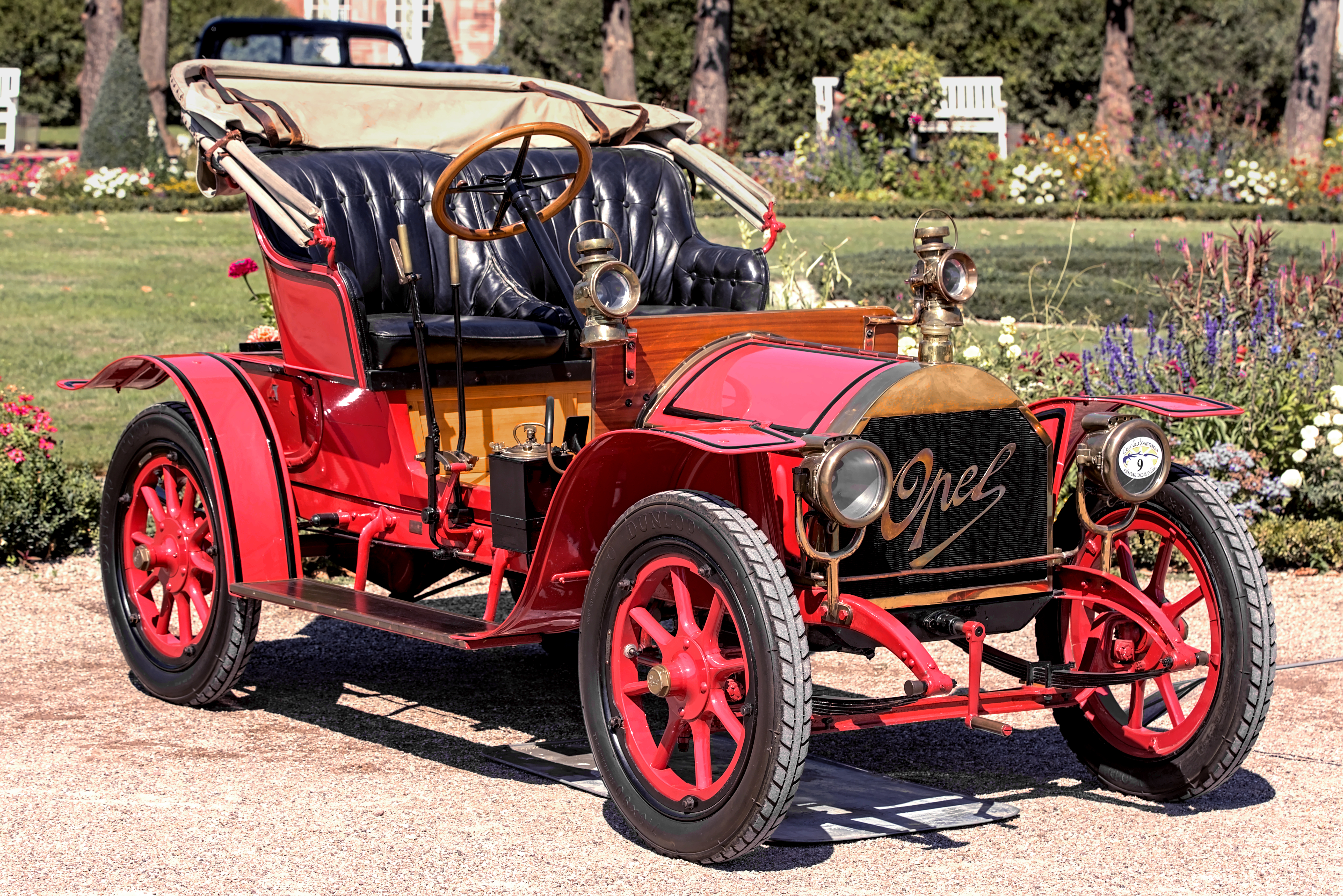
Opel Doktorwagen von 1908

Die Opel Automobile GmbH ist ein deutscher Kraftfahrzeughersteller mit Sitz in Rüsselsheim am Main. Gegründet wurde das Unternehmen 1862 als Nähmaschinenhersteller, später war Opel ein bedeutender Fahrradproduzent. Der Automobilbau begann im Jahr 1899. 
Der Stammsitz von Opel in Rüsselsheim ist zugleich Sitz der deutschen Niederlassung von Stellantis, die Muttergesellschaft von Opel, welche im Jahr 2019 noch als Groupe PSA von Köln dorthin umgezogen ist. Die ehemalige FCA Deutschland AG zog zum 1. Oktober 2021 von Frankfurt am Main auch zu deren Sitz um, wo sie im gleichen Jahr mit Stellantis verschmolzen wurde. Opel ist dabei die einzige deutsche Marke im Konzern. 

## Geschichte

### 1862: Adam Opel beginnt mit der Nähmaschinenherstellung

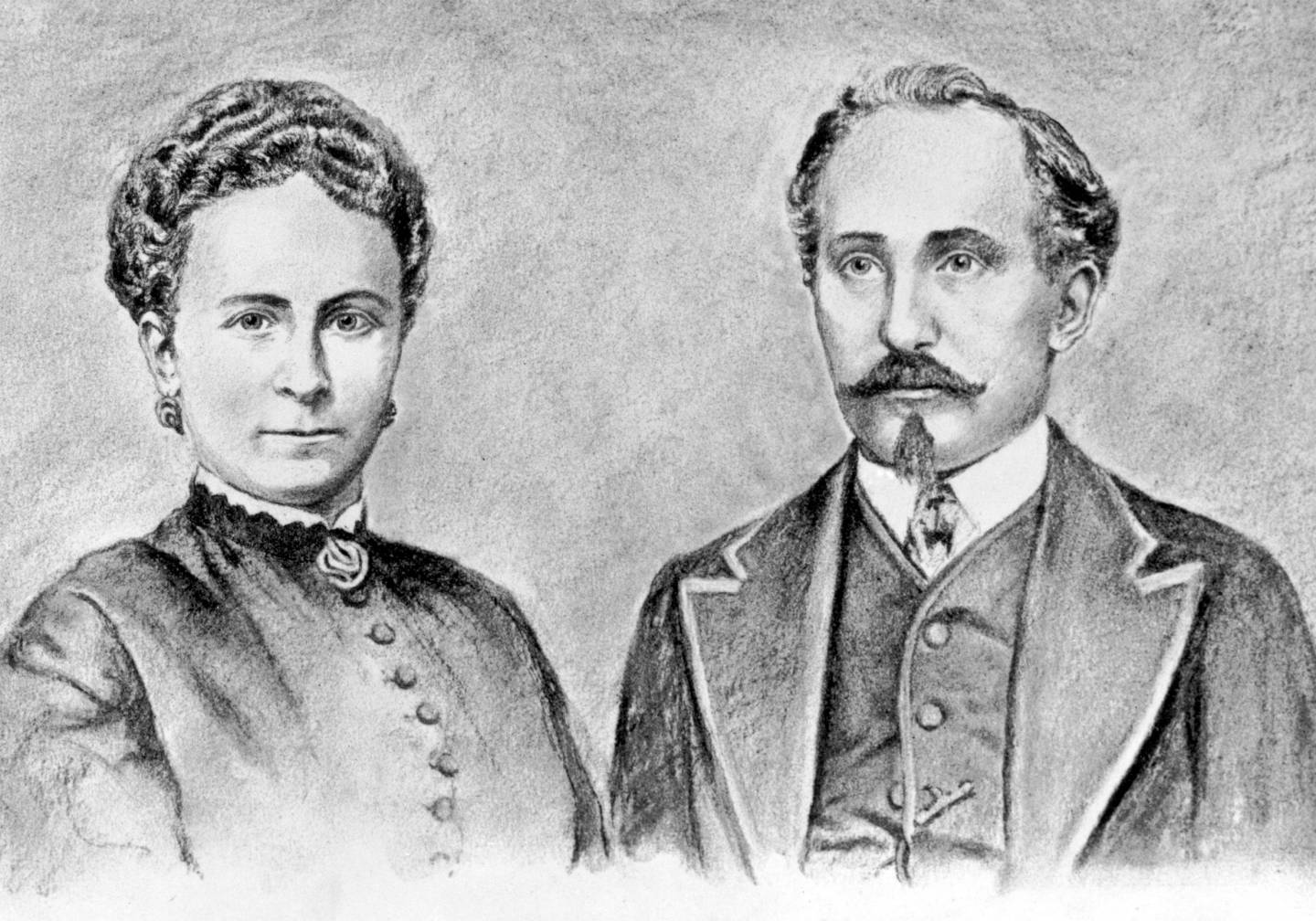
Adam und Sophie Opel im Jahr ihrer Hochzeit (1868)

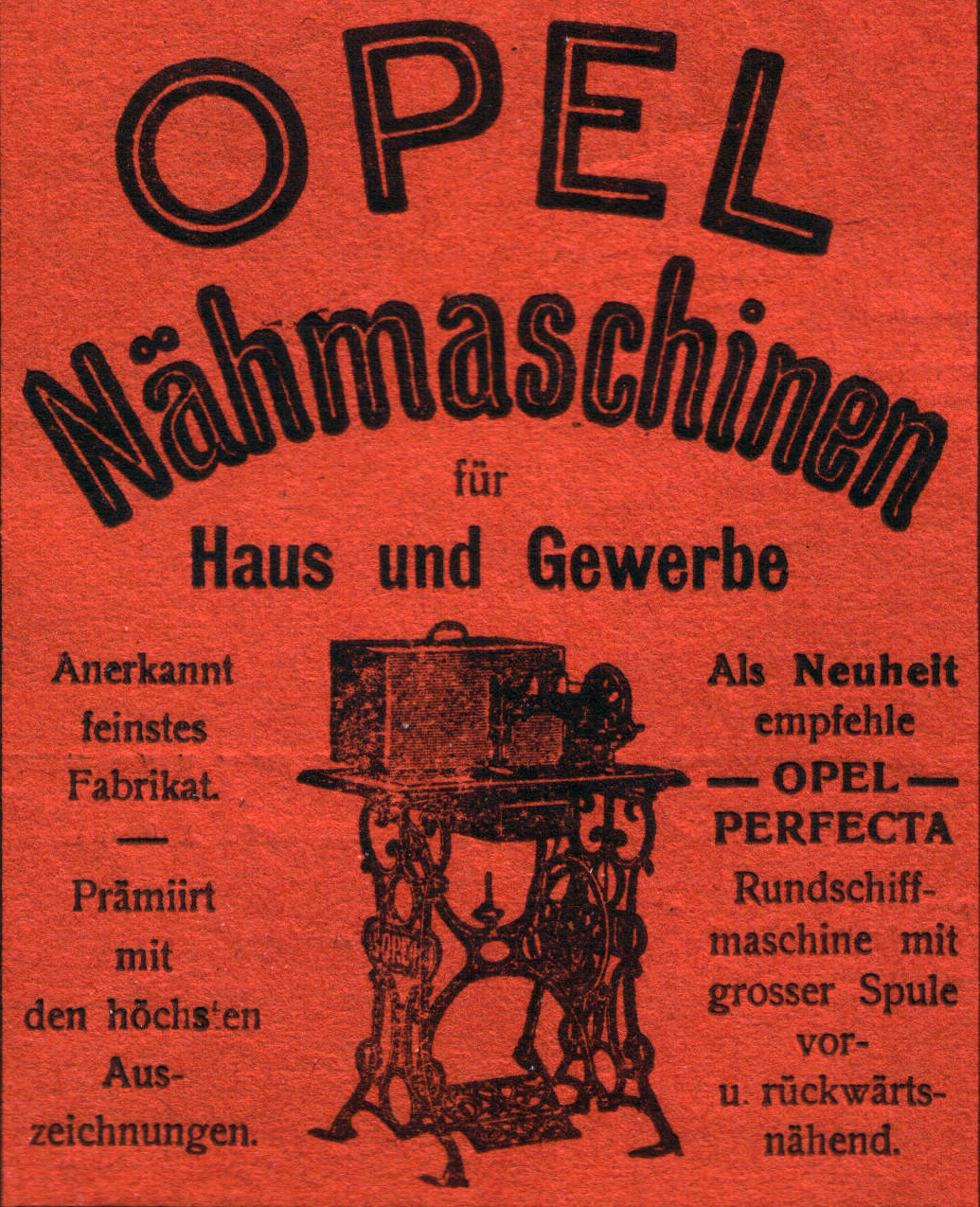
Werbung für Opel-Perfecta Nähmaschinen (1901)

Adam Opel war der älteste Sohn des Schlossermeisters Philipp Wilhelm Opel in Rüsselsheim. Nach einer Lehre im väterlichen Betrieb ging Opel 1857 als Geselle auf Wanderschaft, die ihn über Lüttich, Brüssel und England nach Paris führte. Zunächst arbeitete er dort in einer Tresorfabrik, dann mit seinem Bruder Georg Opel in der Nähmaschinenfabrik von Journaux & Leblond. Anfang 1862 wechselten sie in die Nähmaschinenfabrik von Huguenin & Reimann. Im August 1862 kehrte Adam Opel nach Rüsselsheim zurück und baute in der väterlichen Werkstatt die erste Opel-Nähmaschine.
Im Frühjahr 1863 machte sich Adam Opel in einem ehemaligen Kuhstall selbstständig. Der in Paris gebliebene Bruder Georg versorgte ihn mit den notwendigen Spezialstählen, Greifern und Nadeln. Die Fertigung der Nähmaschinen beanspruchte viel Zeit. So verdiente Opel seinen Lebensunterhalt mit der Herstellung von Weinverkorkmaschinen und dem Verkauf von Nähmaschinen des Pariser Herstellers Plaz und Rexroth (diese Nähmaschinen werden oft fälschlich als Opel Nr. 1 bezeichnet). 1864 waren auch Nähmaschinen aus London nach dem Patent von Elias Howe im Angebot von Opel.
Die 1868 geschlossene Ehe mit der Gastwirtstochter Sophie Marie Scheller ermöglichte Opel im gleichen Jahr die Errichtung der Nähmaschinenfabrik von Adam Opel und den Erwerb von Fabrikanteilen der Gießerei Lallement & Cie. Bis 1880 wurden insgesamt 20.000 Nähmaschinen hergestellt. Mit dem Fabrikumbau von 1882 wurde auf das Singer-System umgestellt. Bis dahin hatte Opel gebaut: Opel-Nähmaschine nach Plaz und Rexroth, Thomas-Schneidernähmaschine, 1864 Delphin-Nähmaschine nach Grover und Baker, 1870 Titannähmaschine Sophia und Cylinder-Elastique-Nähmaschine für Schuhmacher. 1885 produzierten 300 Arbeiter 18.000 Nähmaschinen. 1895 starb der Unternehmensgründer und seine Witwe Sophie führte gemeinsam mit den fünf Söhnen Carl, Wilhelm, Heinrich, Fritz und Ludwig das Unternehmen weiter.
Spätestens um 1900 wurde deutlich, dass die Zukunft des Opel-Werkes nicht bei den Nähmaschinen liegen würde. Die gesamte deutsche Produktion war fast höher als der mögliche Weltabsatz. So stagnierte der Nähmaschinenverkauf, Opel verkaufte billigst an Großhändler und nach Übersee. In den Jahren zwischen 1863 und 1911 hatte Opel insgesamt eine Million Nähmaschinen hergestellt und verkauft. Nach einem großen Brand im Opelwerk 1911 beendete das Unternehmen den Bau von Nähmaschinen und stellte nur noch Fahrräder und Motorwagen her.

### 1886 bis 1940: Fahrräder von Opel
Opels Söhne begeisterten den Vater von der Idee des Fahrrades. Dank ihrer Hartnäckigkeit ließ sich der Vater überzeugen; 1886 verließ das erste Opel-Fahrrad, ein Hochrad, die Fabrik an der Trasse der Bahnstrecke Mainz–Frankfurt. Im Jahr 1898 stellten 1200 Beschäftigte fast 25.000 Nähmaschinen und 15.000 Fahrräder her. Der Fabrikbrand 1911 bedeutete eine Pause für die Fahrradproduktion, doch bereits 1912 war der Betrieb wieder aufgenommen. Auch waren es die fünf Opel-Brüder, die als erfolgreiche Radrennfahrer zur Popularität der Opel-Fahrräder beitrugen. In den 1920er Jahren stieg Opel zum größten Fahrradhersteller der Welt auf. Es wurden auch motorbetriebene Fahrräder gebaut. 1936 wurde die Fahrradproduktion an die NSU Motorenwerke in Neckarsulm verkauft. NSU- und Opel-Fahrräder wurden bis etwa 1940 als NSU bzw. NSU-Opel angeboten.

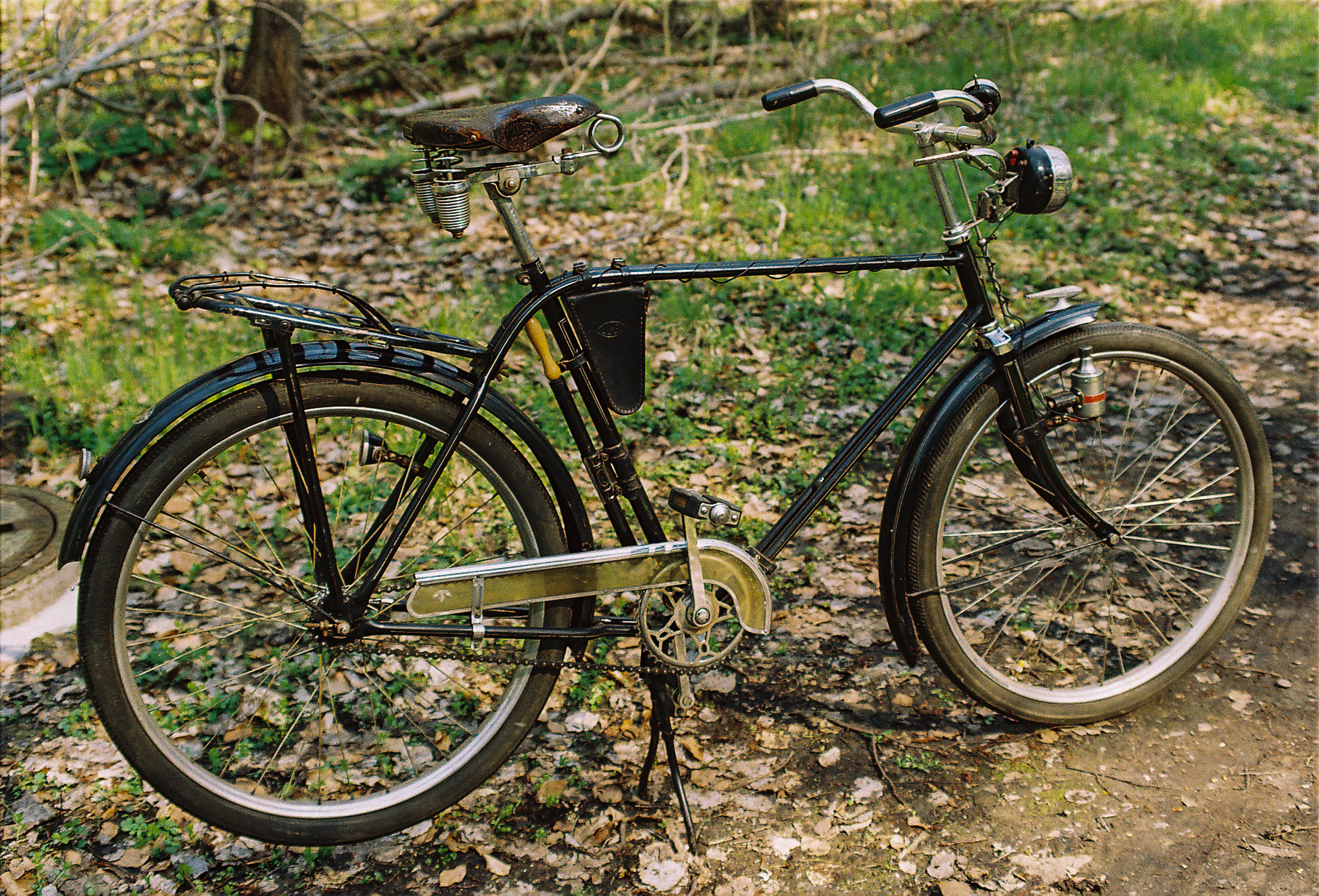
Opel-Fahrrad von 1935

### 1898 bis 1928: Aufstieg zum größten Automobilhersteller Deutschlands

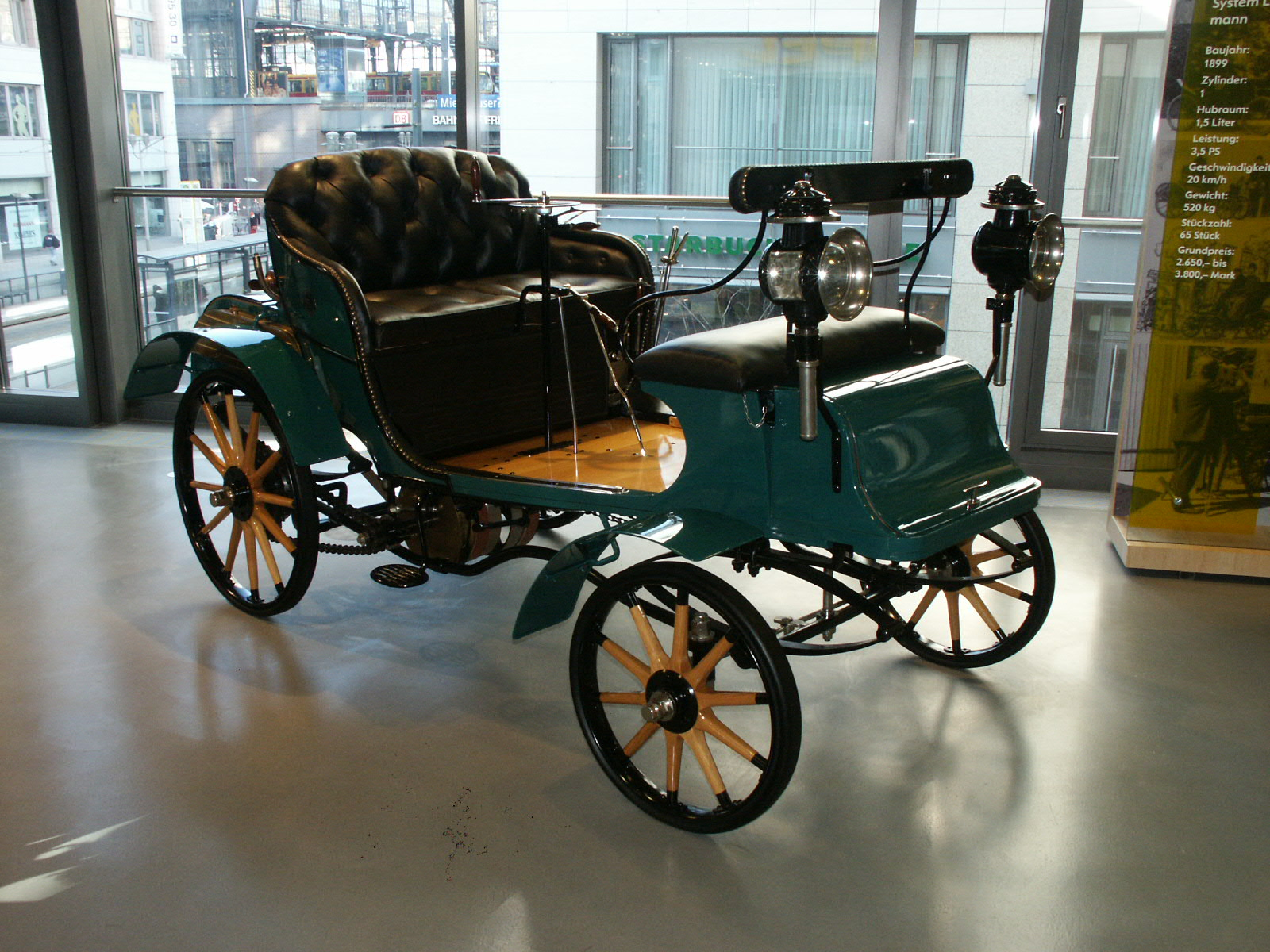
Opel Patentmotorwagen „System Lutzmann“ (1899–1901)

1898, drei Jahre nach dem Tod des Unternehmensgründers, der nie Automobile produzieren wollte, begann Sophie Opel mit dem Automobilbau. Auf Betreiben der Söhne übernahm Opel am 21. Januar 1899 die Anhaltische Motorwagenfabrik des Dessauer Hofschlossermeisters, Automobilpioniers und Konstrukteurs Friedrich Lutzmann, der zum Direktor ernannt wurde. Der Opel Patentmotorwagen „System Lutzmann“ wurde im Stammwerk in Rüsselsheim produziert. Dieser war im September 1897 von Lutzmann im Hotel Bristol in Berlin auf der ersten IAA ausgestellt worden. Opel produzierte von Anfang an verschiedene Karosserie- und Motorvarianten, unter anderem auch einen Lieferwagen. Die Motorisierung erlaubte eine Höchstgeschwindigkeit von bis zu 40 km/h. Allerdings konnten sie nicht mit den damals hochentwickelten französischen Motorwagen konkurrieren, und so wurde die Automobilproduktion vorerst eingestellt.
1902 unterzeichnete Opel einen Kooperationsvertrag mit dem französischen Automobilbauer Darracq und produzierte Voiturette-Fahrzeuge unter dem Markennamen Opel-Darracq. Die Kooperation wurde bis 1907 aufrechterhalten. Im Jahr 1902 gab es die erste Opel-Eigenkonstruktion, den 10/12 PS, der mit einem 1,9-Liter-Zweizylindermotor ausgerüstet war.
Mit dem Opel-Darracq 30/32 PS stellte das Unternehmen 1904 seinen ersten Wagen mit Vierzylindermotor vor. Im Juni 1907 erreichte Opel-Werksfahrer Carl Jörns beim Kaiserpreis-Rennen im Taunus nach einem harten Kampf mit dem späteren Sieger Felice Nazzaro auf Fiat den dritten Platz, was Opel als Hersteller des bestplatzierten deutschen Fahrzeugs den Titel kaiserlicher Hoflieferant für Automobile einbrachte.

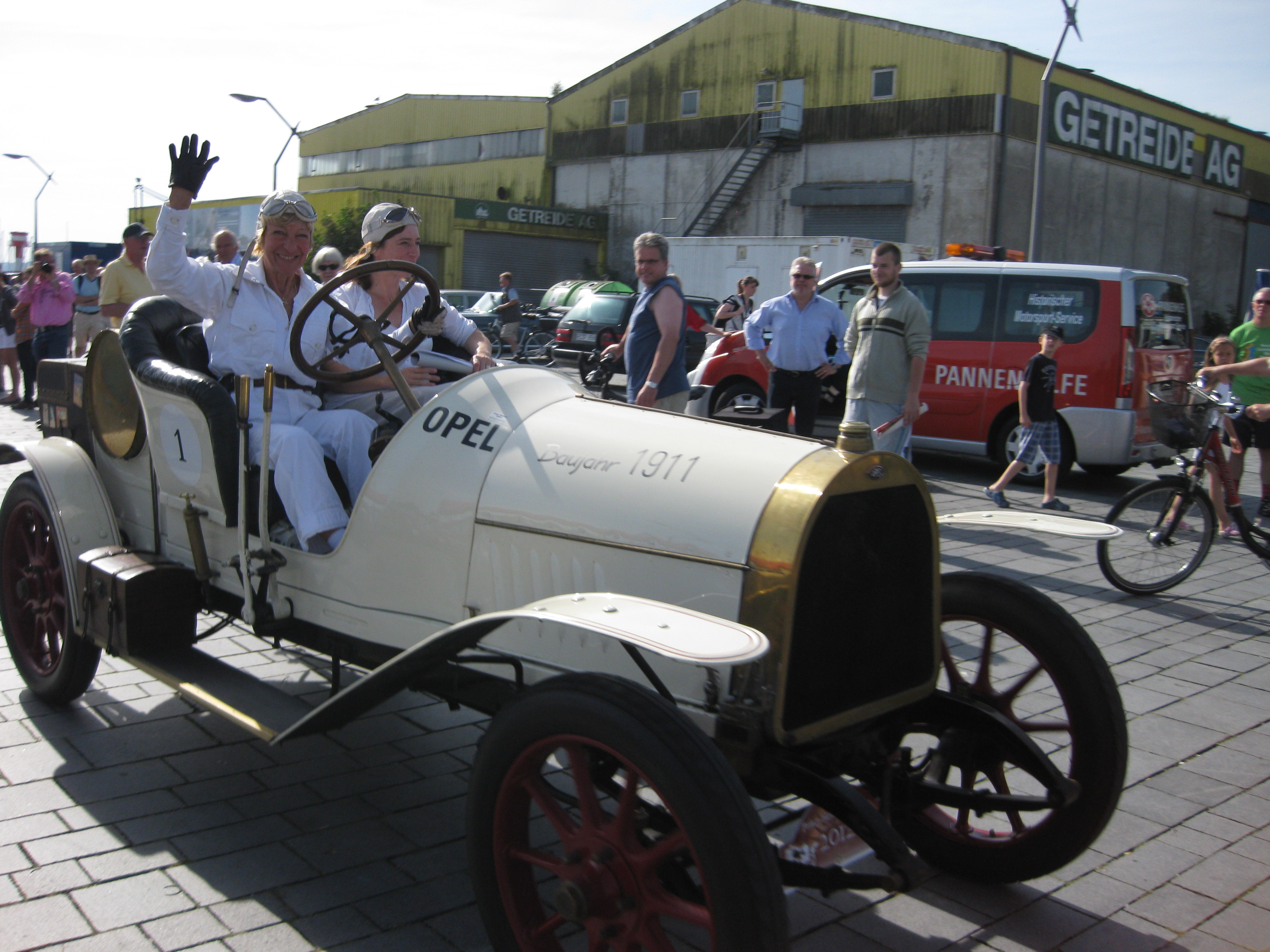
Opel 8/30 von 1911 (2012), Heidi Hetzer mit ihrer Tochter

Besonders beliebt war der ab 1909 angebotene Opel 4/8 PS, ein zweisitziges Cabriolet, das von vielen Ärzten für Hausbesuche benutzt wurde. Er erhielt den Spitznamen „Doktorwagen“.
1911 brachte Opel neben den Automobilen den Opel 60-PS-Motorpflug auf den Markt, der sich auf Landgütern großer Beliebtheit erfreute. Im Jahr 1912 produzierten 3000 Arbeiter 30.000 Fahrräder und 3000 Automobile. Das Werksgelände war rund 73.000 m² groß. Beim Brüsseler Autosalon 1912 war die Limousine 24/30 PS ausgestellt.

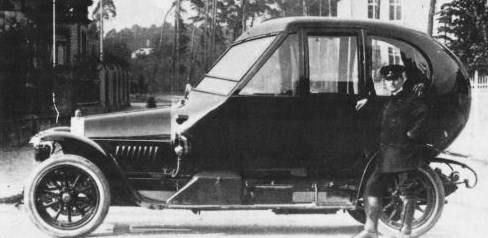
„Opel-Ei“ nach Max Lochner (1913)

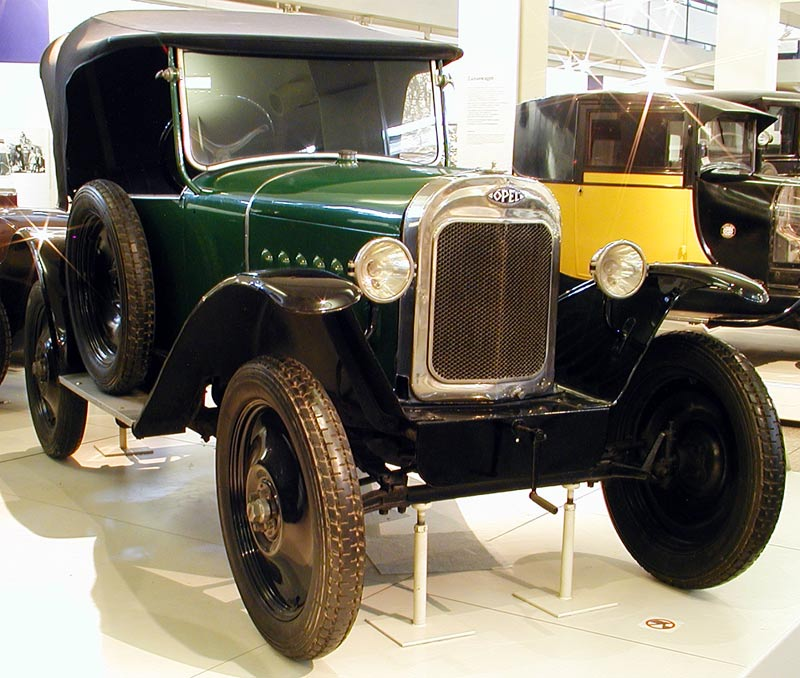
Mit dem „Laubfrosch“ wurde Opel zum größten Automobilhersteller Deutschlands

1913 entwickelte Opel nach Konstruktionsvorlagen von Max Lochner den Prototyp eines Stromlinienfahrzeugs, das sogenannte „Opel-Ei“, das auf dessen Kosten für 120.000 Mark gebaut wurde. Mit Ausnahme eines Versuchswagens der französischen Firma Automobiles André Dubonnet ist dies zu damaliger Zeit der einzige Wagen mit richtiger Stromlinienform geblieben. Der Querschnitt war fast kreisrund und man konnte im Ei, aufgrund der guten Straßenlage und Federung, auch bei Höchstgeschwindigkeit von 95 km/h aufrecht stehen (dies trotz Ballonreifen sowie fehlender Stoßdämpfer und Schwingachsen, die es damals noch nicht gab). Sogar mit Zylinderhut war das Ein- und Aussteigen unbehindert und dank einer guten Abdichtung des Innenraumes verstaubte dieser in Anbetracht der damaligen Straßenverhältnisse auch nur geringfügig. Das rot lackierte und unter der Steuerformel 13/30 PS patentierte „Opel-Ei“ wurde während des Ersten Weltkrieges beschlagnahmt und ist seitdem verschwunden.
Nach Kriegsausbruch 1914 hielt Opel die Pkw-Produktion aufrecht und fertigte unter anderem die Modelle 8/22 bzw. 9/25 PS. Das 1919 vorgestellte Modell 21/55 PS war der erste Opel-Sechszylinder-Pkw und wurde bis 1924 gebaut. Für das Jahr 1916 ist der Einsatz französischer Zwangsarbeiter im Werk Rüsselsheim dokumentiert.
1924 wurde das Opel-Werk in Rüsselsheim als erster Automobilproduzent im Deutschen Reich mit Fließbändern ausgestattet, um preisgünstiger zu produzieren. Das Erfolgsmodell Opel 4 PS („Laubfrosch“) wurde nun in rationeller Massenfertigung produziert. Fritz von Opel, der sich bereits als Testfahrer einen Ruf erarbeitet hatte, experimentierte unterdessen an Autos mit Raketenantrieb und erreichte 1928 auf der AVUS mit seinem Modell RAK 2 die Rekordgeschwindigkeit von 238 km/h. Ein Jahr später unternahm er mit dem Flugzeug Opel-Sander RAK.1 auf dem Frankfurter Rebstock-Gelände einen der weltweit ersten bemannten Raketenflüge. 
Die Zahl der Mitarbeiter wuchs von 2400 im Jahr 1924 auf 9400 im Jahr 1928. Die Adam Opel KG war damals mit 42.771 hergestellten Automobilen größter deutscher Automobilhersteller.

#### Motorradproduktion
Kurz nachdem die Automobilproduktion aufgenommen worden war, baute Opel motorisierte Zweiräder. Das erste Opel-Motorrad war das 2-PS-Motorzweirad, das ab 1901 die Fabrik in Rüsselsheim verließ und für 700 Mark zu haben war; die Motorradproduktion wurde 1907 eingestellt. 
Nach dem Ersten Weltkrieg wurde das Opel Motorfahrrad produziert. 1922 wurde die Opel Bahnrennmaschine speziell für schnelle Zementbahnen entwickelt. In diesem Jahr wurden auch leichte Opel-Motorräder mit 1½ PS (1,1 kW) von Opel & Beyschlag in Wien inseriert (Details: Gesteuerte Ventile, Kupplung, Leerlauf, Spezialrahmen).
Mitte der 1920er Jahre verlagerte Opel die Motorradproduktion nach Sachsen. Im Jahr 1928 übernahm Opel dann die Aktienmehrheit an dem Fahrradhersteller Elite Diamant in Reichenbrand, einem Ortsteil der Stadt Siegmar bei Chemnitz. Als neue Produktionsstätte dienten die Elite-Werke in Brand-Erbisdorf (Sachsen). Ein 16 PS (12 kW) starkes Modell der Diamant-Werke mit Kühne-Motor, 500 cm³ Hubraum und Stahlrohrrahmen wurde kurze Zeit unter dem Opel-Logo angeboten. Im selben Jahr erwarb Fritz von Opel die Lizenz für den sogenannten „Neander-Rahmen“ von Ernst Neumann-Neander. Bald darauf ging das mit diesem Pressstahlrahmen ausgestattete Motorrad Opel Motoclub 500 in die Serienproduktion. Es war nur in der Farbkombination Silbergrau/Rot erhältlich.
Trotz des Erfolges der Motoclub 500 beschloss GM nach der endgültigen Übernahme, sich von den verlustbehafteten Elite-Diamant-Werken zu trennen. Damit endete nach knapp 6000 Einheiten und fast 20 Modellen die 1901 gestartete Motorradproduktion bei Opel. Ein bereits im Prototypenstadium befindliches Nachfolgemodell wurde nicht verwirklicht. Bis Anfang 1930 wurden in Rüsselsheim aus vorhandenen Teilen noch einige Motorräder montiert. Nach der Trennung von Opel produzierten auch die Elite-Diamant-Werke aus vorhandenen Teilen noch einige Motoclub-Maschinen, die ein Elite-Emblem erhielten.

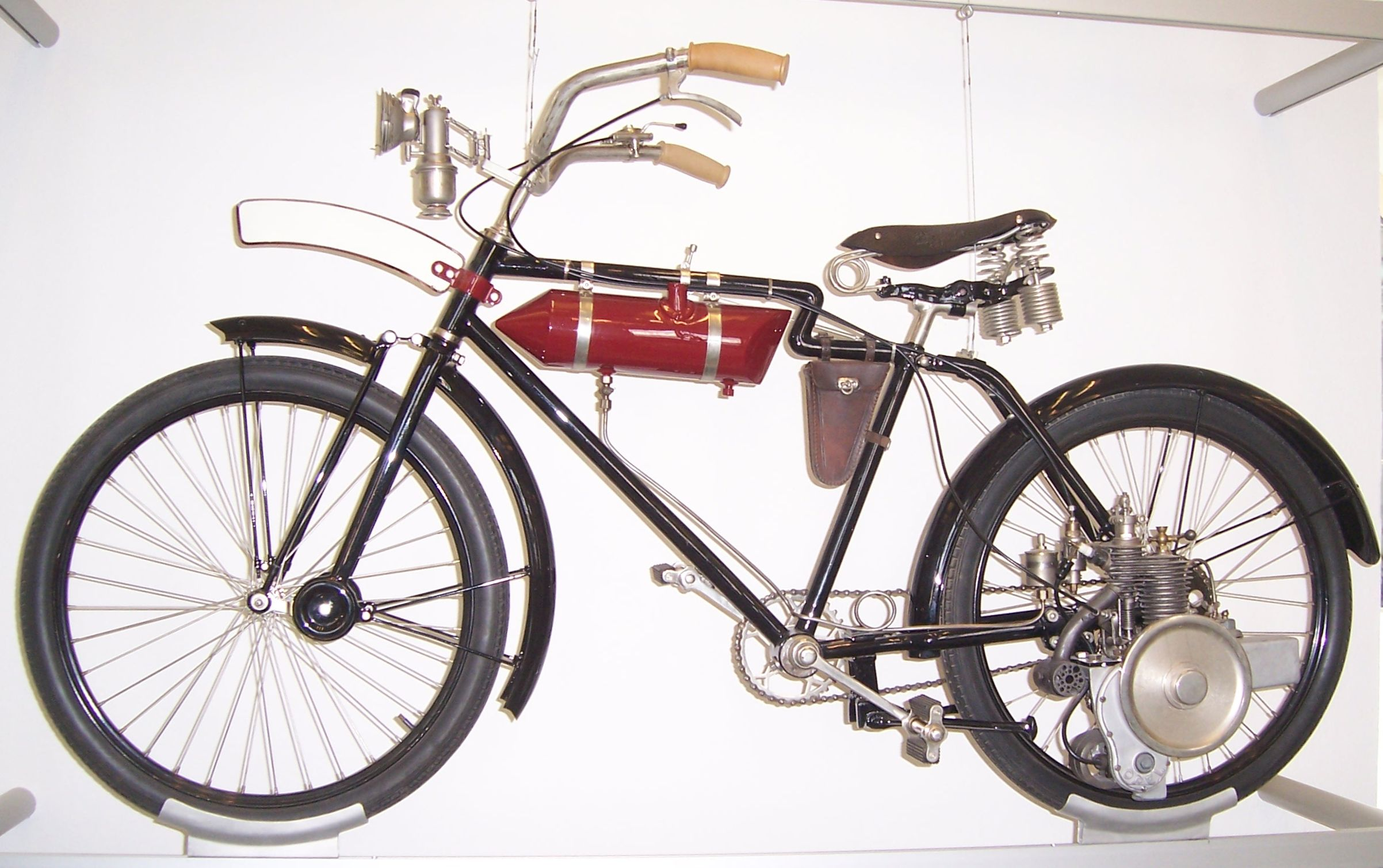
Opel Motorfahrrad (1919–1924)
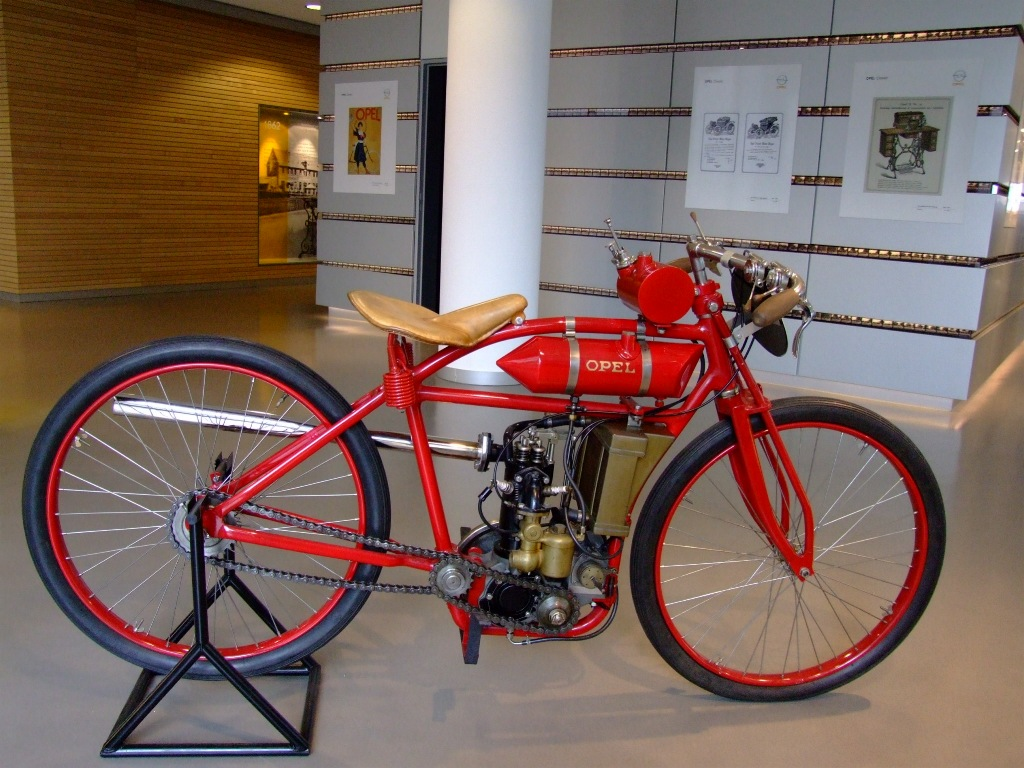
Opel Bahnrennmaschine (1922)
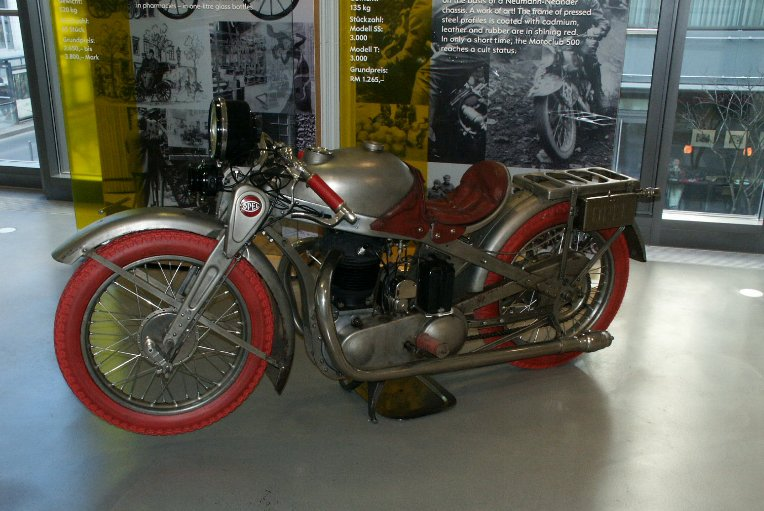
Opel Motoclub (1928)
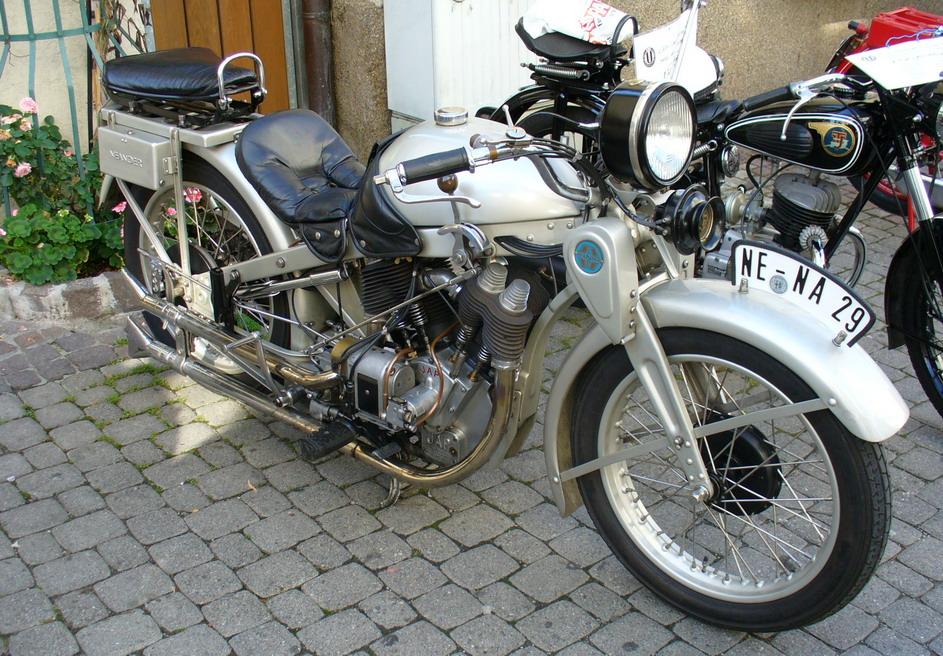
„Neander-Rahmen“ (1929)
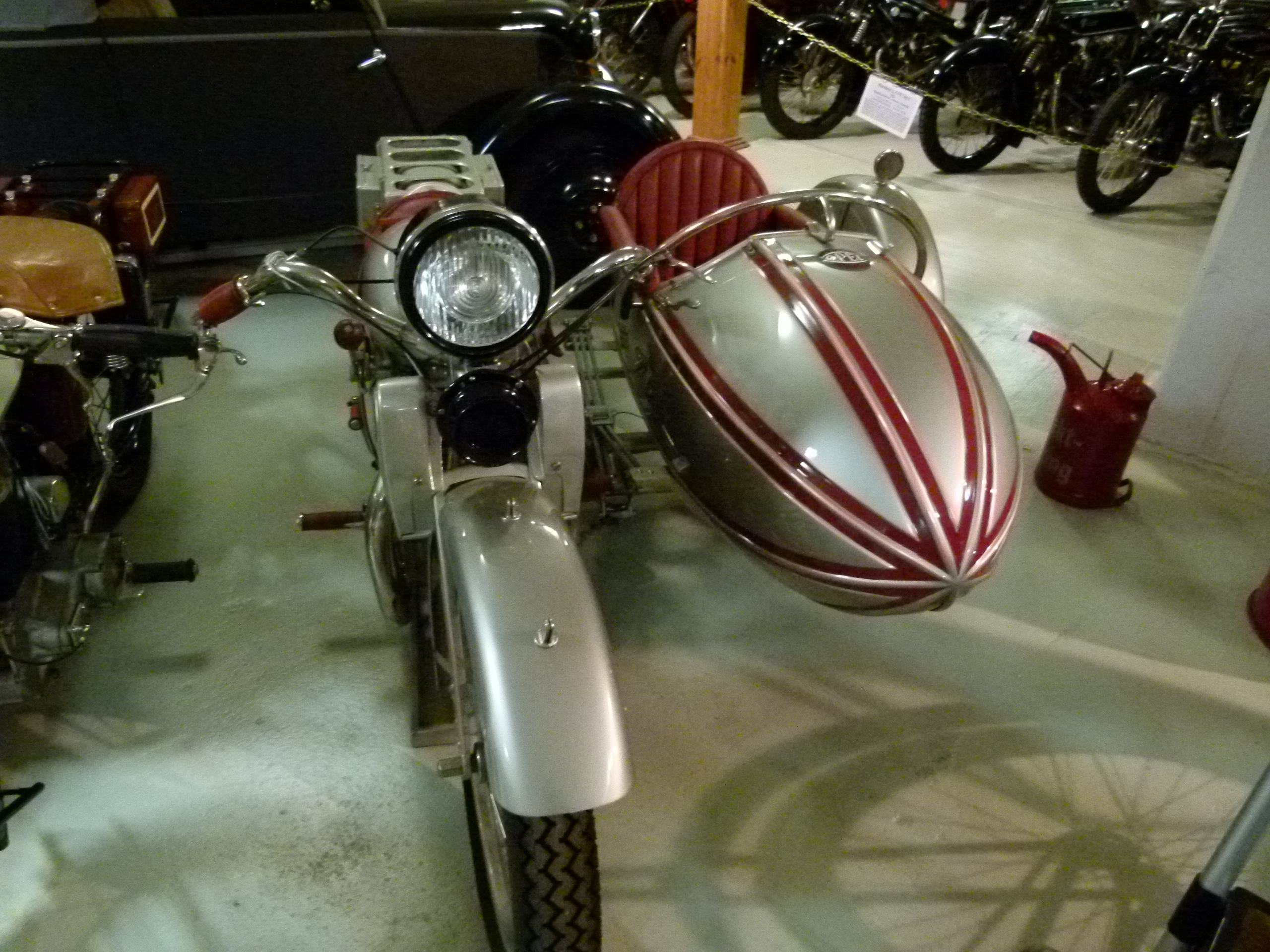
Gespann Elite Opel 500 auf Basis der Opel Motoclub (1931)

#### Lastkraftwagen und Flugmotoren

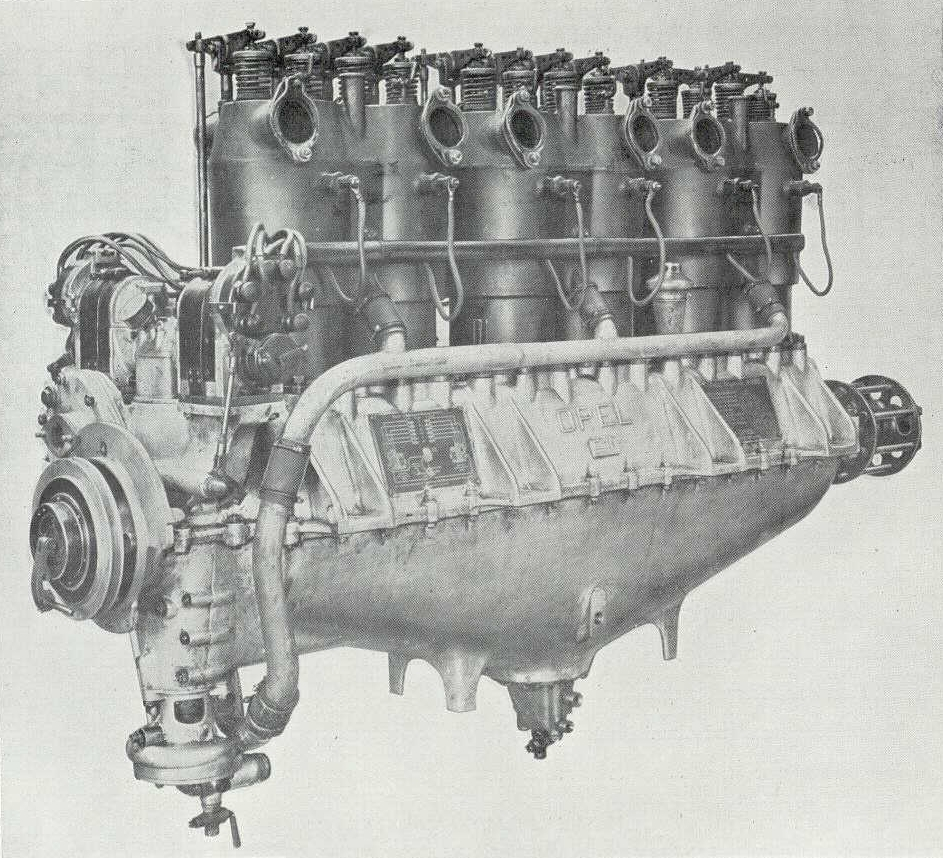
Flugmotor Argus As III (O)

Im Jahr 1909 nahm Opel die Lkw-Produktion auf und lieferte ab 1910 als erste Nutzfahrzeuge leichte Lkw aus. Diese hatten zuerst 1½ t und 1911 3½ t Nutzlast und wurden auch als Heeres-Lkw mit 30 PS (22 kW) sehr erfolgreich. Dieser Lkw hatte bei der Kaiserlich-Russischen Subventionsfahrt den großen Test bestanden und wurde auch als Omnibus gefertigt. Nach dem verheerenden Brand im Rüsselsheimer Werk 1911 baute Opel den Lkw bis 1918 auch als Feuerwehrfahrzeug. Während des Ersten Weltkriegs wurde zusätzlich ein größerer Typ mit 4½ t Nutzlast gefertigt. Mit über 4000 Beschäftigten wurden zwischen 1915 und 1918 in Rüsselsheim 4453 Lastwagen, 2391 Personenkraftwagen und als Lizenzbau etwa 6000 Flugmotoren der Typen Argus As III und BMW IIIa hergestellt. Als französische Truppen am 12. Dezember 1918 Gebiete in Westdeutschland besetzten, musste der Nutzfahrzeugbau vorübergehend eingestellt werden. Danach baute Opel die Lkw mit großvolumigen Motoren (6,2 l) und bis zu 50 PS (37 kW) in geringen Stückzahlen weiter. Im Inflationsjahr 1923 musste die Lkw-Produktion vollständig eingestellt werden. Erst ab 1927 baute Opel wieder kleine Lkw als sogenannte „Schnellastwagen“ mit bis zu 2½ t Nutzlast, die nun auch Luftreifen (Pneus) und eine Bremse an allen vier Rädern besaßen. Die Ende 1930 vorgestellte neue Lkw-Baureihe mit bis zu zweieinhalb Tonnen Nutzlast, deren einprägsamer Name „Blitz“ im Rahmen eines großen Preisausschreibens ermittelt wurde, war sehr erfolgreich.

### 1929 bis 1945: Kauf durch General Motors und Zweiter Weltkrieg

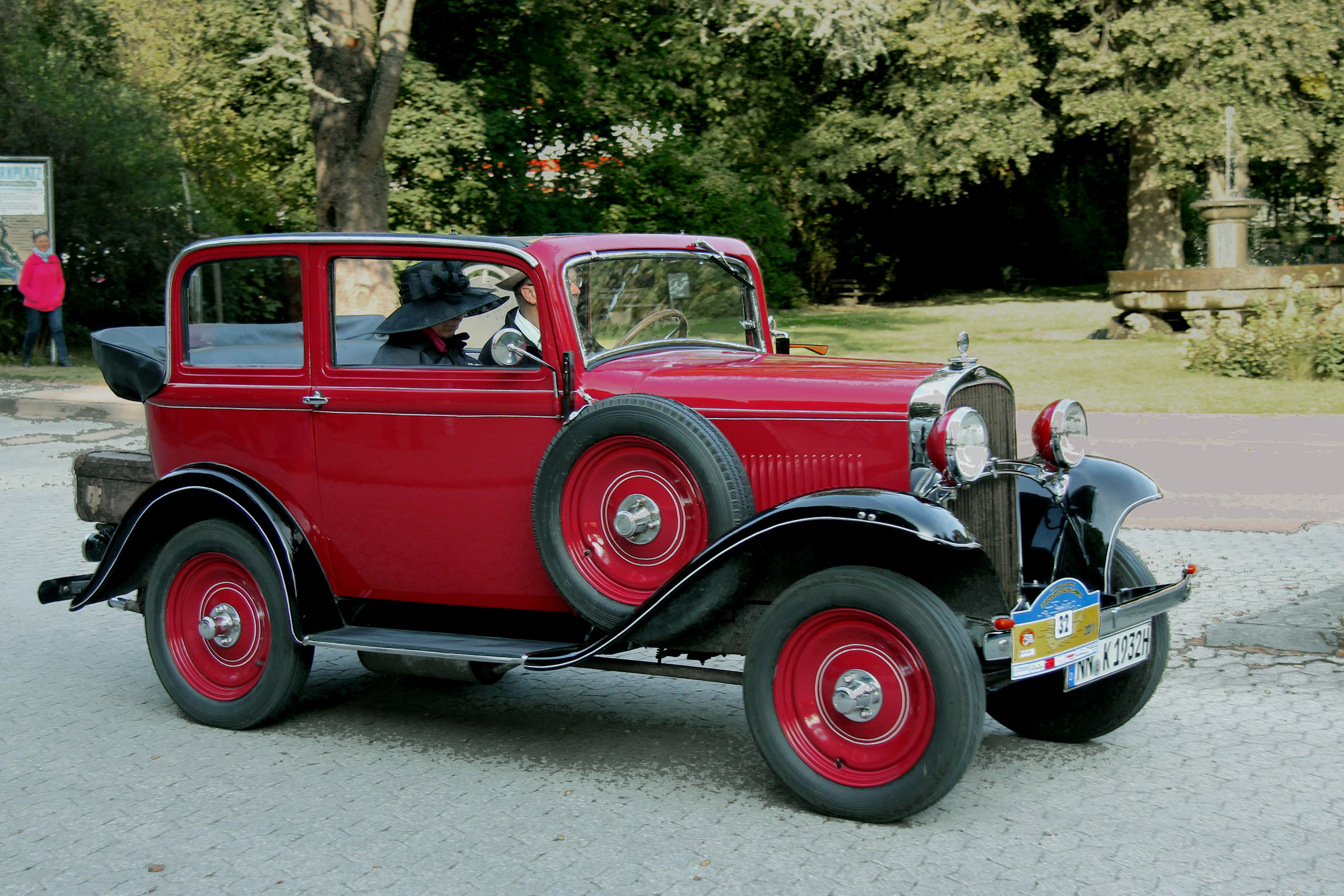
Opel 1,2 Liter (1931–1934)

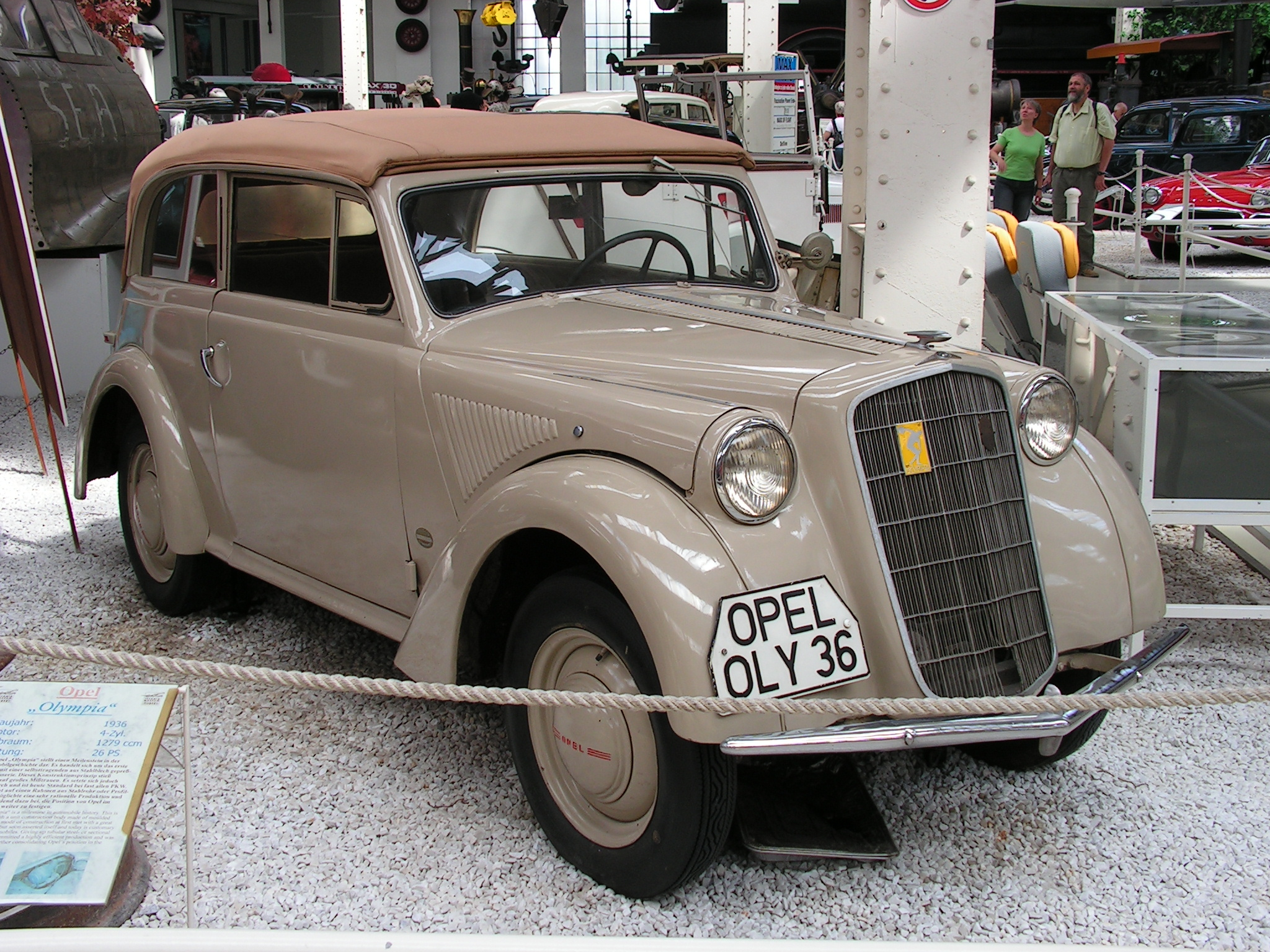
Der ab 1935 gebaute Olympia war das erste deutsche Fahrzeug mit einer selbsttragenden Karosserie

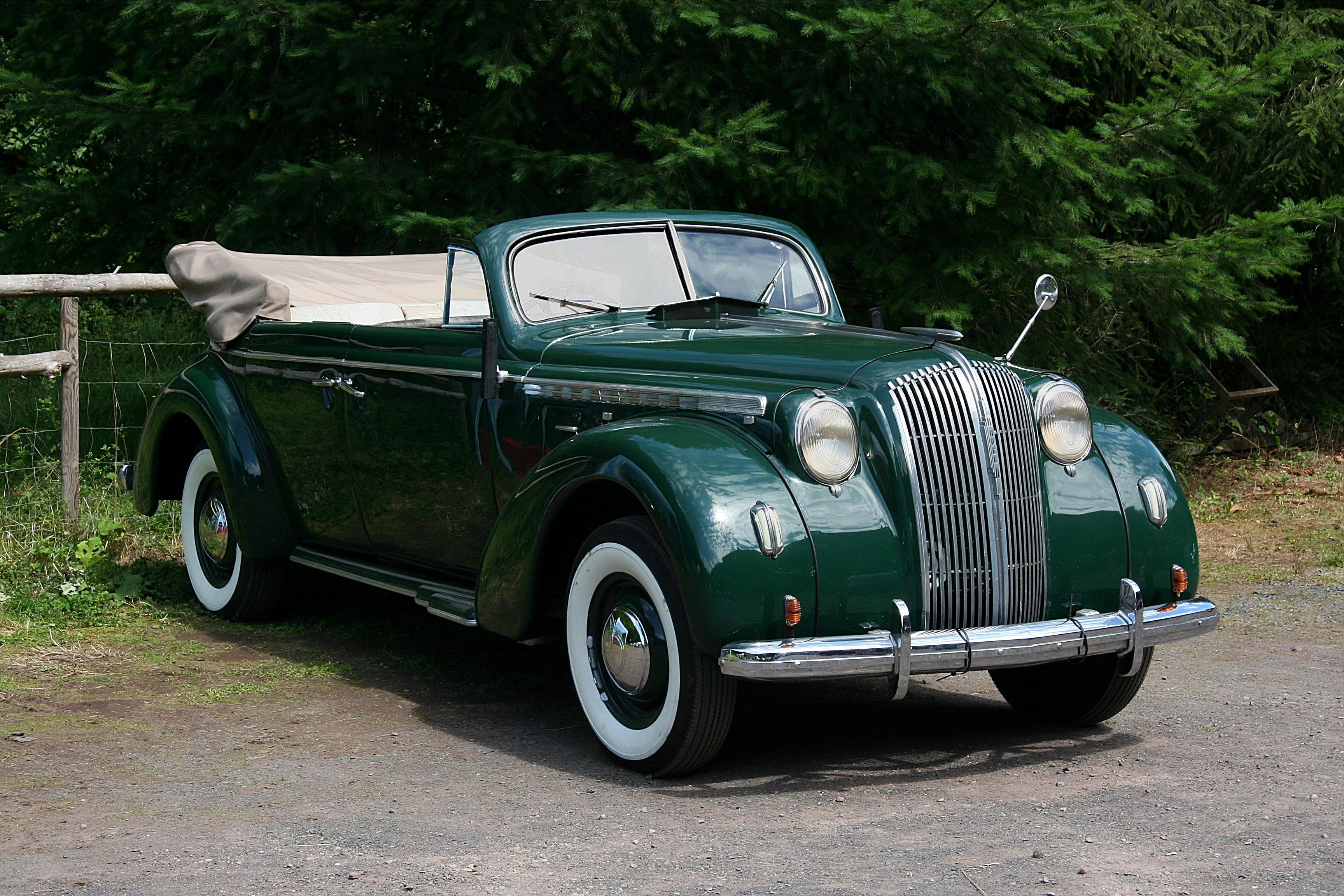
Das neue Opel-Spitzenmodell Admiral wurde nur von 1937 bis 1939 gebaut

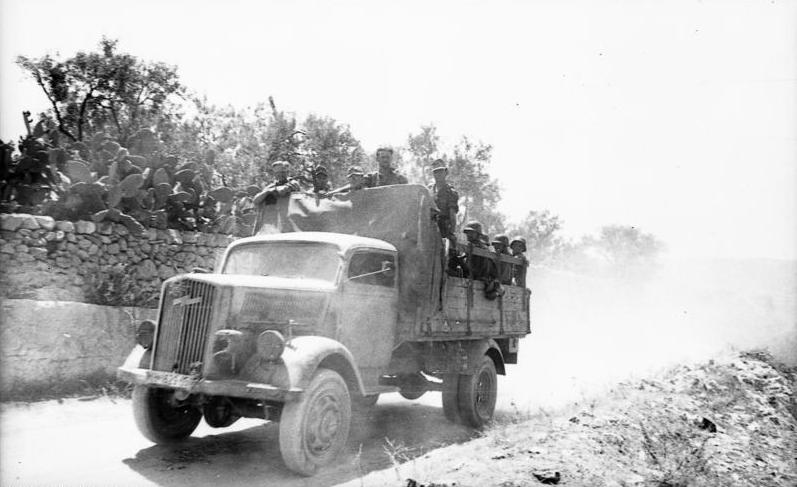
Ein Opel Blitz 3,6-6700 A (Allradantrieb) der Wehrmacht im Einsatz 1944 in Italien

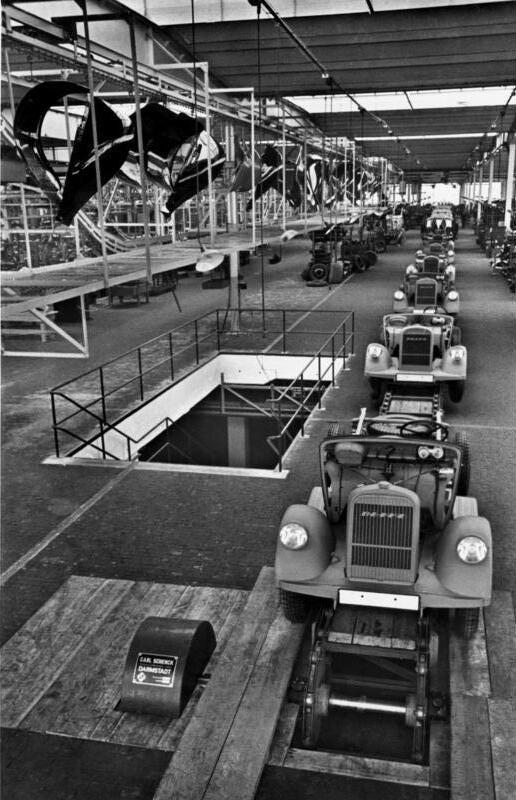
Montage des Opel Blitz im Opelwerk Brandenburg (1936)

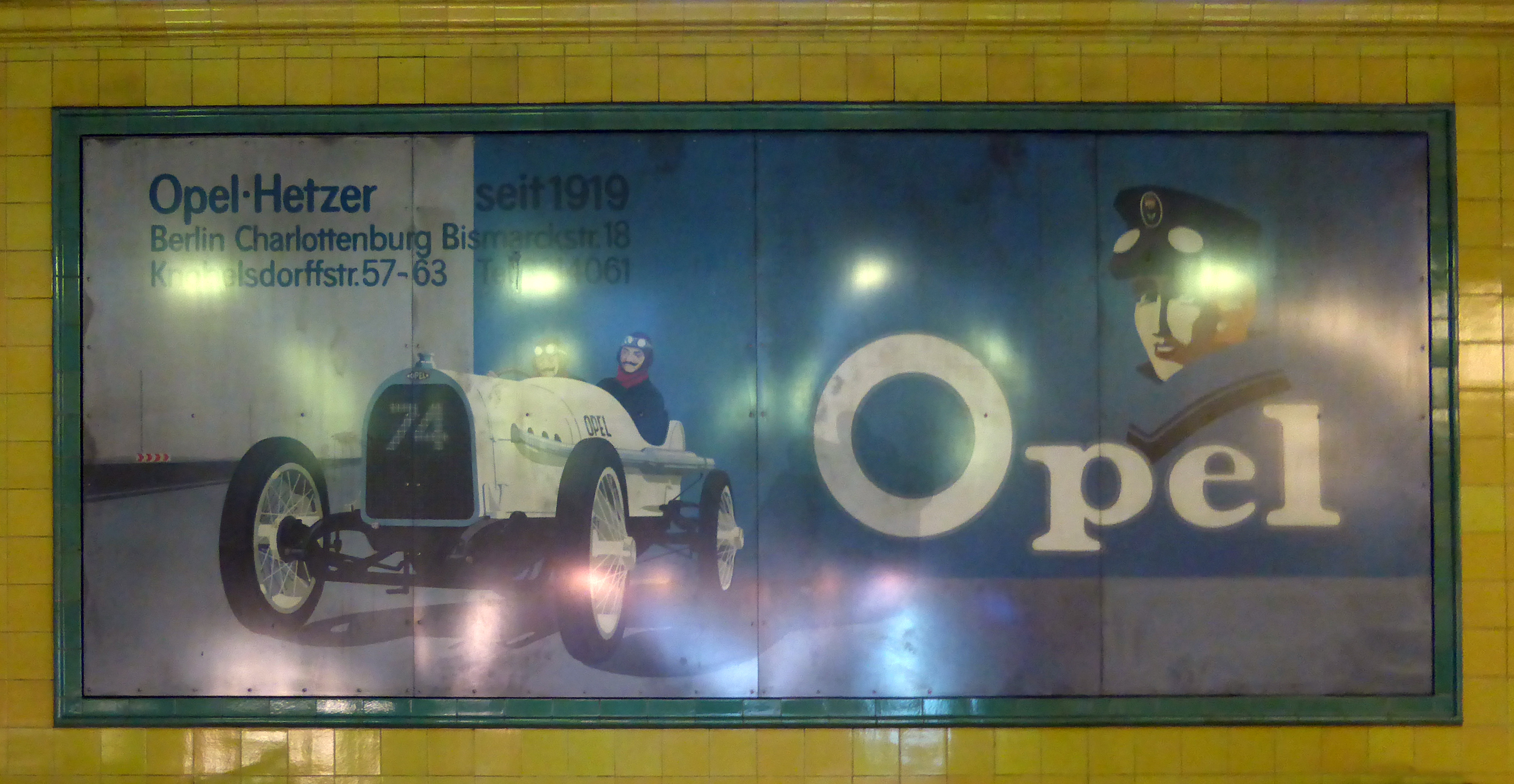
Historische Opel Werbung der Vertretung Hetzer im U-Bahnhof Wittenbergplatz, Berlin

Opel war 1928 mit 44 Prozent aller produzierten Kraftfahrzeuge größter Fahrzeughersteller im Deutschen Reich. Am 3. Dezember 1928 wurde die Rechtsform des Unternehmens von einer Kommanditgesellschaft in eine Aktiengesellschaft geändert. Das Grundkapital betrug 60 Millionen Reichsmark. Am 17. März 1929 verkauften Wilhelm von Opel und sein Bruder Friedrich Opel zunächst 80 Prozent der Unternehmensanteile an den amerikanischen Automobilkonzern General Motors (GM). Bis 1931 übernahm GM das Unternehmen dann vollständig. Hauptgrund war die hereinbrechende Weltwirtschaftskrise. Der Verkaufspreis betrug für damalige Verhältnisse gewaltige 33,352 Millionen US-Dollar bzw. 154 Millionen Reichsmark. (Nach heutiger Währung wären dies etwa 657 Millionen Euro). Die Opel-Brüder setzten dabei durch, dass sie Mitglieder des Aufsichtsrates blieben und Fritz von Opel den Vorstand leitete. Außerdem blieben der Name Opel und eine eigenständige Modellpolitik erhalten.
Im Jahr 1930, nach dem Beginn der Weltwirtschaftskrise, erwirtschaftete Opel einen Verlust von knapp 14 Millionen Reichsmark. Im Jahr 1931 (das von einer Bankenkrise und hoher Arbeitslosigkeit geprägt war) hatte Opel nur noch 5892 Beschäftigte und die Jahresproduktion aller Kraftfahrzeuge ging 1932 auf 20.928 zurück. Gewinnbringend war insbesondere der Export mit einem Anteil von 77,6 % des gesamten deutschen Automobilexportes im Jahr 1931. Zu dieser Zeit wurden als Hauptstützen des Programms der Opel 1,2 Liter (mit Vierzylindermotor und 22 PS/16 kW) und der Opel 1,8 Liter mit Sechszylindermotor und 32 PS (24 kW) (auch als Opel „Regent“) angeboten, das auch als formschönes Coupé und Roadster hergestellt wurde.
Nach der Machtergreifung der NSDAP 1933 erwog General Motors keinen Rückzug aus Deutschland. Stattdessen wurden in einem bis 1936 dauernden Anpassungsprozess Schlüsselpositionen mit Nationalsozialisten besetzt und jüdische Mitarbeiter entlassen oder in die USA versetzt. Der 1935 vorgestellte Opel P4 verkaufte sich als erster „Volkswagen“ mit über 65.000 Stück in nur zwei Jahren ausgesprochen gut. Auf Veranlassung der NS-Regierung wurde im selben Jahr für die Produktion der größeren Dreitonner „Blitz“-Lkw im Zuge der Aufrüstung der Wehrmacht das hochmoderne Werk in Brandenburg an der Havel gebaut. Ebenfalls im Frühjahr 1935 präsentierte Opel den nach den kommenden Olympischen Spielen benannten Olympia, der als erstes deutsches Fahrzeug eine selbsttragende Ganzstahl-Karosserie hatte. Mit 102.293 gebauten Fahrzeugen überschritt Opel im gleichen Jahr 1935 als erster deutscher Hersteller die Marke von 100.000 produzierten Fahrzeugen. Opel war 1937 mit 130.267 gebauten Fahrzeugen größter Autohersteller Europas und der siebtgrößte weltweit. Die Oberklasse wurde in jenem Jahr vom neuen 3,6-Liter-Spitzenmodell Admiral sowie dem Super 6 (2,5 Liter) repräsentiert, der äußerlich dem Chevrolet Master ähnelte. Beide Pkw waren noch konservativ mit separatem Kastenrahmen-Fahrgestell gebaut.
Die Adam Opel AG war 1938 mit einem Anteil von 46,6 % am deutschen Gesamtexport der wichtigste Devisenbringer für die Wirtschaft im nationalsozialistischen Deutschen Reich. In jenem Jahr standen Schweden und Dänemark (7200 bzw. 3250 Autos aller Modelle) an der Spitze der Opel-Exportstatistik, gefolgt von Polen (1400), Argentinien (1300) und Südafrika (1200). Nach Costa Rica gingen 100 Wagen, 145 Stück nach China und 168 nach Neuseeland. Adolf Hitler verlieh am 9. Juni 1938 dem für Opel zuständigen Vizepräsidenten von General Motors James D. Mooney das Verdienstkreuz des Ordens vom Deutschen Adler (1. Stufe).
Vor Ausbruch des Zweiten Weltkrieges im September 1939 bestand die Pkw-Modellpalette aus den Vierzylindermodellen Kadett (1,1 Liter Hubraum / 23 PS/17 kW) und Olympia (1,5 l / 37 PS/27 kW), sowie den Oberklassewagen mit Sechszylindermotor Kapitän (2,5 l / 55 PS/40 kW) und Admiral (3,5 l / 75 PS/55 kW). 1938 wurden 140.580 Kraftfahrzeuge bei einem Nettoumsatz von 337,7 Millionen Reichsmark gebaut. Im Oktober 1940 musste Opel auf Anordnung der Reichsregierung die Produktion ziviler Pkw völlig einstellen. Während des Zweiten Weltkrieges produzierte das Unternehmen mit dem 3-Tonnen-Lkw Typ Blitz „S“ (Standard) den wichtigsten Lastwagen der Wehrmacht. Im Werk Rüsselsheim wurden neben Blitz-Lkws auch Motoren, Teile für Raketen und Torpedos sowie Komponenten für die Junkers Ju 88 und die Messerschmitt Me 262 hergestellt. In Warschau und Riga betrieb Opel Reparaturwerkstätten für an der Ostfront eingesetzte Militärfahrzeuge. Bis 1943 waren im Werk Rüsselsheim über 18.500 Personen beschäftigt; im Januar 1945 erreichte im Zuge der katastrophalen Rohstofflage diese Zahl mit knapp 6000 Beschäftigten einen Tiefpunkt. Im Gegensatz zu anderen deutschen Automobilunternehmen lehnte Opel die Beschäftigung von KZ-Häftlingen ab, griff jedoch auf Zwangsarbeiter zurück. Zudem waren die Arbeiter seit 1933 zunehmend dem Terror des faschistischen Werkschutzes ausgesetzt. 1942 waren im Lkw-Werk Brandenburg 52 Prozent der 4000 Beschäftigten ausländische Zwangsarbeiter, im Werk Rüsselsheim 20 Prozent von 18.500, andere Quellen sprechen von bis zu 35 Prozent. Am 6. August 1944 wurde das Opelwerk Brandenburg durch einen alliierten Luftangriff stark beschädigt.
In der Nacht vom 8. auf den 9. September 1944 warfen Flugzeuge der Royal Air Force erstmals Bomben auf Rüsselsheim und auch auf das Opelwerk. Das Lkw-Werk Brandenburg nahm die Produktion nicht wieder auf, wurde nach dem Kriegsende von den sowjetischen Besatzern demontiert und die Maschinen wurden als Reparation in die Sowjetunion transportiert.
Alfred P. Sloan, GM-Präsident von 1923 bis 1937 und danach bis 1956 Aufsichtsratsvorsitzender, rechtfertigte das Engagement von General Motors beim späteren Kriegsgegner Deutschland damit, dass „ein weltweit tätiger internationaler Konzern […] seine Unternehmungen auf rein geschäftlicher Ebene betreiben [sollte], ohne Rücksicht auf die politischen Ansichten seines Managements oder der Staaten, in denen er tätig ist.“ 1941 hatte der letzte amerikanische Manager Opel verlassen; formal blieb GM aber Eigentümer. Ab 1942 gab es keinen Kontakt mehr zwischen Opel und General Motors. Nach der Kriegserklärung des Deutschen Reiches an die Vereinigten Staaten bot sich 1942 für General Motors die Möglichkeit, die Adam Opel AG betriebswirtschaftlich als „Vermögenswert in Feindeshand“ abzuschreiben. Bis zum Kriegsende produzierte Opel 1,1 Millionen Fahrzeuge. 1951 beantragte General Motors die Auszahlung des umgerechnet 22,4 Millionen Reichsmark beinhaltenden Dividendenkontos der Kriegsjahre. 1999 beauftragte GM den Historiker Henry Ashby Turner mit der Aufarbeitung der eigenen Geschichte während der Zeit des Nationalsozialismus, der unter anderem diese Auszahlung als „schändlich“ bezeichnete, da der Gewinn mit dem Leid von Zwangsarbeitern erwirtschaftet worden sei. Die bedeutende militärische Rolle Opels sei von GM weder angestrebt noch erwünscht worden, eine Verweigerung sei aber nicht realistisch gewesen.
An der Stiftung „Erinnerung, Verantwortung und Zukunft“ beteiligte sich Opel im Jahr 2000 mit 30 Millionen D-Mark.

### 1945 bis 1960: Neubeginn in Rüsselsheim

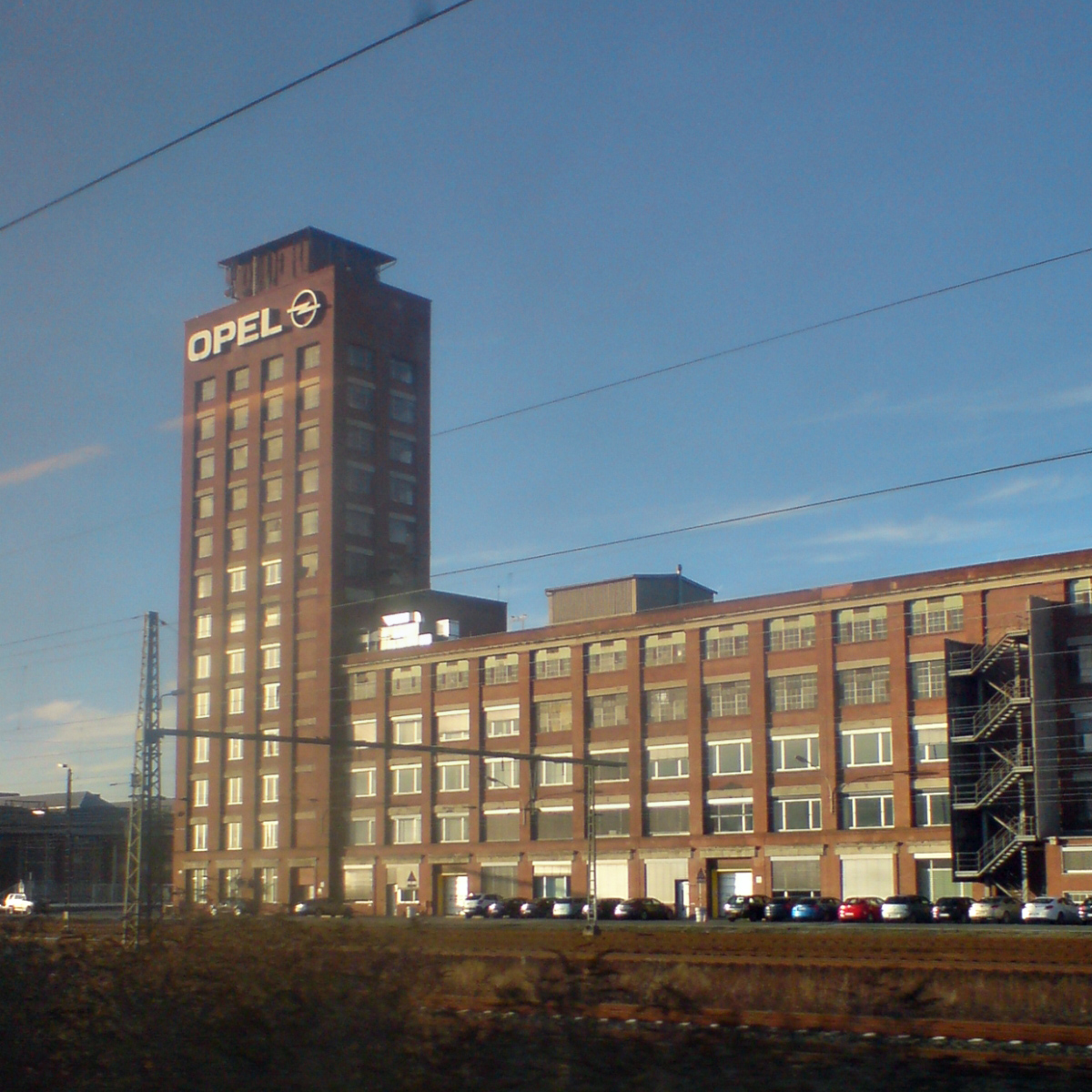
Der Opelturm Rüsselsheim, eines der Opel-Verwaltungsgebäude in Rüsselsheim

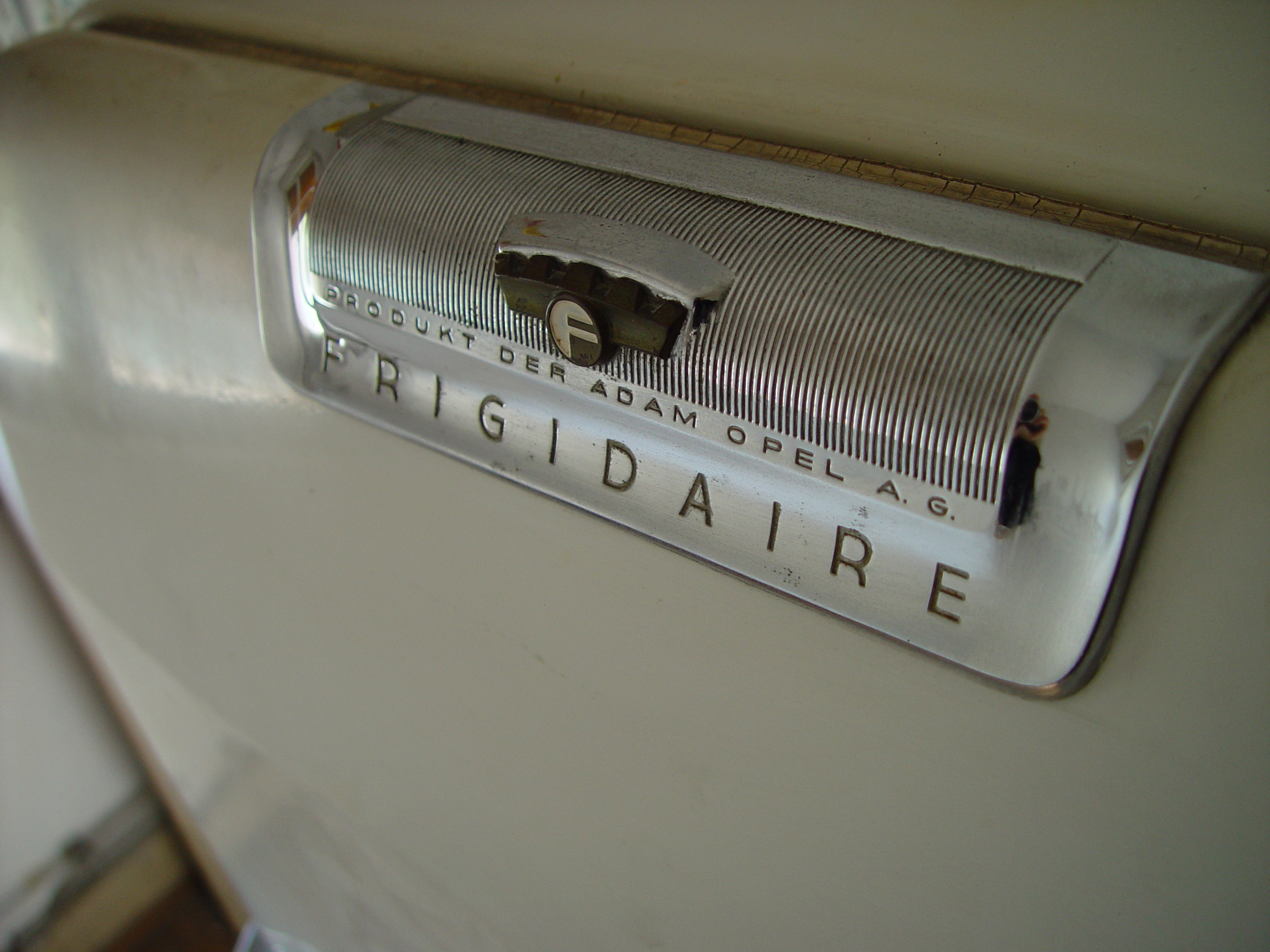
Opel-Produkt von 1949 bis 1959:
Kühlschrank „Frigidaire“

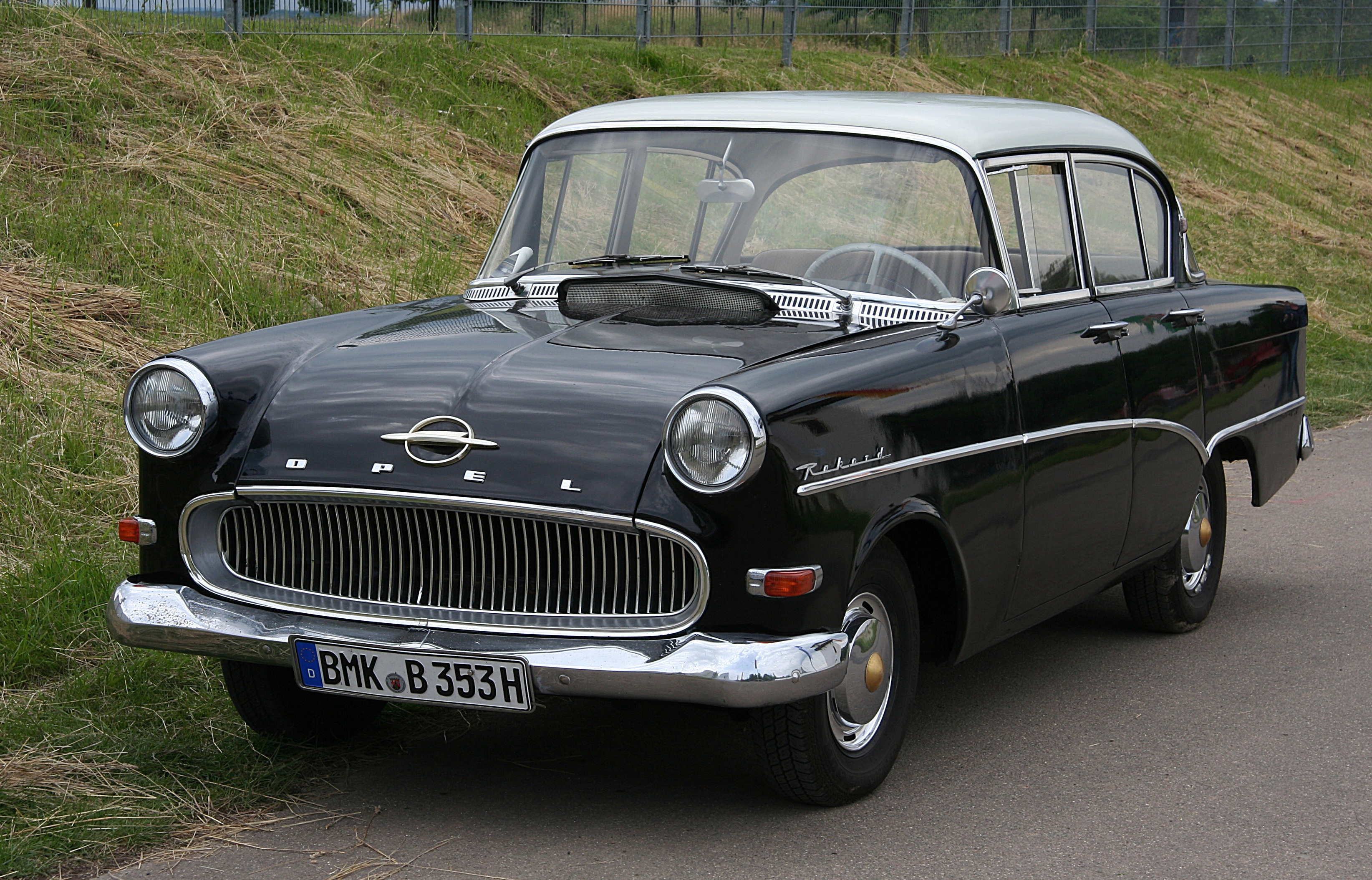
Opel Rekord P1 (1957–1962)

Im Auftrag der Militärregierung der Amerikanischen Besatzungszone wurden ab Juli 1945 im einzigen verbliebenen Werk Rüsselsheim drei Jahre lang zunächst über 1500 Pkw, vorzugsweise Opel-Modelle aus der Vorkriegszeit, repariert. Das Jahr 1945 ging in die Unternehmensgeschichte als das Jahr ein, in dem kein einziges Opel-Fahrzeug produziert wurde: Der erste „Nachkriegs“-Opel war ein „Blitz“-Lkw mit 1½ t Nutzlast, der am 15. Juli 1946 das Werk verließ, das 1944 zur Hälfte zerstört worden war. Das nach der Zerstörung wieder produktionsbereite Lkw-Werk Brandenburg sowie die Rüsselsheimer Anlagen für die Kadett-Produktion mussten Mitte 1946 auf Beschluss der Siegermächte als Reparationsleistungen in die Sowjetunion transportiert werden. Der „Kadett“ wurde dort als Moskwitsch-400 weiter produziert. Dank des Engagements des ersten Betriebsratsvorsitzenden Friedrich Zängerle nahm Opel 1947 die Automobilproduktion in Rüsselsheim zunächst mit dem erfolgreichen kleinen Vorkriegsmodell Olympia und ab 1948 mit dem größeren Kapitän wieder auf. Ende 1947 beschäftigte das Unternehmen in Rüsselsheim 8147 Mitarbeiter, 19.585 Mitarbeiter waren es Ende 1951. Mit Generaldirektor Edward W. Zdunek übernahm General Motors am 1. November 1948 wieder die Führungskontrolle bei Opel. Im Juli 1949 wurde die Mitarbeiterzeitschrift Opel Post erstmals publiziert. Sie gehört damit zu den ältesten Zeitschriften zur internen Kommunikation.
Nachdem 1949 die deutsche Frigidaire GmbH mit ihrer seit 1938 bestehenden Fabrikation von Kühlschränken in Rüsselsheim von GM vollständig in die Opel AG integriert wurde, wurde der beliebte Markenname Opel hier zusätzlich genutzt. Je nach Herstellungszeitraum tragen die Geräte den Namen „Frigidaire“ mit dem Zusatz „Produkt der Adam Opel AG“ oder zusätzlich zum Frigidaire-Schriftzug das 1950 eingeführte weiß/gelbe Opel-Logo mit verbundener Frigidaire-Krone 1959 endete die Produktion.
Dem Olympia folgte 1953 der Olympia Rekord. In den 1950er Jahren stellte Opel in Deutschland mit seinen Mittelklasse-Modellen Olympia, Olympia Rekord und Rekord P1 (ab 1957) das nach dem Volkswagen 1200 („Käfer“) beliebteste Auto her; zeitweise folgte auf dem dritten Platz als Pkw der Oberklasse der Opel Kapitän, der in dem Jahrzehnt sechsmal einen Modellwechsel erhielt. Die bereits 1936 erstmals eingesetzte Aussage „Opel der Zuverlässige“ wurde in der Werbung noch bis Ende der 1960er Jahre verwendet; ab da auch bis etwa 1972 für die eher konservativen Käufer von Rekord, Commodore und der KAD-Modelle mit dem Blitz-Logo und der Unterschrift „Geprüfte Zuverlässigkeit“.

### 1960 bis 1980: Erfolgreiche Zeiten und Marktführer

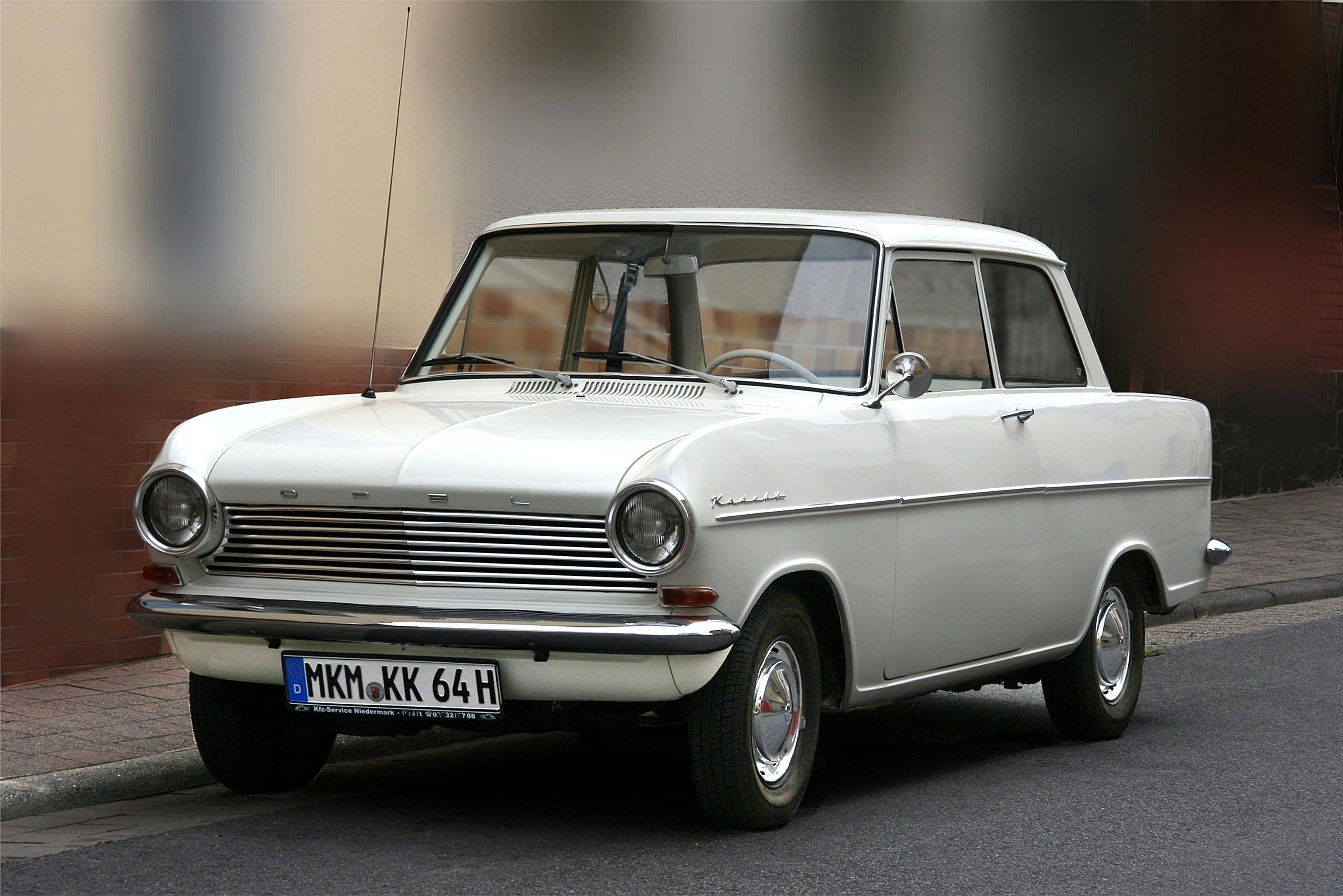
Opel Kadett A (1962–1965)

Um auch in der vom Volkswagen 1200 („Käfer“) dominierten Klasse ein eigenes Produkt anbieten zu können, wurde Ende der 1950er Jahre ein völlig neuer Kadett entwickelt und ab Mitte 1962 im neuen Werk Bochum produziert. Das neue Fahrzeug mit dem Namen des Vorkriegs-Modells kam als Limousine, Coupé und (ab 1963) auch als Caravan auf den Markt. Für den Kadett wurde in einer großen Kampagne erfolgreich geworben („Opel Kadett – kurz gesagt: O.K.“), wodurch sich der Wagen von Anfang an sehr gut verkaufte.

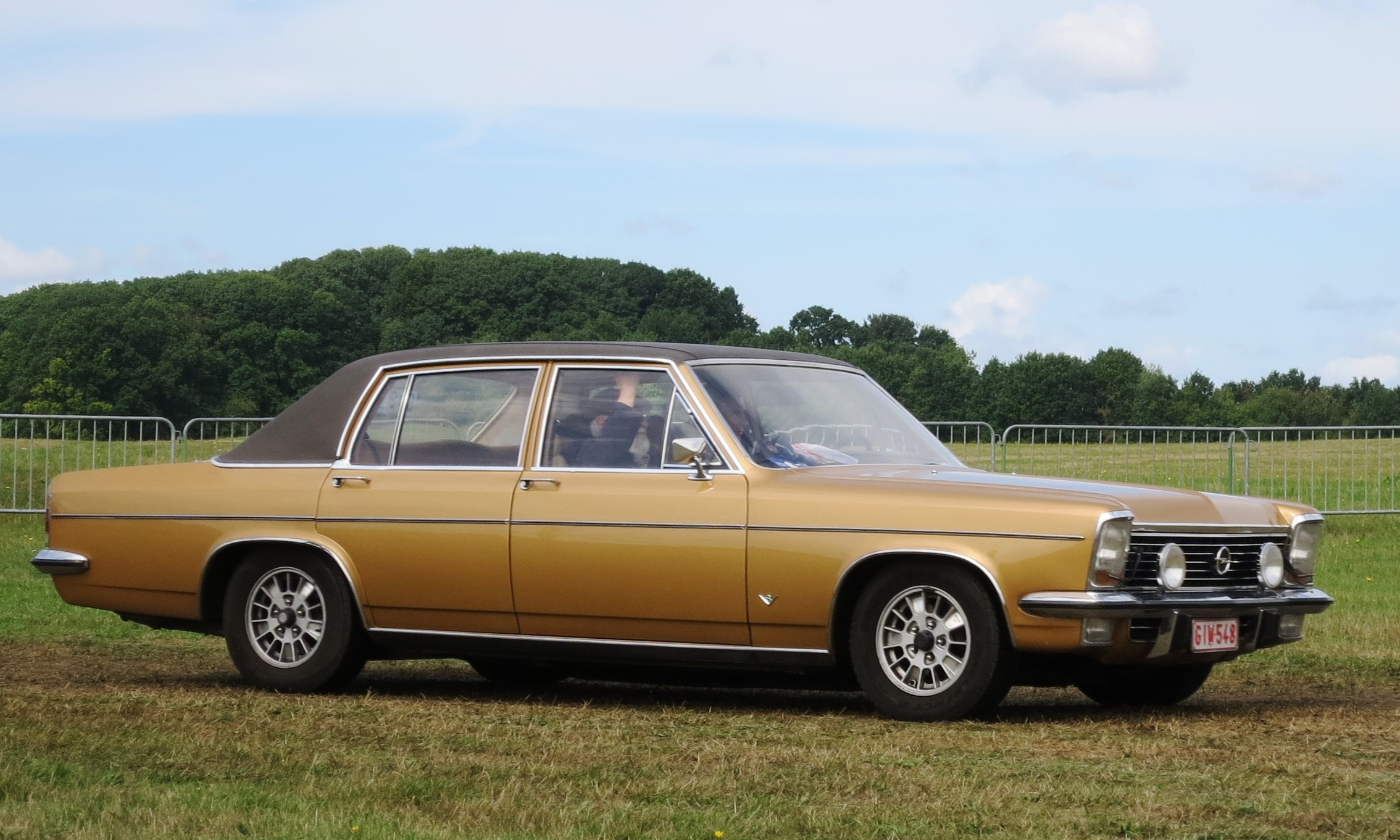
Opel Diplomat B (1969–1977)

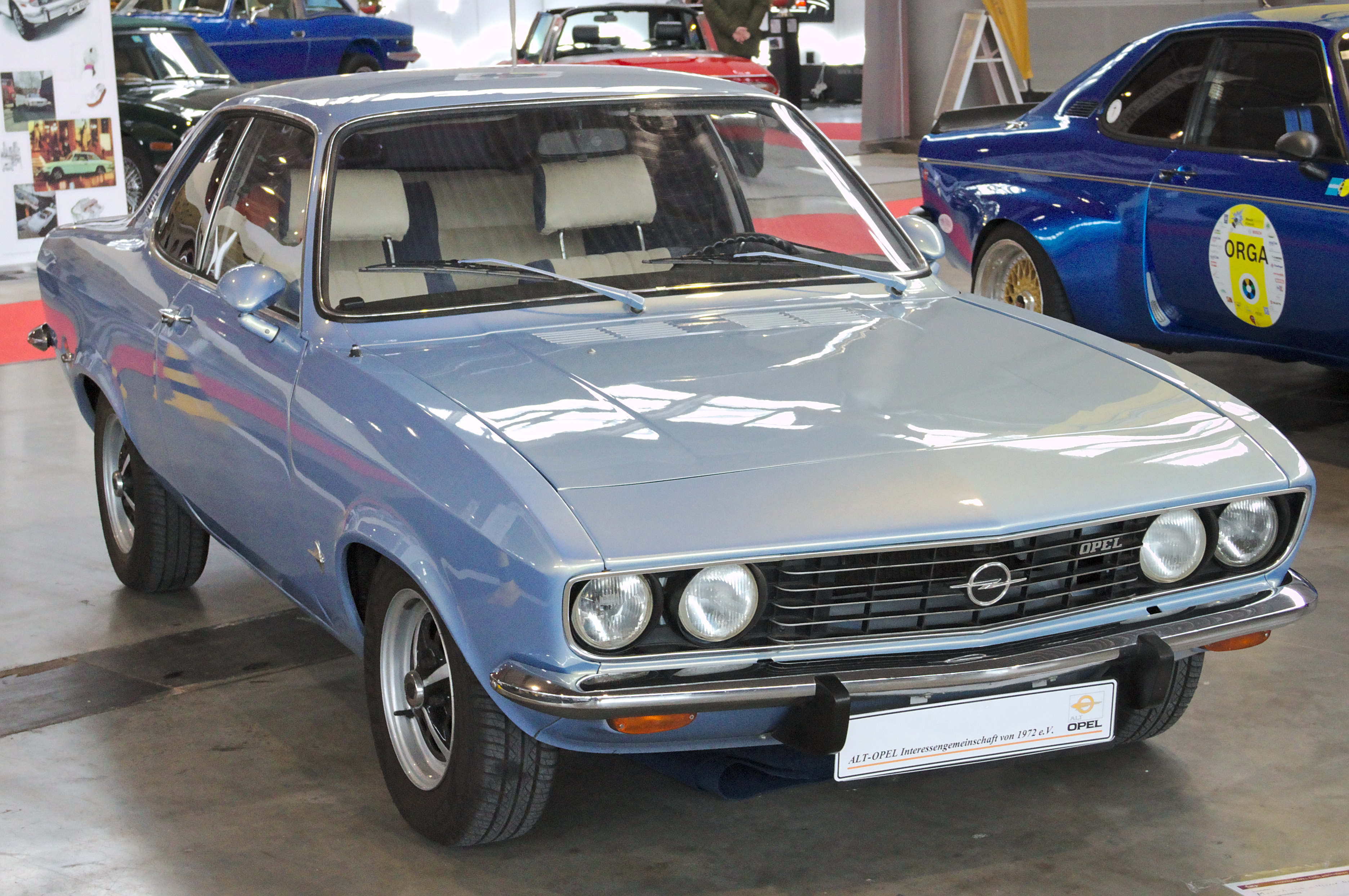
Opel Manta A (1970–1975)

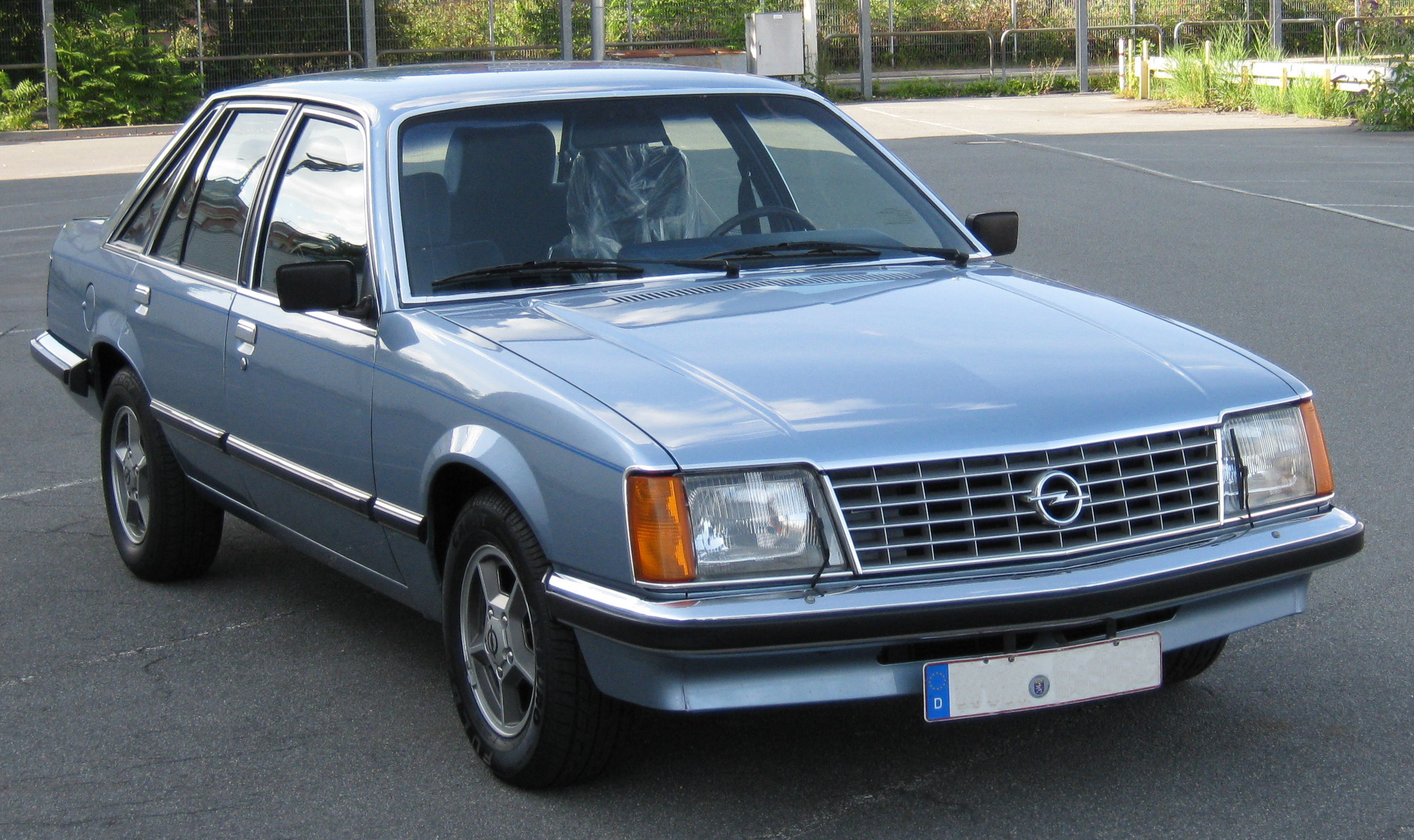
Opel Senator A (1978–1982)

Im Frühjahr 1964 bekam der Kapitän zwei große „Brüder“: den Admiral und den Diplomat. Diese „großen Drei“, die daraufhin als „KAD“-Reihe (Kapitän/Admiral/Diplomat) bezeichnet wurden, schlossen die Modellpalette bis zum Sommer 1977 nach oben ab.
Die 1960er und 1970er Jahre waren die große Blütezeit des Unternehmens Opel, das damals nach VW der zweitgrößte deutsche Automobilhersteller und in einigen Fahrzeugklassen sogar Marktführer war. Am 9. Juli 1964 lieferte Opel den fünfmillionsten Wagen aus. Die Produktion in Bochum lief auf Hochtouren: 1965 waren eine halbe Million Kadett A produziert – nur 21 Monate später wurde mit dem Nachfolger Kadett B der millionste Wagen der Baureihe ausgeliefert. Ebenfalls 1966 wurde das Zweigwerk Kaiserslautern eröffnet, das Gelenkwellen, Stoßdämpfer und Fahrwerkteile herstellte.
Ab Herbst 1970 waren der Mittelklassewagen Ascona und dessen Coupé-Ableger Manta im Programm. Gemeinsam mit den im Sommer 1975 vorgestellten gleichnamigen Nachfolgemodellen wurden davon über 3,2 Millionen Fahrzeuge produziert. Die Modellreihe gehört damit zu den erfolgreichsten Opel-Produkten. Das zehnmillionste Opel-Automobil, ein Rekord C Caravan, lief im September 1971 in Rüsselsheim vom Band. 1972 lag Opel mit 20,4 % Marktanteil noch vor Volkswagen, und erreichte mit fast 878.000 Einheiten die höchste Stückzahl seit Beginn der Autoherstellung im Jahr 1899. Mit 59.200 Beschäftigten erwirtschaftete Opel in diesem Jahr einen Jahresumsatz von 6,5 Milliarden DM, verglichen mit 35.000 Beschäftigten und einem Jahresumsatz von 2,2 Milliarden DM im Jahr 1962.
Im August 1973 wurde der Kadett C eingeführt, der ab Mai 1975 als Kadett City wie der Golf des Hauptkonkurrenten VW eine große Heckklappe hatte. Im Frühjahr 1976 kam noch der von Baur gefertigte Kadett Aero mit Targadach hinzu. Damit umfasste die Baureihe insgesamt fünf Varianten; mehr als andere vergleichbare Modelle der Kompaktklasse. Der im Sommer 1977 als letzter Vertreter der „KAD“-Reihe eingestellte Diplomat bekam im Frühjahr 1978 mit dem Senator einen indirekten Nachfolger, dessen Karosserie vom Rekord E abgeleitet worden war, und der anfangs ausschließlich mit Sechszylinder-Motoren angeboten wurde. Gleichzeitig brachte Opel in der oberen Mittelklasse auf Senator-Basis mit dem Monza ein Coupé mit großer Heckklappe auf den Markt. Der Erfolg dieser beiden Topmodelle im Programm war jedoch bescheiden: Der Monza wurde nach acht Jahren ohne Nachfolger eingestellt. Der Senator wurde nach einem Modellwechsel im Sommer 1987 (nun diente der Omega A als Basis) noch bis Juni 1993 weitergebaut. Opels Spitzenmodell war nun der von Anfang 1994 bis Mitte 2003 angebotene Omega B.

### 1980 bis 2008: Sinkende Absätze und Qualitätsprobleme
In der gesamten Autobranche sorgte in den Jahren 1980 bis 1982 die durch den Ersten Golfkrieg verursachte Ölkrise für einen tiefen Rückschlag, der mit fast 20 Prozent schlimmer war als zur Weltwirtschaftskrise 1929/30. Das erste Mal seit 1950 machte Opel Verluste: 411 Millionen DM im Jahr 1980. Über 7500 Beschäftigte wurden, teilweise mit Abfindungen, entlassen. Nur der neue Kadett D mit Frontantrieb verkaufte sich zufriedenstellend. Auf dem seit Mitte der 1970er Jahre vom Ford Fiesta und VW Polo beherrschten deutschen Kleinwagenmarkt erzielte der ab 1983 in Deutschland angebotene Opel Corsa Erfolge. Das Modell wird im Ende 1982 eröffneten GM-Werk Saragossa (Spanien) produziert; von 1993 bis 2019 auch im deutschen Opel-Werk Eisenach.
1990 waren im Opel-Konzern 57.400 Mitarbeiter beschäftigt bei einem Jahresumsatz von 23,708 Milliarden DM.

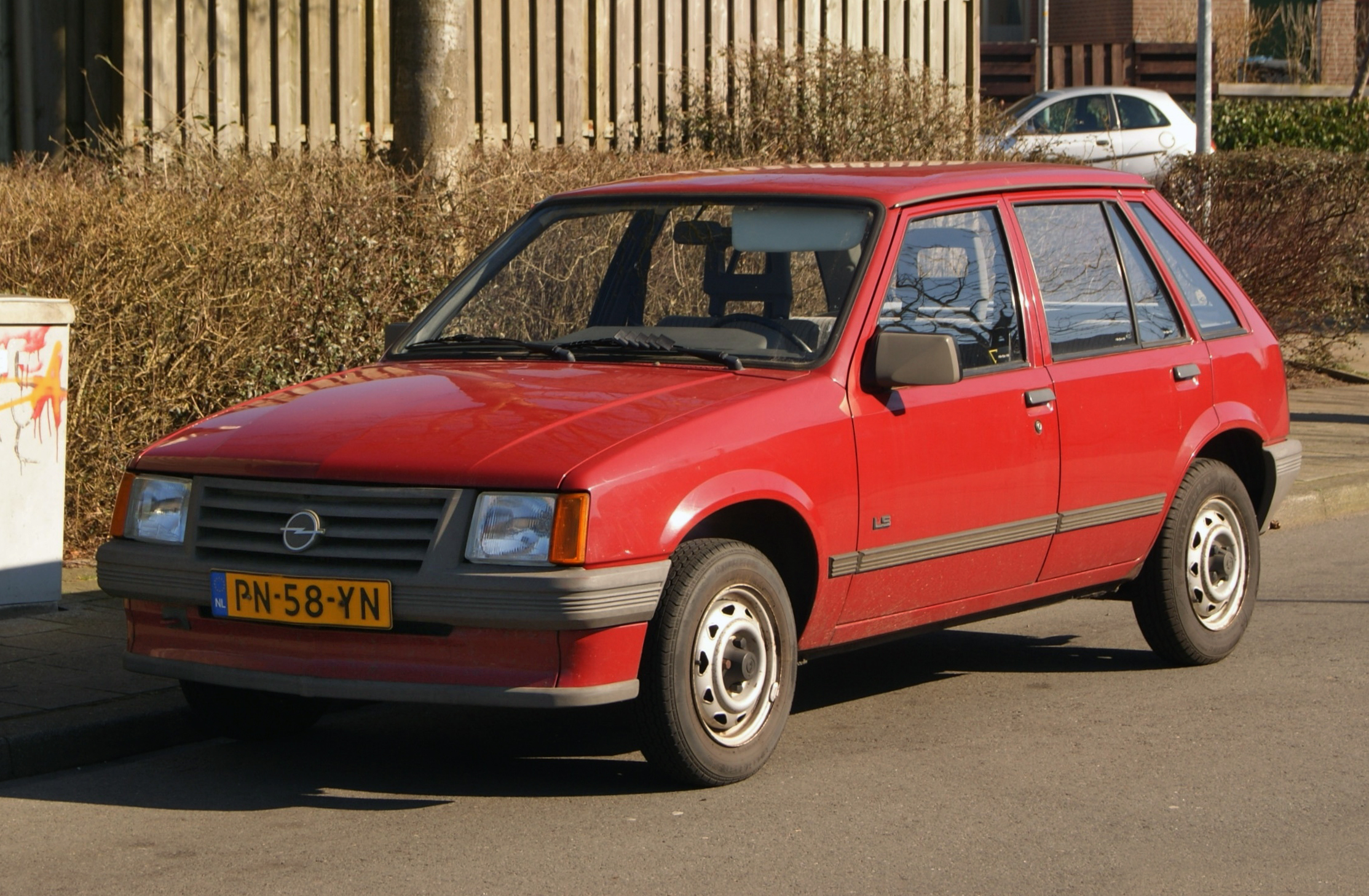
Opel Corsa A (1982–1993)

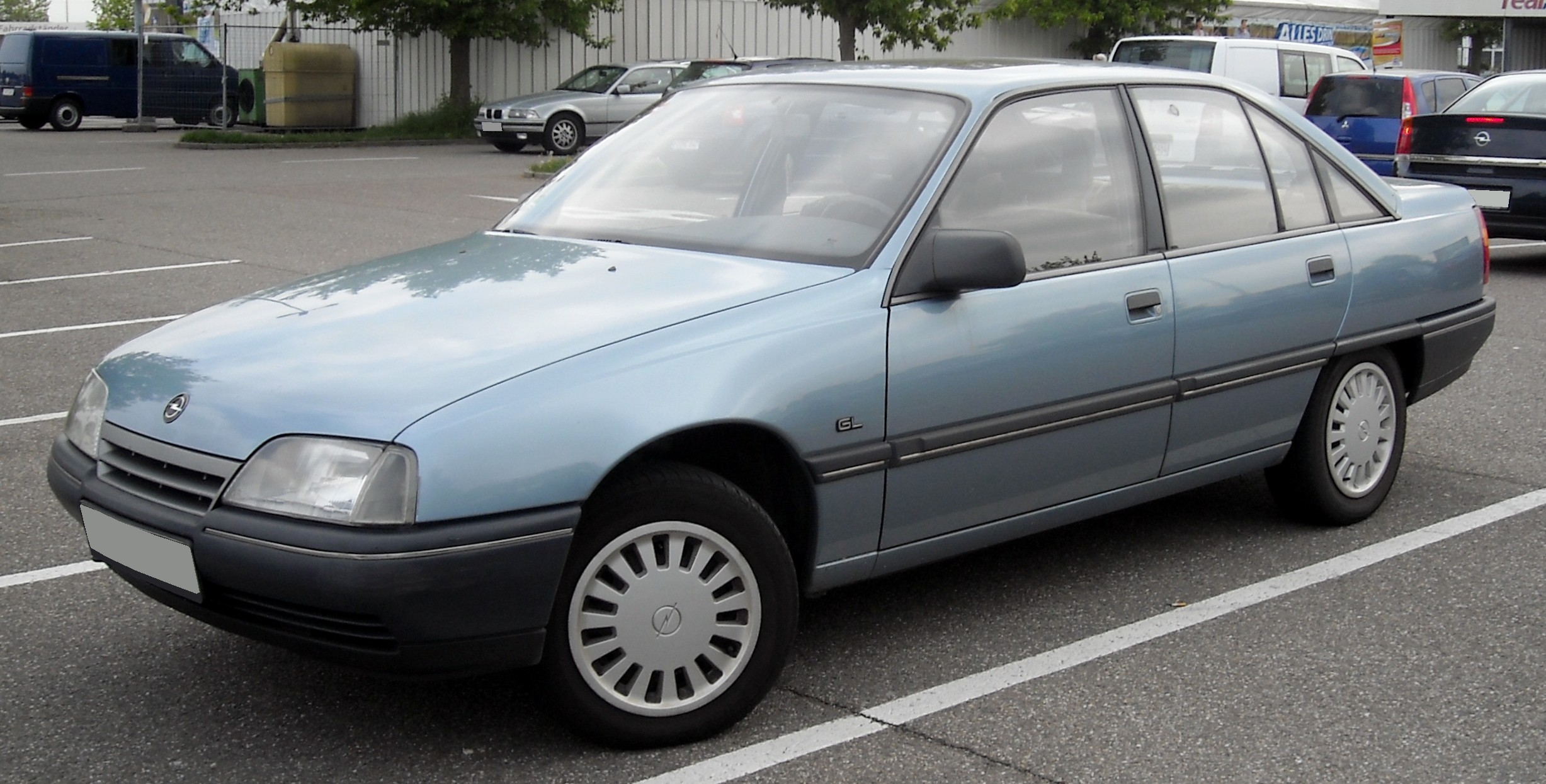
Opel Omega A (1986–1993)

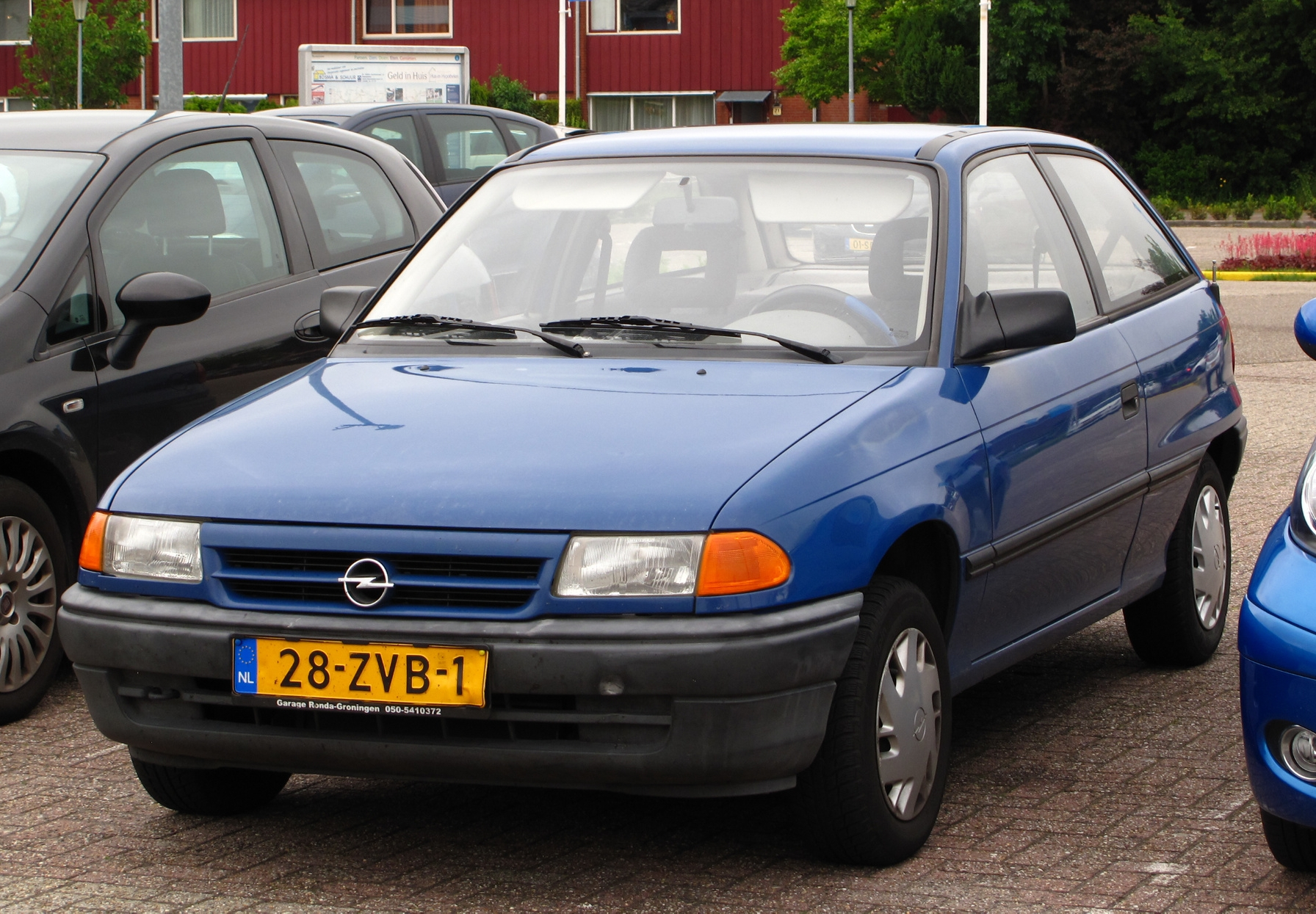
Opel Astra F (1991–1998)

Seit Ende der 1980er Jahre führten ein wenig innovatives Design und die durch die rigorosen Sparmaßnahmen des Opel-Managers José Ignacio López de Arriortúa verursachten Qualitätsprobleme zu einer negativen Imageentwicklung der Marke Opel, insbesondere im Vergleich zum Hauptkonkurrenten VW. Die als „López-Effekt“ bekanntgewordenen Mängel wurden in der Folge besonders bei den Nachfolgern der beiden Volumenmodelle Rekord und Kadett, dem Omega und Astra, deutlich. Nach anfangs guten Verkaufszahlen litt der Ruf der neuen Wagen und damit auch die Marke Opel durch diverse Rückrufaktionen. Nach López’ Wechsel zu Volkswagen im Jahr 1993 wurde ihm vorgeworfen, interne Unterlagen von Opel/GM mitgenommen und bei VW verwendet zu haben (López-Affäre). Fehler bei Marketing, Modellentwicklung, Produktion und Qualitätssicherung hatten Opel seit Beginn der 1990er Jahre in die schwerste Krise der Unternehmensgeschichte gestürzt und Opel musste viele Mitarbeiter entlassen.
Auch die mangelnde Koordination der 1986 neu eingerichteten Europa-Zentrale von GM in Zürich mit dem Opel-Management in Rüsselsheim sowie dort die in rascher Folge wechselnden, meist aus dem amerikanischen GM-Mutterkonzern stammenden Führungskräfte hatten in zunehmendem Maße Versäumnisse in der Modellpolitik sowie Probleme bei Produktion und Qualitätssicherung zur Folge. Von Beginn der 1970er Jahre bis März 2013 waren 16 Vorstandsvorsitzende bei Opel tätig, davon sieben Deutsche (Beickler, Herke, Forster, Demant, Stracke, Sedran, Neumann). Die durchschnittliche Verweildauer lag damit unter 2½ Jahren. Zum Vergleich: von 1948 bis heute (2016) hatte die Volkswagen AG (bis 1960 eine GmbH) neun Geschäftsführer/Vorstandsvorsitzende und die 1954 neu gegründete Lufthansa nur sieben.

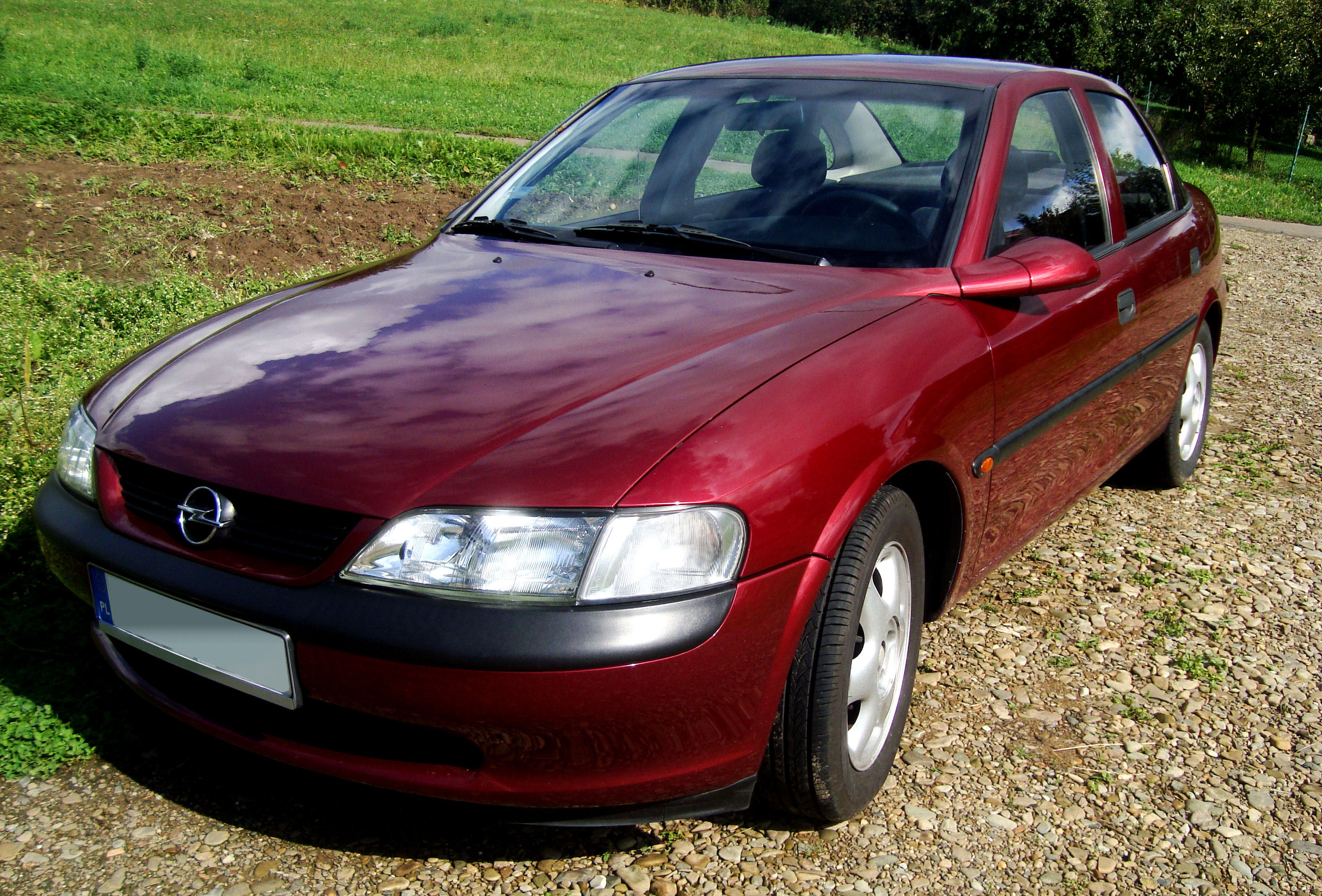
Opel Vectra B (1995–2002)

Diese Fehler ließen den Anteil von Opel an den deutschen Pkw-Neuzulassungen bis auf 6,93 % im Jahr 2012 zurückgehen. Bezogen auf das Jahr 1982 mit 18,18 % aller Zulassungen waren dies über 60 Prozent. Eine anhaltend schlechte Konjunktur drückte zusätzlich auf die Absatzzahlen. Die daraus resultierenden Milliardenverluste führten zu einem drastischen Abbau von Kapazitäten und Beschäftigten. Im Werk Bochum, wo von ursprünglich bis zu 23.000 Arbeitsplätzen nur noch rund 6000 Arbeitsplätze erhalten blieben, kam es deswegen im Oktober 2004 zu einem mehrtägigen Streik der Belegschaft, der mit einem Teilerfolg endete. Im Jahr 2006 waren noch 27.661 Menschen bei der Adam Opel GmbH beschäftigt, gegenüber etwa 44.700 Mitarbeitern 1996.
Da Opel-Aktien nicht an der Börse notiert waren, wurde zum Bürokratieabbau und zur Kostensenkung die Adam Opel AG in eine GmbH umgewandelt und als solche am 7. Dezember 2005 ins Handelsregister eingetragen. Ab Herbst 2007 stützte der Export der Astra-Limousine in die USA, wo das Modell unter der Marke Saturn verkauft wurde, die Auslastung der europäischen Werke. General Motors kalkulierte für den Astra mit einem Exportpotential zwischen 20.000 und 100.000 Exemplaren.

### 2008 bis 2010: Finanzkrise und fehlgeschlagene Trennung von General Motors

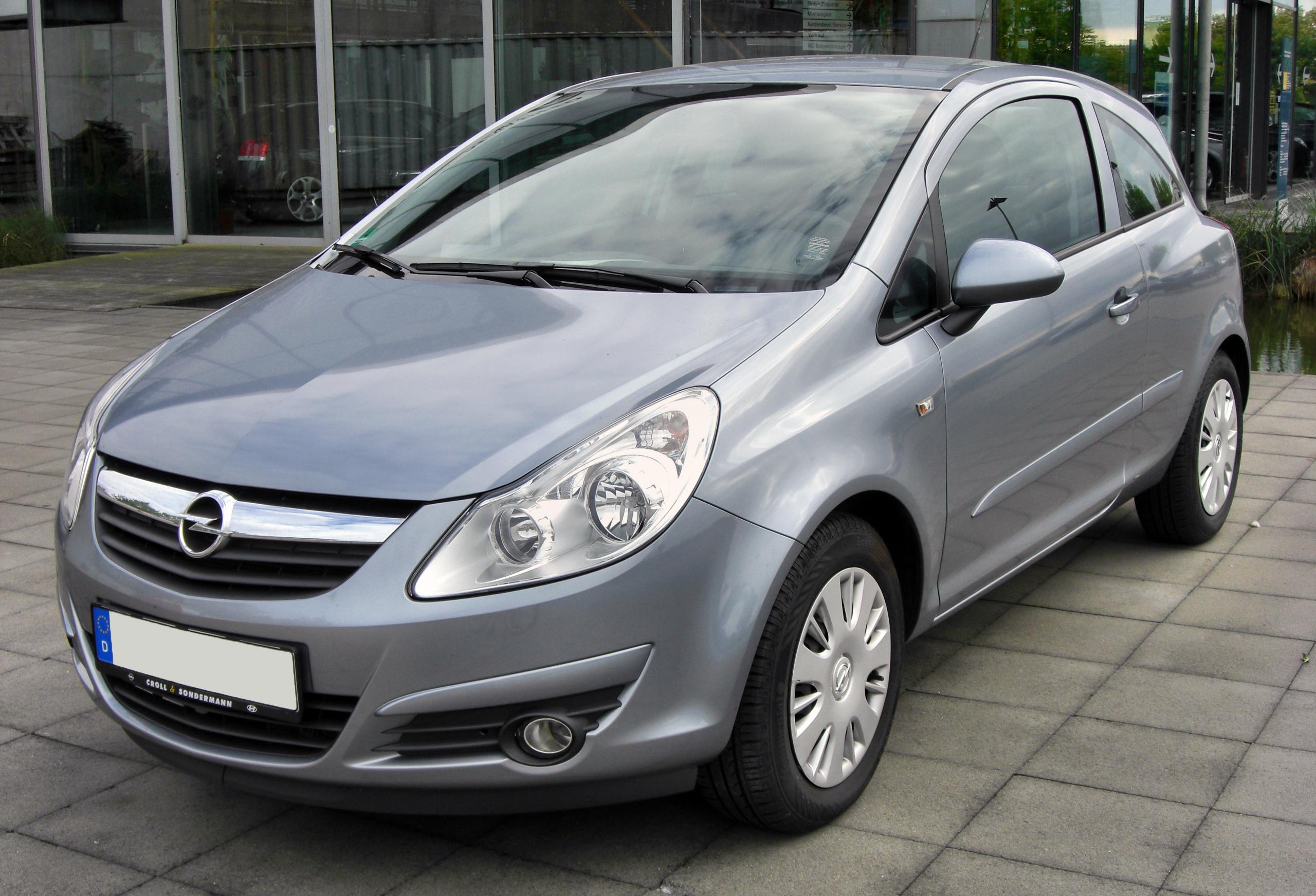
Opel Corsa D (2006–2014)

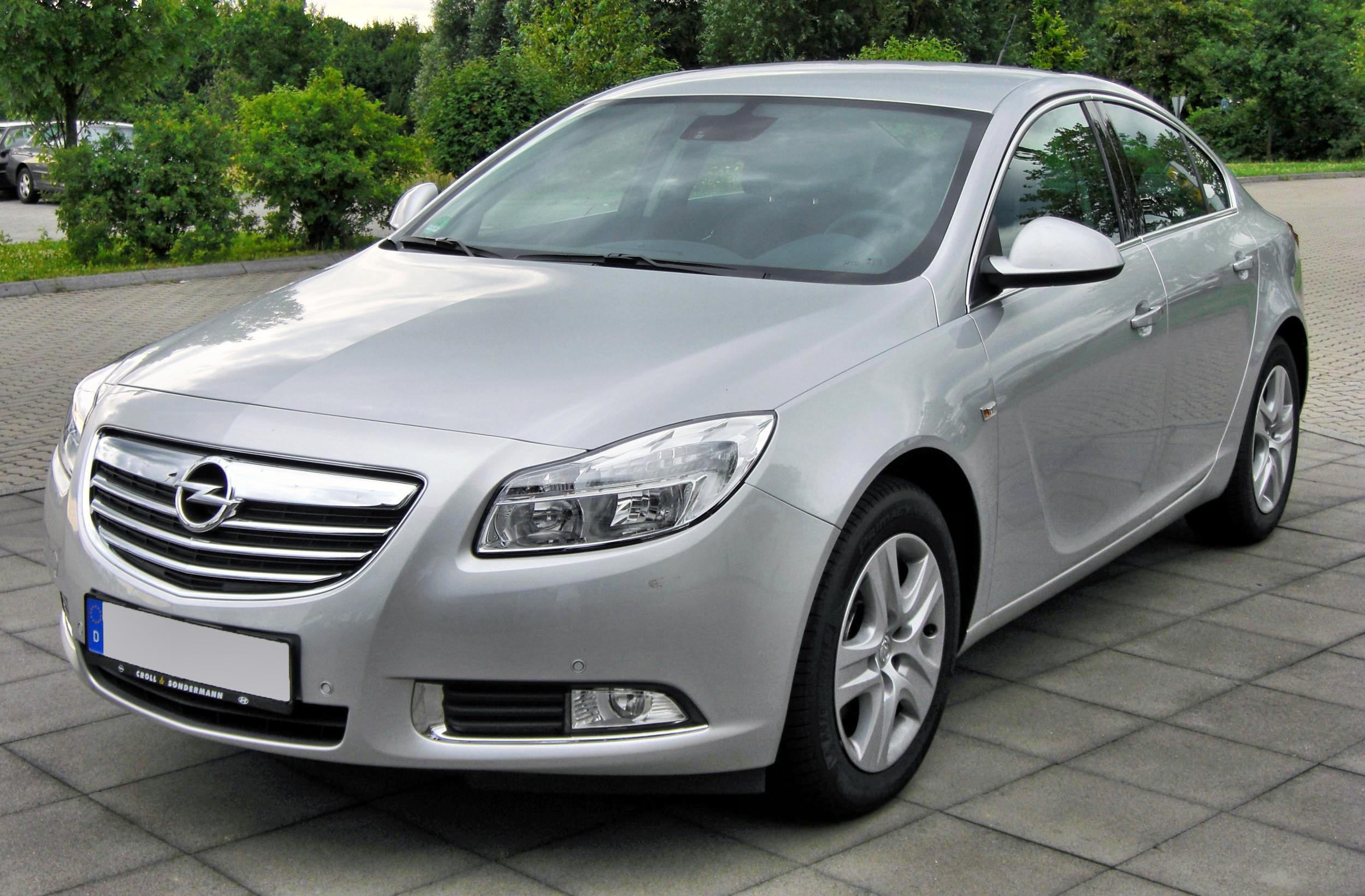
Opel Insignia A (2008–2017)

Im Jahr 2008 verschlechterte sich die finanzielle Lage von General Motors infolge der Finanzkrise und in deren Folge auch die von Opel durch uneinbringbare Außenstände beim Mutterkonzern. Aus diesem Grund stellte Opel beim Bund eine Anfrage hinsichtlich einer Bürgschaft zur Kreditabsicherung, die Regierung kündigte an, bis Weihnachten 2008 darüber entschieden zu haben. Ende November 2008 teilte GM-Europa-Chef Carl-Peter Forster mit, dass der Lohn bei Opel kurzfristig um mindestens 10 Prozent sinken soll. Anfang 2009 wurde ein Sanierungskonzept für Opel durch General Motors zunächst offengelassen, Schließungen von Opel-Standorten in Deutschland aber vorerst ausgeschlossen.
Am 27. Februar 2009 stellte der Aufsichtsrat der Opel GmbH ein Zukunftskonzept für die Schaffung einer „europäischen selbstständigen Geschäftseinheit“ Opel (einschließlich Vauxhall) vor. Danach sollte der angestrebte neue europäische Konzernverbund Teil des GM-Konzerns, jedoch in einer neuen gesellschaftsrechtlichen Unabhängigkeit bleiben. In das Papier wurde ein „Abschottungskonzept“ eingearbeitet, so dass es GM nicht möglich sein sollte, eventuelle Einlagen Dritter herauszulösen. Dieses Konzept wurde am 2. März der Bundesregierung übergeben. Laut Konzept benötigte die neu zu schaffende Gruppe in den folgenden ein bis 1½ Jahren weiterhin den Sacheinsatz (Patentnutzung, Entwicklungsleistungen) von GM und einen zusätzlichen Kapitaleinsatz von 3,3 Milliarden Euro, den man bis 2014/2015 wieder abtragen wollte. Dazu sollten Überkapazitäten durch sozialverträgliche Personalabfindungen abgebaut werden, Werksschließungen und betriebsbedingte Kündigungen sollte es nicht geben. Vom verbleibenden Personal wurden im Gegenzug weiterhin Lohn- und Gehaltsverzichte erwartet. Der Kapitalbedarf könne sowohl von privater als auch von staatlicher Seite geleistet werden, Opel (neu) bevorzuge Kapitalbeteiligungen in der Größenordnung von 25 bis unter 50 Prozent. Das Konzept war auch offen für eine eventuelle Übernahme einer einzelnen Produktionsstätte durch Dritte.
Am 31. März 2009 erklärte Bundeskanzlerin Angela Merkel in Rüsselsheim, dass ein Automobilwerk nicht „systemrelevant“ im Sinne einer Funktionsfähigkeit der Volkswirtschaft sei, trotzdem sei man bemüht, die Opelgruppe zu retten. Eine direkte staatliche Beteiligung komme jedoch nicht in Frage, wohl aber könne es Kreditbürgschaften geben, falls ein Investor Opel übernehmen möchte. Ansonsten wartete man bei Opel auf den Sanierungsplan von GM, der bis Ende Mai 2009 der amerikanischen Regierung vorgelegt werden musste, da anderenfalls die US-Regierung keine weiteren Milliarden in den maroden GM-Konzern fließen lassen wolle.
Im Mai 2009 traten mit dem italienischen Automobilkonzern Fiat, dem Automobilzulieferer Magna International zusammen mit der russischen Sberbank und dem US-amerikanischen Finanzinvestor Ripplewood Holdings drei ernsthafte Interessenten für eine Opel-Übernahme auf den Plan. Alle drei Interessenten reichten fristgerecht zum 20. Mai 2009 ihre Übernahmeangebote bei dem Mutterkonzern GM und der Bundesregierung ein. Auch die chinesische Beijing Automotive Industry Holding Company bekundete ihr Interesse an Opel und hatte ein formales Angebot zur Übernahme abgegeben. Darin hieß es, dass auf Stellenabbau verzichtet werde und der Bestand der Werke garantiert würde. Allerdings galten diese Garantien vorerst nur für einen Zeitraum von 24 Monaten. Jedoch forderten die Chinesen gegenüber den Konzepten der Konkurrenz deutlich weniger Staatshilfen.

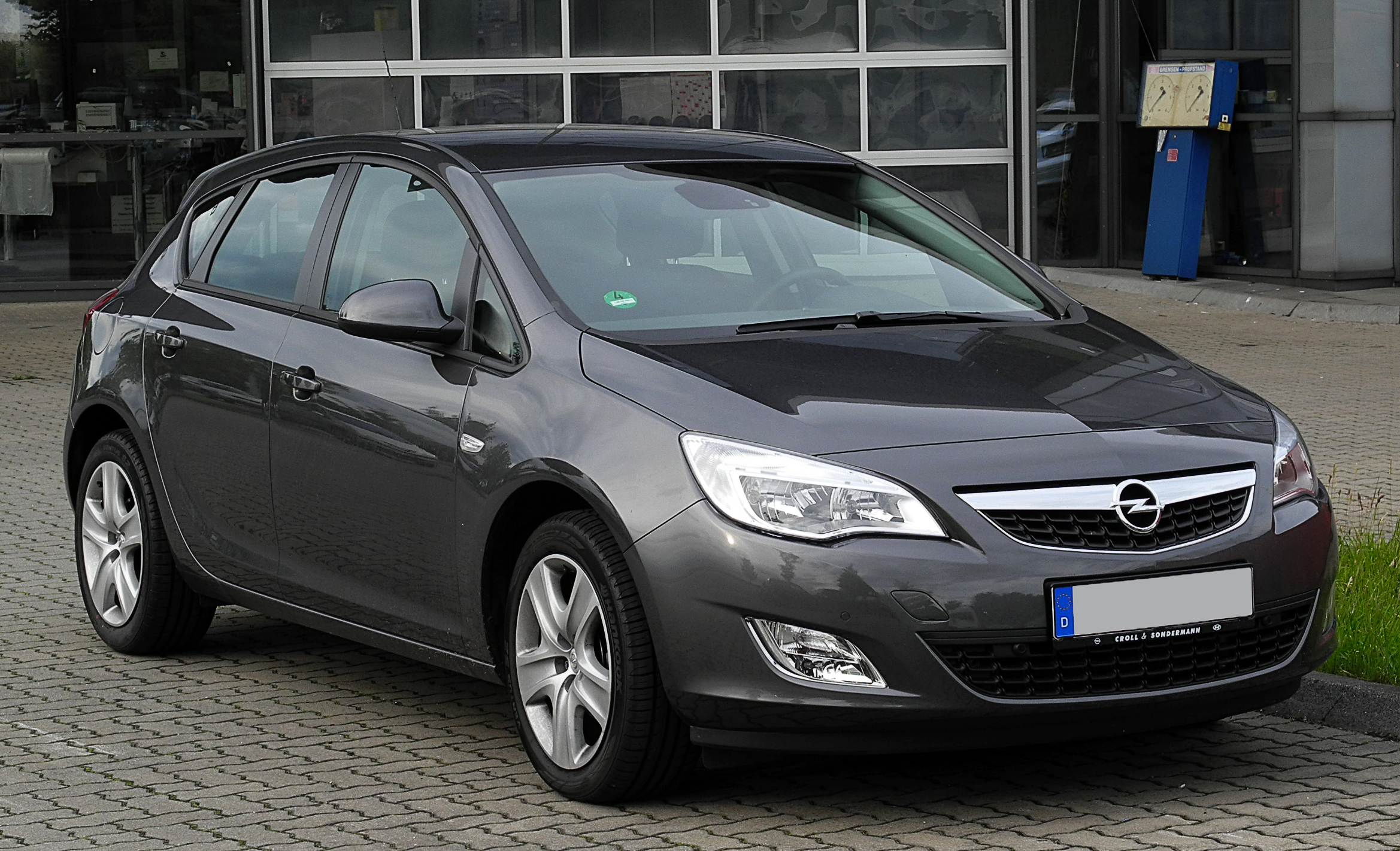
Opel Astra J (2009–2015)
Opel Astra J GTC/OPC (2012–2018)

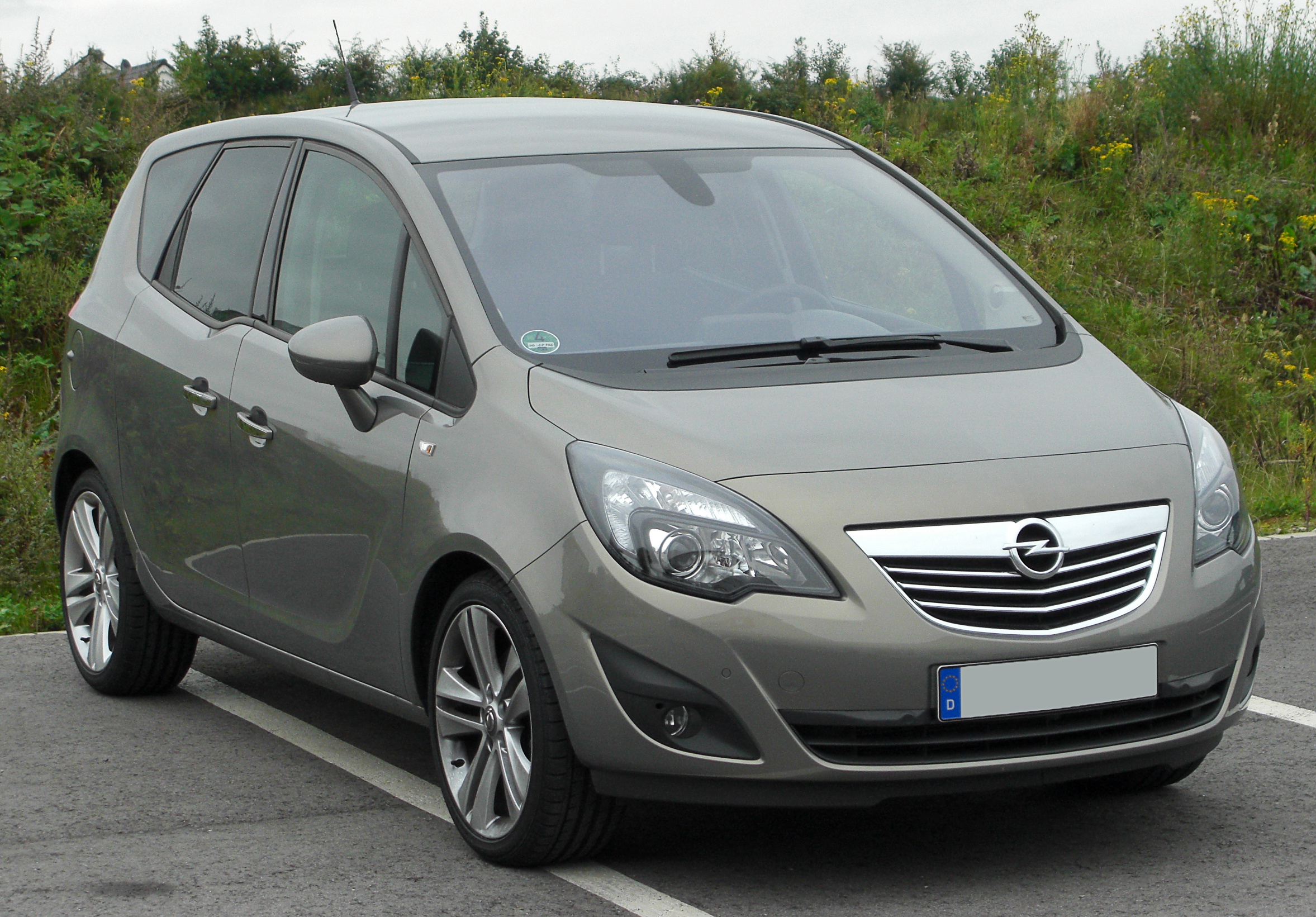
Opel Meriva B (2010–2017)

Ende Mai 2009 gab die Bundesregierung bekannt, dass Magna (20 %) zusammen mit Sberbank (35 %) den Zuschlag für Opel erhalten habe. Außerdem stehe der staatlich garantierte Überbrückungskredit, und ein Treuhänder werde eingesetzt, der die Opel-Anteile bis zum Einstieg eines Investors halten solle. Der kanadische Zulieferer plante, gemeinsam mit der russischen Sberbank einen Mehrheitsanteil zu übernehmen. Am 13. August 2009 einigte sich Magna mit General Motors auf einen Vertrag zur Übernahme von Opel. Nachdem vorher spekuliert wurde, dass GM Opel sogar eventuell behalten könne, gab die Bundesregierung am 10. September 2009 bekannt, dass der GM-Verwaltungsrat empfohlen habe, 55 % seiner Opel-Anteile an den von der Bundesregierung favorisierten Bieter Magna zu verkaufen und die Mitarbeiter mit 10 % zu beteiligen. Dies wurde von der Opel-Treuhand auch genehmigt. Die EU-Kommission prüfte auf Veranlassung dreier Schreiben der Regierungen von Großbritannien, Belgien sowie Spanien die Rechtmäßigkeit der durch die Bundesregierung gewährten Staatshilfen. Diese drei Länder mit nichtdeutschen Opel-Standorten äußerten den Verdacht, bei der Magna-Lösung könne es sich zu Lasten ihrer Standorte auch um eine politisch motivierte Begünstigung der deutschen Standorte handeln. Aus GM-Kreisen war durchgesickert, dass man sich schwer tun werde, den von der EU-Kommission geforderten „Persilschein“ für die Magna-Lösung auszustellen.
Am 3. November 2009 wurde der Verkauf von Opel an Magna abgesagt. Der US-Autobauer General Motors (GM) behielt seine deutsche Tochter Opel. Drei Wochen nach der Absage erklärte GM-Europachef Nick Reilly, dass die Standorte Rüsselsheim, Bochum, Eisenach und Kaiserslautern erhalten bleiben sollen und kündigte den Abbau von bis zu 5400 Arbeitsplätzen in Deutschland an. Europaweit sollten insgesamt etwa 9000 Stellen abgebaut und die Produktionskapazität um 20 Prozent reduziert werden.
Nachdem General Motors die staatlichen Beihilfen zurückgezahlt hatte, wurde die Opel Treuhandgesellschaft am 30. November 2009 aufgelöst und ihr 65-prozentiger Anteil an der Adam Opel GmbH an GM zurück übertragen.
Die 1,1 Milliarden Euro schwere Bürgschaft, die der Mutterkonzern General Motors beim Deutschlandfonds beantragt hatte, lehnte Bundeswirtschaftsminister Rainer Brüderle (FDP) am 9. Juni 2010 ab, nachdem der Lenkungsausschuss des Gremiums zu keinem Ergebnis gekommen war. General Motors zog danach sämtliche Bürgschaftsanträge in Europa zurück. General Motors betonte, dass sich dadurch bis auf die Finanzierung am Sanierungsplan für Opel nichts ändere. Ab August 2010 gewährte Opel außer für die meist gewerblich genutzten Modelle Combo, Vivaro und Movano bei Neuwagen-Kaufverträgen für Ersthalter zusätzlich zur zweijährigen Herstellergarantie, die alle Material- und Lohnkosten umschloss, eine Anschlussgarantie bis max. 160.000 km Laufleistung nach den Bedingungen der CG Car Garantie Versicherungs AG. Die als „lebenslang“ bezeichnete Garantie kostete ab dem dritten Jahr eine jährliche Aktivierungsgebühr und war zeitlich unbefristet. Sie erstattete neben den vollen Lohnkosten für die Garantiearbeiten bei Laufleistungen über 50.000 km eine anteilige Beteiligung an den Materialkosten. Diese Garantieleistung stellte Opel zum 31. Oktober 2011 ein und bot seitdem eine zweijährige Werksgarantie.
Das Adam Opel AG Werk Bochum I wurde Ende des Jahres 2014 geschlossen.

### 2011 bis 2016: Umwandlung in eine Aktiengesellschaft und Karl-Thomas Neumann als Vorstandsvorsitzender

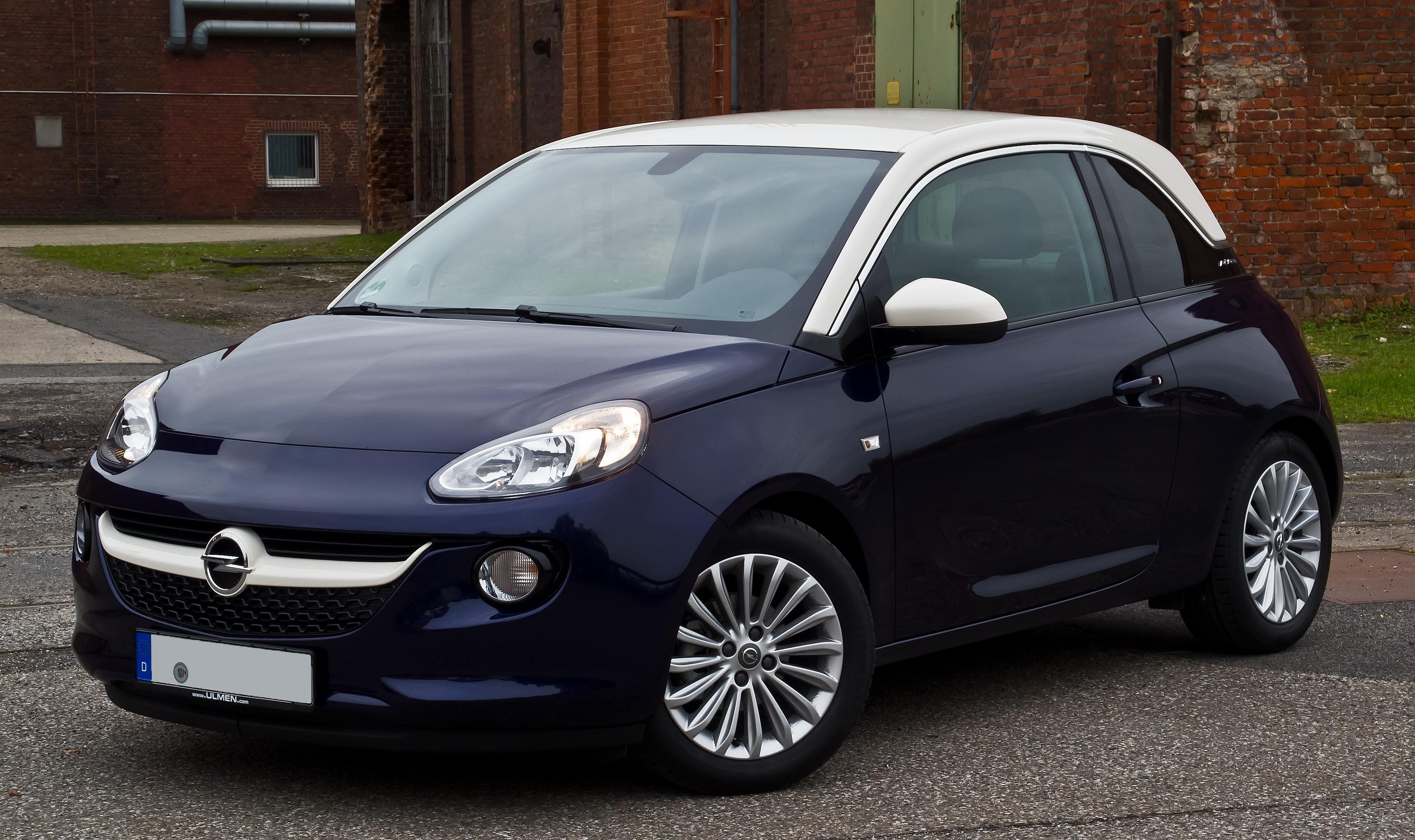
Opel Adam (2012–2019)

Anfang 2011 wurde die Adam Opel GmbH nach der Umwandlung im Jahr 2005 wieder in eine Aktiengesellschaft umgewandelt.
Am 10. April 2013 teilte die Führungsspitze von GM mit, dass sie bis zum Jahr 2016 umgerechnet vier Milliarden Euro in die deutschen und europäischen Standorte von Opel und Vauxhall investieren wolle. Das Geld solle für 23 neue Modelle sowie 13 neue Motoren verwendet werden. Den Anfang machten bereits im Herbst 2012 das Kompakt-SUV Mokka und der Kleinwagen Adam sowie das im April 2013 erschienene Stoffdach-Cabriolet Cascada. Rückwirkend zum 1. Juli 2014 übertrug General Motors die gesamten Aktivitäten in Europa und Russland auf die neugegründete Opel Group GmbH. Der vorherige Vorstand der Adam Opel AG wechselte bis auf Michael Ableson (Entwicklungsvorstand) und Ulrich Schumacher (Personalvorstand) zur Opel Group. Michael Ableson agierte als Vorstandssprecher der Adam Opel AG. Die Opel Group trug als Holding mit 100 Beschäftigten die wirtschaftliche und geschäftspolitische Verantwortung für alle GM-Marken in Europa und Russland, zudem sollte Opel zukünftige Fahrzeuge für die Marken Buick (Vereinigte Staaten) und Holden (Australien und Neuseeland) bauen.
2016 wollte Opel erstmals seit 1999 wieder die schwarzen Zahlen erreichen, aufgrund des britischen Referendums für den EU-Austritt und des nachfolgend schwächelnden britischen Pfunds wurde dieses Ziel jedoch verfehlt.

### 2017: Übernahme durch die Groupe PSA

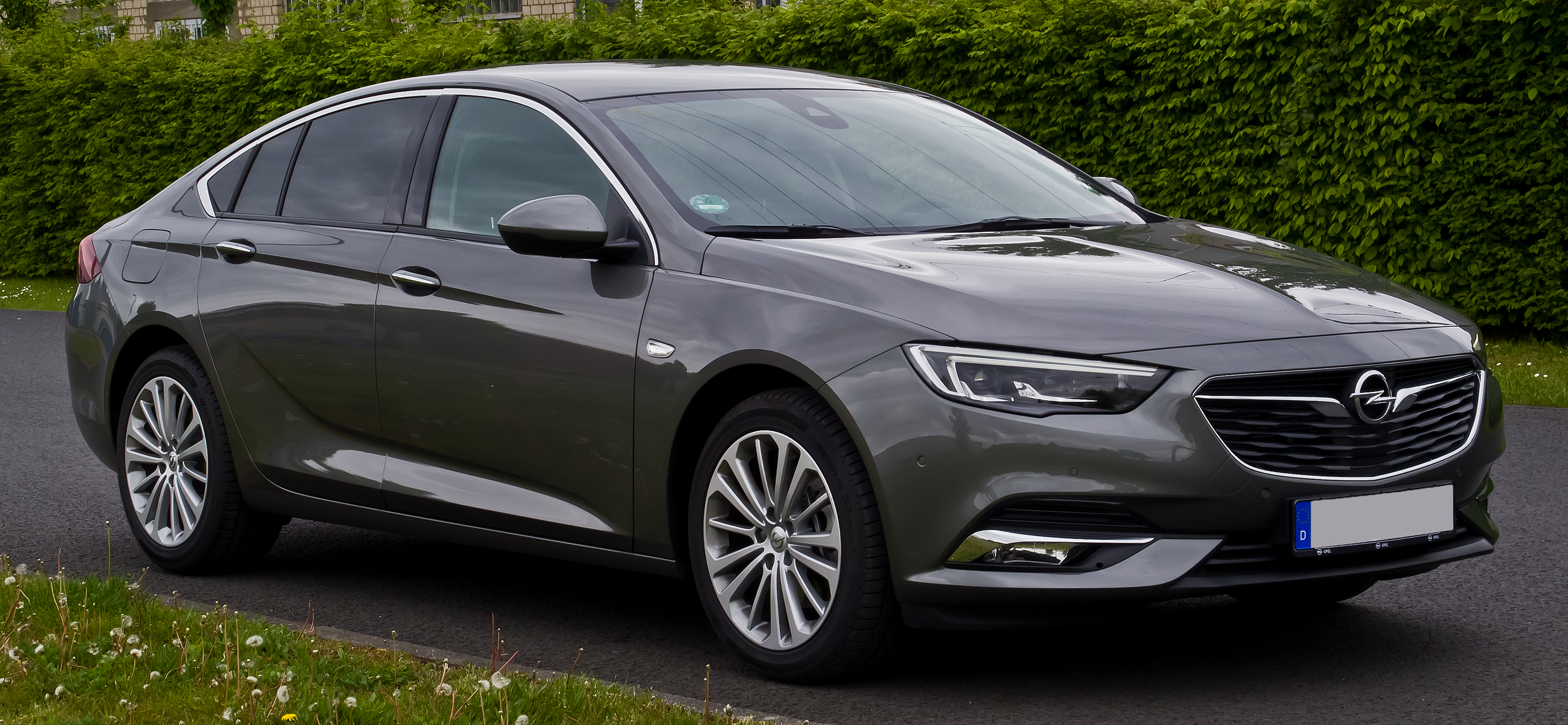
Opel Insignia, von 2017 bis 2022

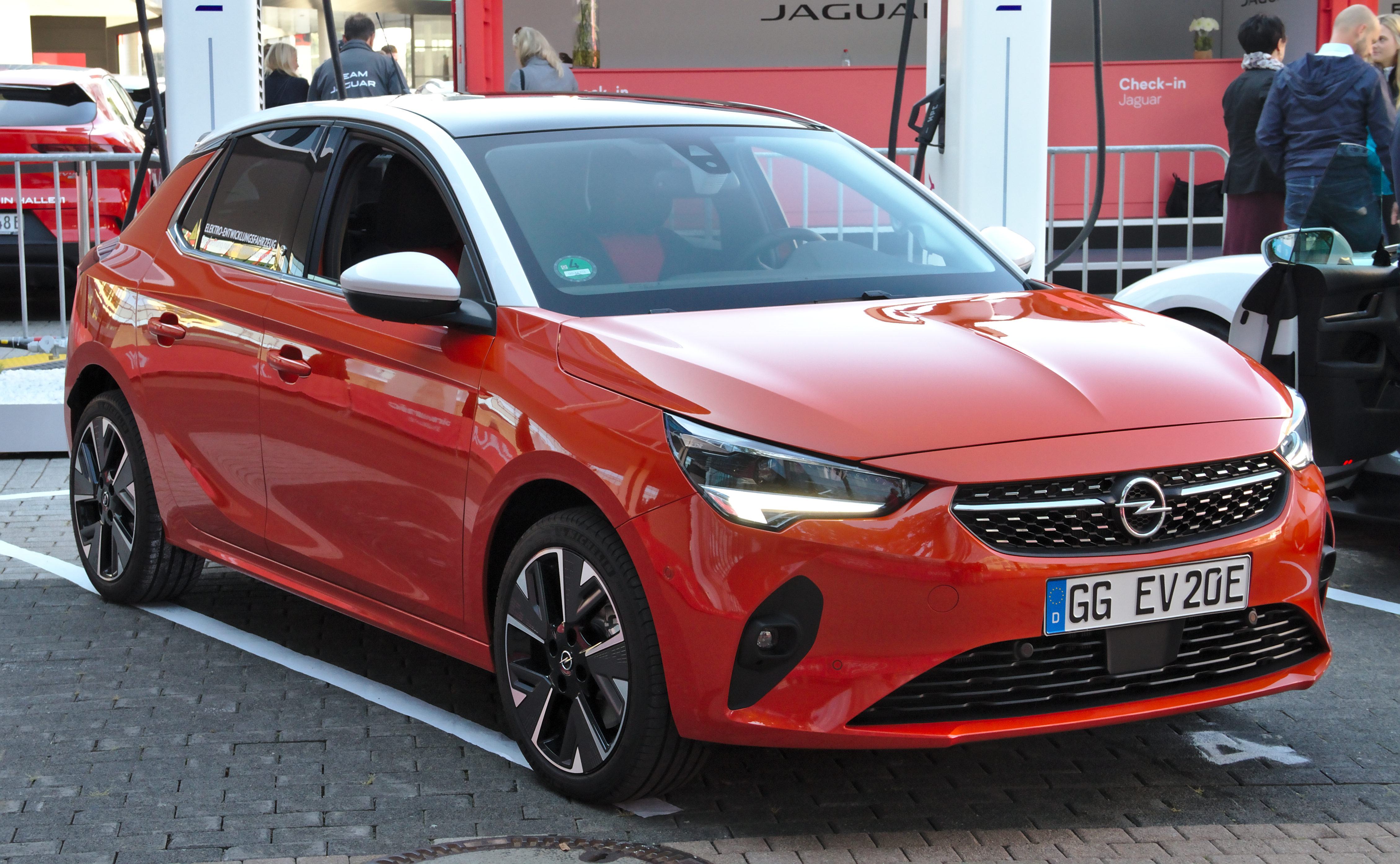
Opel Corsa-e, seit 2019

Im Februar 2017 wurde in den Medien über Verhandlungen zur Übernahme durch die französische Groupe PSA berichtet. Anfang März 2017 verkündeten die Verhandlungspartner PSA und General Motors, dass die Verhandlungen erfolgreich waren, wonach die Groupe PSA die Adam Opel AG und die englische Marke Vauxhall Motors für rund 1,3 Mrd. Euro bei Zustimmung der Kartellbehörden übernehmen werde; das europäische Finanzierungsgeschäft GM Financial werde in einem Joint Venture mit BNP Paribas übernommen. Der Zusammenschluss sollte bis Ende 2017 erfolgen.
Die Europäische Kommission erteilte ihre Zustimmung am 5. Juli 2017 ohne Auflagen. Im Zuge der Übernahme durch PSA wurde die Adam Opel AG im Frühjahr 2017 wieder in eine GmbH umgewandelt. Die Aktivitäten von Vauxhall und Opel wurden in der Opel Automobile GmbH gebündelt. Die Übernahme wurde am 1. August 2017 abgeschlossen.
Im April 2018 kündigte Opel allen 1600 europäischen Opel-Händlern die Verträge. Jedoch solle die überwiegende Zahl der Händler neue Verträge erhalten. Teile des Entwicklungszentrums wurden im August 2019 an den französischen Ingenieursdienstleister Segula verkauft.

### 2018: Diesel-Manipulationen sowie Werksschließungen
Im Oktober 2018 wurde bekannt, dass die Unternehmenszentrale von Opel nach Hinweisen für einen Abgasbetrug bei Fahrzeugen mit Dieselmotoren durchsucht wurde. Wegen Manipulationen an Diesel-Motoren sollten 100.000 Fahrzeuge aus den Jahren 2013 bis 2016 zurückgerufen werden. Nach einer erfolglosen Beschwerde von Opel in zweiter Instanz erfolgte der Rückruf Ende 2019.
Der Autohersteller Opel zahlte im Dieselskandal ein Bußgeld von 64,8 Millionen Euro, die Staatsanwaltschaft Frankfurt verhängte die Strafe, weil mehrere Opel-Modelle deutlich höhere Schadstoffwerte ausgestoßen hatten, als das Unternehmen beim Kraftfahrt-Bundesamt angegeben hatte. Das Unternehmen akzeptierte nach eigenen Angaben das Bußgeld.
Die ehemaligen Opel-Werke in Rüsselsheim am Main, Kaiserslautern und Eisenach mit rund 14.000 Mitarbeitern (Stand 2019) wurden nach dem Aufkauf in die Muttergesellschaft Stellantis integriert. Mittlerweile werden einige Modelle bei Konzern- oder Tochterunternehmen außerhalb Europas, beispielsweise in USA oder Südkorea, oder von Auftragsherstellern (SOVAB, Magyar Suzuki und Tofaş) zugekauft (sog. Badge-Engineering).

## Unternehmen

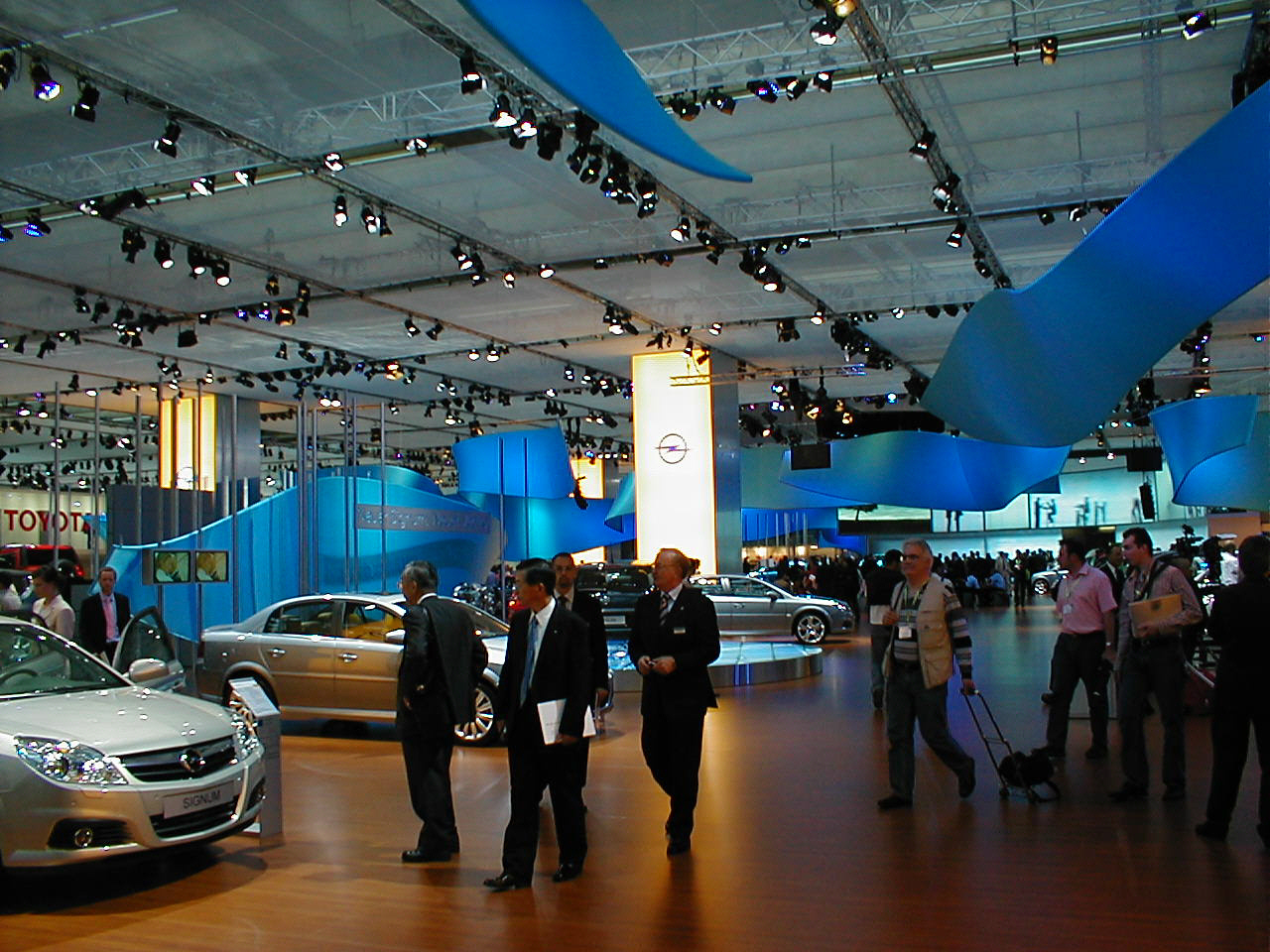
Präsentation der Fahrzeugpalette auf der IAA 2005

### Marke
Opel war in Europa die Hauptmarke von General Motors, bis auf kleine Abweichungen im Angebot der Karosserievarianten unterschied sich die Modellpalette der Vauxhall-Modelle im Vereinigten Königreich nicht davon. Opel-Fahrzeuge wurden außerdem in Nordafrika, der Volksrepublik China, Israel, Singapur, Südafrika, Chile sowie im Nahen Osten angeboten.
Außerhalb der genannten Vertriebsgebiete übernahmen oft lokal ansässige Schwesterunternehmen den Verkauf und die Produktion der sonst baugleichen Fahrzeuge. In Großbritannien ist es Vauxhall in Luton, die die Produktion selbst entwickelter Modelle seit den 1970er Jahren eingestellt hat, in Nordamerika und China Buick und in allen Teilen der Welt bis vor wenigen Jahren Chevrolet, wobei ab 2010 ein Großteil der älteren Opel-Modelle durch eigens für Chevrolet entwickelte Fahrzeuge ersetzt wurde.
Wie viele andere Hersteller brachte auch Opel regelmäßig eine Kundenzeitschrift heraus, sie trug zunächst den Namen start – Das Opel-Magazin und firmierte später als Opel Magazin, Ende 2011 wurde dieses eingestellt.

### Vorsitzende/Geschäftsführer

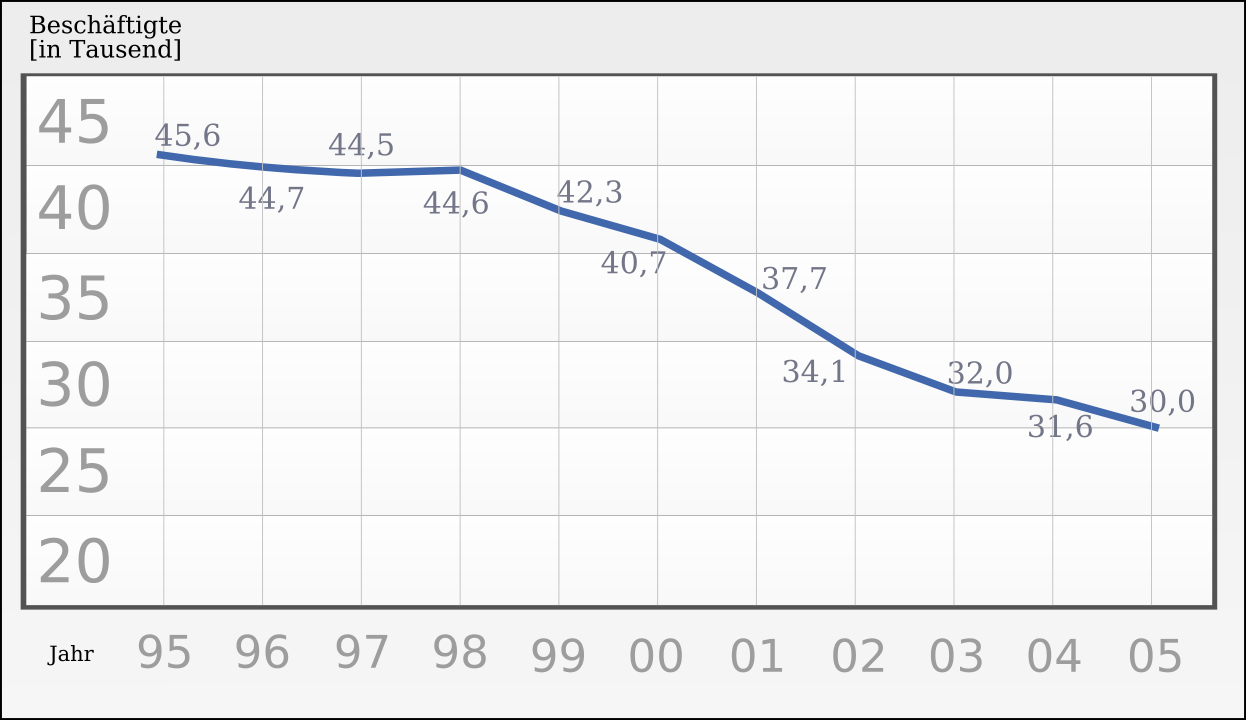
Übersicht der Beschäftigtenzahl in Deutschland

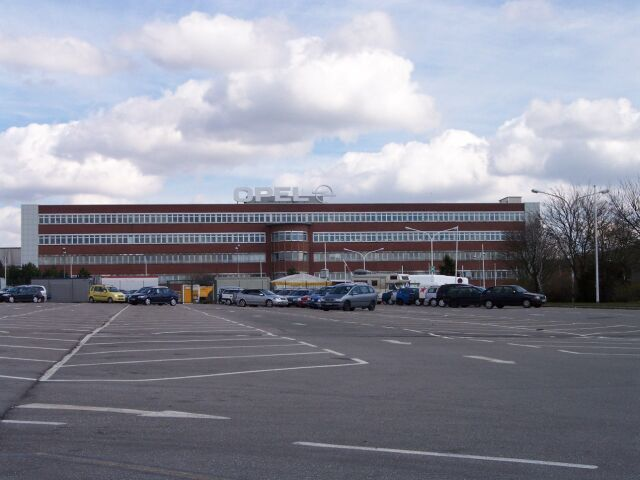
Das ehemalige Opel-Werk in Bochum

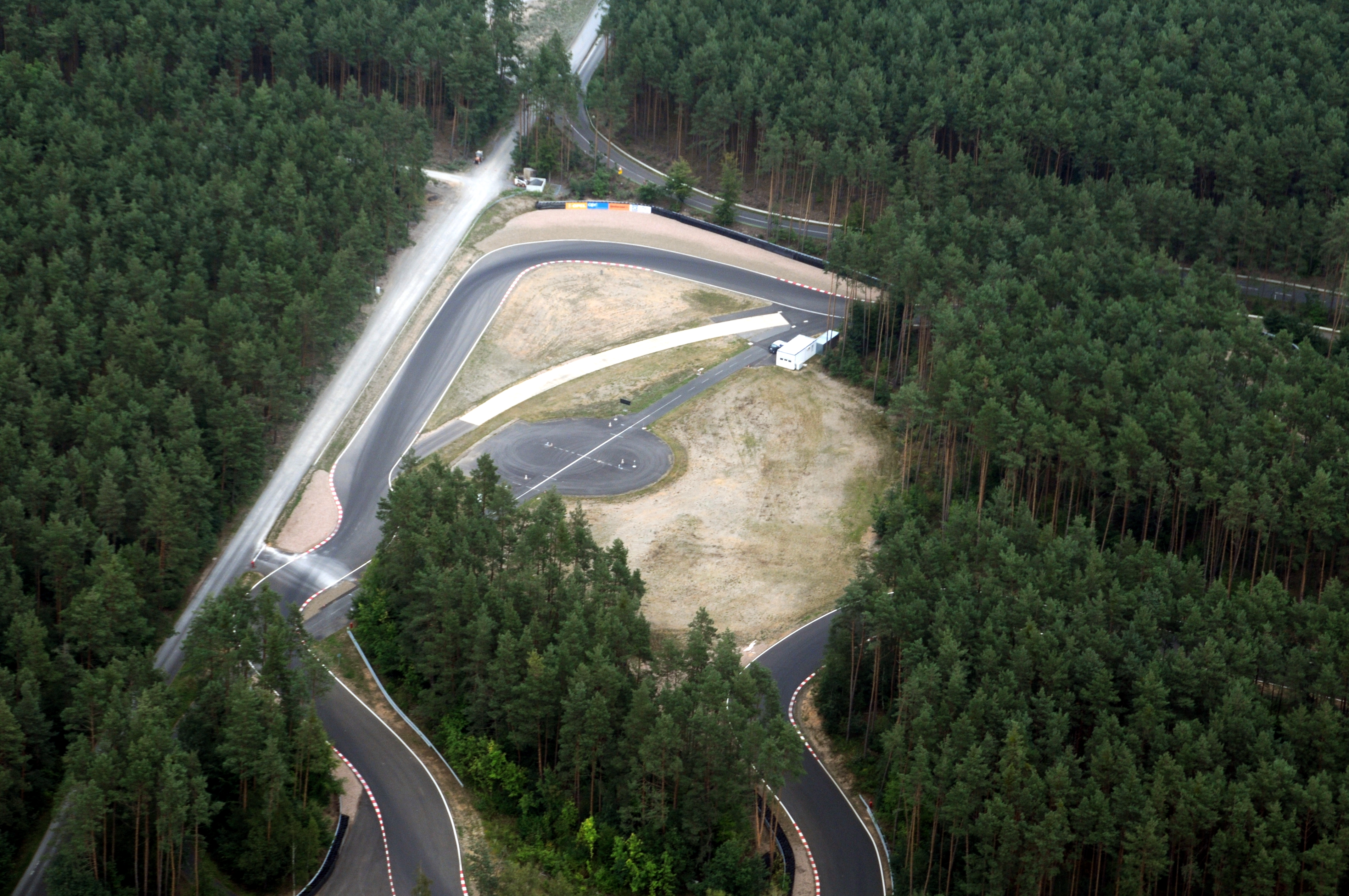
Opel-Testzentrum in Dudenhofen

Von Januar 2010 bis März 2011 war Nick Reilly neben seiner Funktion als GM-Europachef auch Geschäftsführer bzw. Vorsitzender der Adam Opel GmbH/AG. Neue Leiterin der Entwicklung wurde Rita Forst.
| Name                                | Von            | Bis            | Bemerkungen                           |
| ----------------------------------- | -------------- | -------------- | ------------------------------------- |
| Edward W. Zdunek                    | November 1948  | Februar 1961   |                                       |
| Nelson J. Stork                     | Februar 1961   | März 1966      |                                       |
| L. Ralph Mason                      | März 1966      | 1970           |                                       |
| Alexander Cunningham                | 1970           | Januar 1974    |                                       |
| John P. McCormack                   | Februar 1974   | Februar 1976   |                                       |
| James F. Waters                     | März 1976      | August 1980    |                                       |
| Robert C. Stempel                   | September 1980 | Februar 1982   |                                       |
| Ferdinand Beickler                  | Februar 1982   | Februar 1986   |                                       |
| Horst W. Herke                      | Februar 1986   | März 1989      |                                       |
| Louis R. Hughes                     | April 1989     | Juni 1992      |                                       |
| David J. Herman                     | Juli 1992      | Juni 1998      |                                       |
| Gary Cowger                         | Juni 1998      | Oktober 1998   |                                       |
| Robert W. Hendry                    | Oktober 1998   | März 2001      |                                       |
| Carl-Peter Forster                  | April 2001     | Juni 2004      |                                       |
| Hans Demant                         | Juni 2004      | Januar 2010    |                                       |
| Nick Reilly                         | Januar 2010    | März 2011      |                                       |
| Karl-Friedrich Stracke              | April 2011     | Juli 2012      |                                       |
| Thomas Sedran (kommissarisch)       | Juli 2012      | Februar 2013   |                                       |
| Karl-Thomas Neumann                 | März 2013      | Juli 2014      | Wechsel in die Opel Group             |
| Michael Ableson (Vorstandssprecher) | Juli 2014      |                |                                       |
| Michael Lohscheller                 | Juni 2017      | September 2021 |                                       |
| Uwe Hochgeschurtz                   | September 2021 | Juni 2022      | Wechsel zu Stellantis als Europa-Chef |
| Florian Huettl                      | seit Juni 2022 |                |                                       |

Vice President für Regierungsbeziehungen von Opel war von 2013 bis 2017 der ehemalige Geschäftsführer der Forsa Gesellschaft für Sozialforschung und statistische Analyse mbH Joachim Koschnicke.

### Standorte und Werke
Opels größtes Werk in Rüsselsheim wurde bis 2002 für rund 750 Millionen Euro nach eigenen Angaben zum damals „modernsten Automobilwerk der Welt“ umgebaut, außerdem baut das Unternehmen Autos in Eisenach. In Kaiserslautern werden zusätzlich Motoren und Komponenten gefertigt. Darüber hinaus verfügt Opel über ein Testzentrum in Rodgau-Dudenhofen und ein Test- und Eventzentrum in Pferdsfeld. Die GM-Werke in Azambuja (Portugal) und Antwerpen (Belgien) mit der Fertigung von Opel Combo bzw. Astra wurden von General Motors 2006 und 2010 geschlossen.
| Name Produktionsort                                                                 | Produktionsbeginn bzw. -zeitraum und Produkte | Anmerkungen | Mitarbeiter              |
| Standorte in Deutschland                                                            | Standorte in Deutschland | Standorte in Deutschland | Standorte in Deutschland |
| ----------------------------------------------------------------------------------- | --- | --- | ------------------------ |
| Rüsselsheim                                                                         | 1898 - Astra L - DS 4 - ehemals: Omega, Vectra, Signum, Astra, Zafira Tourer, Insignia, Buick Regal | Hauptsitz der Adam Opel AG Internationales Technisches Entwicklungszentrum (ITEZ) Koordinaten: 49° 59′ 21″ N, 8° 23′ 27″ O Testgelände Dudenhofen: 49° 59′ 35″ N, 8° 55′ 25,1″ O Die Jahreskapazität des Werks Rüsselsheim lag 2012 bei 180.000 Einheiten.               | 14.180 (31.12.2015)      |
| Bochum                                                                              | 1962–2014 - Astra Classic III (Fünftürer und Caravan) - Zafira Tourer - Zafira Family - Fahrzeugteile für General Motors | Siehe auch: Werk Bochum I, Werk Bochum II/III - Die Produktion von Fahrzeugen wurde Anfang Dezember 2014 mit dem Auslauf des Zafira B beendet. | 3.300 (31.12.2012)       |
| Brandenburg/Havel                                                                   | 1935–1944 - „Blitz“-Lkw | Siehe auch: Opelwerk Brandenburg 1944 durch Luftangriff zerstört; nach 1945 demontiert | 4.286 (1943)             |
| Kaiserslautern                                                                      | 1966 - Fahrzeugkomponenten für Karosserie, Chassis und Interieur aus Blech und Aluminium bzw. Kunststoff (zum Beispiel Seitenwände, Hauben, Achsen und Sitzrahmen) - Motoren: - Vierzylinder-Turbodieselmotoren (1,9 Liter Hubraum) - ECOTEC-Leichtmetallmotoren (1,9 bis 2,2 Liter Hubraum) in mehreren Varianten | Früher wurden Chassis-Komponenten für Opel-Modelle gebaut. Gelenkwellen, Kupplungen, Bremszylinder, Stoßdämpfer und Teile für Automatikgetriebe komplettierten die Produktpalette der Gründerzeit. Standort für die künftige Fabrik für Batteriezellen Opel Giga-Factory | 2.130 (31.12.2015)       |
| Opelwerk Eisenach Eisenach                                                          | 1990 - Grandland X - Grandland X PHEV - ehemals: Astra, Vectra, Corsa (Dreitürer), Adam | | 1.850 (31.12.2015)       |
| PSA-Tochterunternehmen außerhalb Deutschlands                                       | | |                          |
| Opel España Figueruelas bei Saragossa, Spanien                                      | 1982 - Corsa (Fünftürer) - Corsa-e (Serienproduktion ab Januar 2020, Vorserie Produktion seit Mai 2019) - Citroën C3 Aircross - Crossland - ehemals: Meriva, Combo, Mokka / Mokka X, Corsavan, Corsa (Dreitürer)                                                                                                   | | 6.500                    |
| Vauxhall Motors Ltd Ellesmere Port, Vereinigtes Königreich                          | 1963 - Vauxhall/Opel Combo-e Life, Peugeot e-Rifter, Citroën ë-Berlingo MPVs - ehemals: Vectra, Astra Sports Tourer, Astravan | | 2.100                    |
| Vauxhall Motors Plant Luton Luton, Vereinigtes Königreich                           | 1905 - Vivaro - Zafira Life - ehemals: Bedford Blitz, Frontera, Vectra | Hauptsitz von Vauxhall Motors UK | 1.100                    |
| Opel Wien GmbH Wien-Aspern, Österreich                                              | 1982 - 2024 - Motoren - Getriebe (F17 Fünfgang- und M20/32 Sechsganggetriebe) | | rd. 1.600                |
| Opel Szentgotthárd Kft. Szentgotthárd, Ungarn                                       | 1990 - Motoren - Getriebe - ehemals: Astra, Vectra | | 750                      |
| Opel Manufacturing Poland Sp. z o.o. Gliwice, Polen                                 | 1998 - Astra (Fünftürer) - ehemals: Agila, Zafira Family, Astra Classic, Cascada, Astra (Limousine und GTC) | | 3.000                    |
| Groupe PSA Sochaux, Frankreich                                                      | 2017 - Grandland X | |                          |
| PSA-Werk Vigo, Spanien                                                              | 1958 - Combo | |                          |
| PSA-Werk Mangualde, Portugal                                                        | 1962 - Combo | |                          |
| PCMA Rus Kaluga, Russland                                                           | 2012 - Vivaro - Zafira Life | |                          |
| PSA-Werk Hordain, Frankreich                                                        | - Vivaro-e (ab 2020) | |                          |
| GM-Tochterunternehmen außerhalb Deutschlands, Auftragsfertigung fremder Unternehmen | | |                          |
| ISPOL (Isuzu Motors Polska) Sp. z o.o. Tychy, Polen                                 | 1996 - Dieselmotoren | | 550                      |
| SOVAB (Renault) Batilly, Département Meurthe-et-Moselle, Frankreich                 | 1980 - Movano | | ?                        |
| Magyar Suzuki Zrt. Esztergom, Ungarn                                                | 1991 - ehemals: Agila | | 4.274 (2008)             |
| Tofaş Türk Otomobil Fabrikası A.Ş Bursa, Türkei                                     | 1980 - ehemals: Combo | | 8.200                    |
| GM Korea Company Bupyeong-gu, Incheon, Südkorea                                     | 1937 - ehemals: Antara, Mokka, Karl | | 17.200                   |
| GM Korea Company Changwon, Südkorea                                                 | 1991 (zunächst zu Daewoo gehörig, ab circa 2001 Teil von GM) - ehemals: Karl | | ?                        |
| GM Auto LLC Schuschari (St. Petersburg), Russland                                   | 2008 - ehemals: Antara, Astra (Fünftürer) | | 1.200                    |
| General Motors Company Detroit Hamtramck, USA                                       | 1985 - ehemals: Ampera, Ampera-e | | 1.350                    |

### Opel-Neuzulassungen in Deutschland
(Quellen: )
| Jahr | Anzahl der Pkw absolut | Anteil der gesamten Pkw-Neuzulassungen | Opel PKW Produktion Deutschland | Opel PKW Produktion Spanien | Opel Lieferwagen | Opel Lastwagen |
| ---- | ---------------------- | -------------------------------------- | ------------------------------- | --------------------------- | ---------------- | -------------- |
| 2023 | 144.901                |                                        |                                 |                             |                  |                |
| 2022 | 144.612                |                                        |                                 |                             |                  |                |
| 2021 | 161.852'               | 6,20 %                                 |                                 |                             |                  |                |
| 2020 | 146.219                | 5,00 %                                 |                                 |                             |                  |                |
| 2019 | 215.864                | 6,00 %                                 |                                 |                             |                  |                |
| 2018 | 227.967                | 6,60 %                                 |                                 |                             |                  |                |
| 2017 | 243.715                | 7,08 %                                 | 242.098                         | 382.238                     | 0                | 0              |
| 2016 | 243.792                | 7,27 %                                 | 258.384                         | 361.411                     | 0                | 0              |
| 2015 | 229.352                | 7,15 %                                 | 258.936                         | 359.300                     | 0                | 0              |
| 2014 | 219.084                | 7,21 %                                 | 365.410                         | 319.000                     | 0                | 0              |
| 2013 | 207.461                | 7,03 %                                 | 360.561                         | 281.100                     | 0                | 0              |
| 2012 | 213.627                | 6,93 %                                 | 387.525                         | 264.858                     | 0                | 0              |
| 2011 | 254.605                | 8,02 %                                 | 442.040                         | 337.478                     | 0                | 0              |
| 2010 | 233.498                | 8,01 %                                 | 516.070                         | 343.095                     | 0                | 0              |
| 2009 | 338.603                | 8,89 %                                 | 511.021                         | 309.756                     | 0                | 0              |
| 2008 | 258.274                | 8,36 %                                 | 614.491                         | 366.186                     | 0                | 0              |
| 2007 | 285.267                | 9,06 %                                 | 753.635                         | 424.964                     | 0                | 0              |
| 2006 | 334.479                | 9,64 %                                 | 746.585                         | 376.987                     | 0                | 0              |
| 2005 | 347.960                | 10,41 %                                | 778.360                         | 386.169                     | 0                | 0              |
| 2004 | 334.491                | 10,24 %                                | 787.782                         | 422.003                     | 0                | 0              |
| 2003 | 332.781                | 10,28 %                                | 848.030                         | 459.500                     | 0                | 0              |
| 2002 | 337.535                | 10,38 %                                | 868.752                         | 369.551                     | 0                | 0              |
| 2001 | 396.214                | 11,86 %                                | 928.952                         | 361.833                     | 0                | 0              |
| 2000 | 411.193                | 12,17 %                                | 652.887                         | 373.624                     | 0                | 0              |
| 1999 | 522.170                | 13,73 %                                | 1.030.304                       | 419.141                     | 0                | 0              |
| 1998 | 529.425                | 14,17 %                                |                                 |                             |                  |                |
| 1997 | 545.293                | 15,46 %                                |                                 |                             |                  |                |
| 1996 | 557.229                | 15,94 %                                |                                 |                             |                  |                |
| 1995 | 547.309                | 16,51 %                                |                                 |                             |                  |                |
| 1994 | 420.862                | 13,11 %                                |                                 |                             |                  |                |
| 1993 | 413.295                | 12,94 %                                |                                 |                             |                  |                |
| 1992 | 575.190                | 14,64 %                                |                                 |                             |                  |                |
| 1991 | 609.337                | 14,65 %                                |                                 |                             |                  | 0              |
| 1990 | 455.590                | 12,98 %                                |                                 |                             |                  | 0              |
| 1989 | 402.254                | 14,28 %                                |                                 |                             |                  | 0              |
| 1988 | 376.830                | 13,42 %                                | 867.434                         | 361.210                     | 8.717            | 0              |
| 1987 | 404.876                | 13,89 %                                | 889.510                         | 297.734                     | 6.234            | 0              |
| 1986 | 374.737                | 13,24 %                                | 873.835                         | 307.432                     | 28.465           | 0              |
| 1985 | 322.210                | 13,54 %                                | 903.150                         | 277.101                     | 34.921           | 0              |
| 1984 | 347.353                | 14,51 %                                | 776.486                         | 259.970                     | 18.986           | 0              |
| 1983 | 416.428                | 17,16 %                                | 934.490                         | 246.340                     | 20.502           | 0              |
| 1982 | 390.082                | 18,10 %                                | 951.456                         | 21.812                      | 9.638            | 0              |
| 1981 | 370.285                | 15,89 %                                | 810.158                         | 0                           | 6.490            | 0              |
| 1980 | 402.015                | 16,57 %                                | 786.663                         | 0                           | 6.137            | 0              |
| 1979 | 470.482                | 17,93 %                                | 960.243                         | 0                           | 8.223            | 0              |
| 1978 | 514.478                | 19,31 %                                | 952.656                         | 0                           | 3.799            | 0              |
| 1977 | 490.651                | 19,16 %                                | 922.304                         | 0                           | 2.863            | 0              |
| 1976 | 465.615                | 20,14 %                                | 918.856                         | 0                           | 2.840            | 0              |
| 1975 | 381.397                | 18,11 %                                | 655.877                         | 0                           | 1.604            | 58             |
| 1974 | 296,750                | 17,53 %                                | 578.264                         | 0                           | 2.311            | 3.070          |
| 1973 | 420.679                | 20,71 %                                | 868.182                         | 0                           | 1.775            | 4.398          |
| 1972 | 456.189                | 21,29 %                                | 871.846                         | 0                           | 1.603            | 4.614          |
| 1971 | 403.043                | 18,73 %                                | 831.872                         | 0                           | 1.645            | 5.201          |
| 1970 | 405.554                | 19,25 %                                | 811.640                         | 0                           | 2.751            | 6.461          |
| 1969 | 349.630                | 18,99 %                                | 788.211                         | 0                           | 5.792            | 7.202          |
| 1968 | 272.120                | 19,09 %                                | 648.033                         | 0                           | 4.615            | 4.070          |
| 1967 | 275.821                | 20,33 %                                | 540.206                         | 0                           | 5.535            | 3.540          |
| 1966 | 324.869                | 21,57 %                                | 649.376                         | 0                           | 5.250            | 7.722          |
| 1965 | 330.619                | 21,79 %                                | 615.663                         | 0                           | 9.935            | 5.539          |
| 1964 | 342.477                | 25,50 %                                | 671.514                         | 0                           | 9.424            | 7.637          |
| 1963 | 301.844                | 23,75 %                                | 555.377                         | 0                           | 6.658            | 8.258          |
| 1962 |                        |                                        | 359.505                         | 0                           | 11.493           | 8.313          |
| 1961 |                        |                                        | 358.292                         | 0                           | 13.835           | 10.611         |
| 1960 |                        |                                        | 350.951                         | 0                           | 13.207           | 5.915          |
| 1959 | 139.780                | 16,89 %                                | 311.889                         | 0                           | 10.126           | 9.505          |
| 1958 | 128.876                | 16,65 %                                | 296.344                         | 0                           | 9.999            | 9.602          |
| 1957 | 102.199                | 18,10 %                                | 212.018                         | 0                           | 5.610            | 11.375         |
| 1956 | 82.875                 | 16,57 %                                | 188.451                         | 0                           | 5.917            | 12.642         |
| 1955 | 78.009                 | 18,63 %                                | 167.208                         | 0                           | 5.897            | 12.235         |
| 1954 | 63.440                 | 20,01 %                                | 148.242                         | 0                           | 6.243            | 13.165         |
| 1953 | 48.069                 | 19,19 %                                | 89.117                          | 0                           | 6.899            | 9.776          |
| 1952 | 28.675                 | 14,26 %                                | 66.733                          | 0                           | 10.777           | 10.424         |
| 1951 | 29.826                 | 16,72 %                                | 61.900                          | 0                           | 8.048            | 7.007          |
| 1950 | 32.606                 | 21,81 %                                | 59.990                          | 0                           | 5.003            | 7.753          |
| 1949 |                        |                                        | 27.990                          | 0                           | 0                | 11.574         |
| 1948 |                        |                                        | 6.028                           | 0                           | 0                | 7.063          |
| 1947 |                        |                                        | 20                              | 0                           | 0                | 3.219          |
| 1946 |                        |                                        | 0                               | 0                           | 0                | 839            |
| 1945 |                        |                                        | 0                               | 0                           | 0                | 0              |
| 1944 |                        |                                        | 0                               | 0                           | 0                | 16.146         |
| 1943 |                        |                                        | 11                              | 0                           | 0                | 23.232         |
| 1942 |                        |                                        | 3                               | 0                           | 0                | 18.866         |
| 1941 |                        |                                        | 0                               | 0                           | 0                | 19.432         |
| 1940 |                        |                                        | 5.420                           | 0                           | 0                | 20.172         |
| 1939 |                        |                                        | 90.858                          | 0                           | 0                | 27.936         |
| 1938 | 81.983                 |                                        | 114.203                         | 0                           | 0                | 26.377         |
| 1937 | 75.803                 |                                        |                                 | 0                           | 0                |                |
| 1936 | 86.500                 |                                        |                                 | 0                           | 0                |                |
| 1935 | 77.126                 |                                        |                                 | 0                           | 0                |                |
| 1934 | 52.586                 |                                        |                                 | 0                           | 0                |                |
| 1933 | 28.494                 |                                        |                                 | 0                           | 0                |                |

### Opel-Verkäufe Global
2023 - 670.000

### Geschichte des Logos

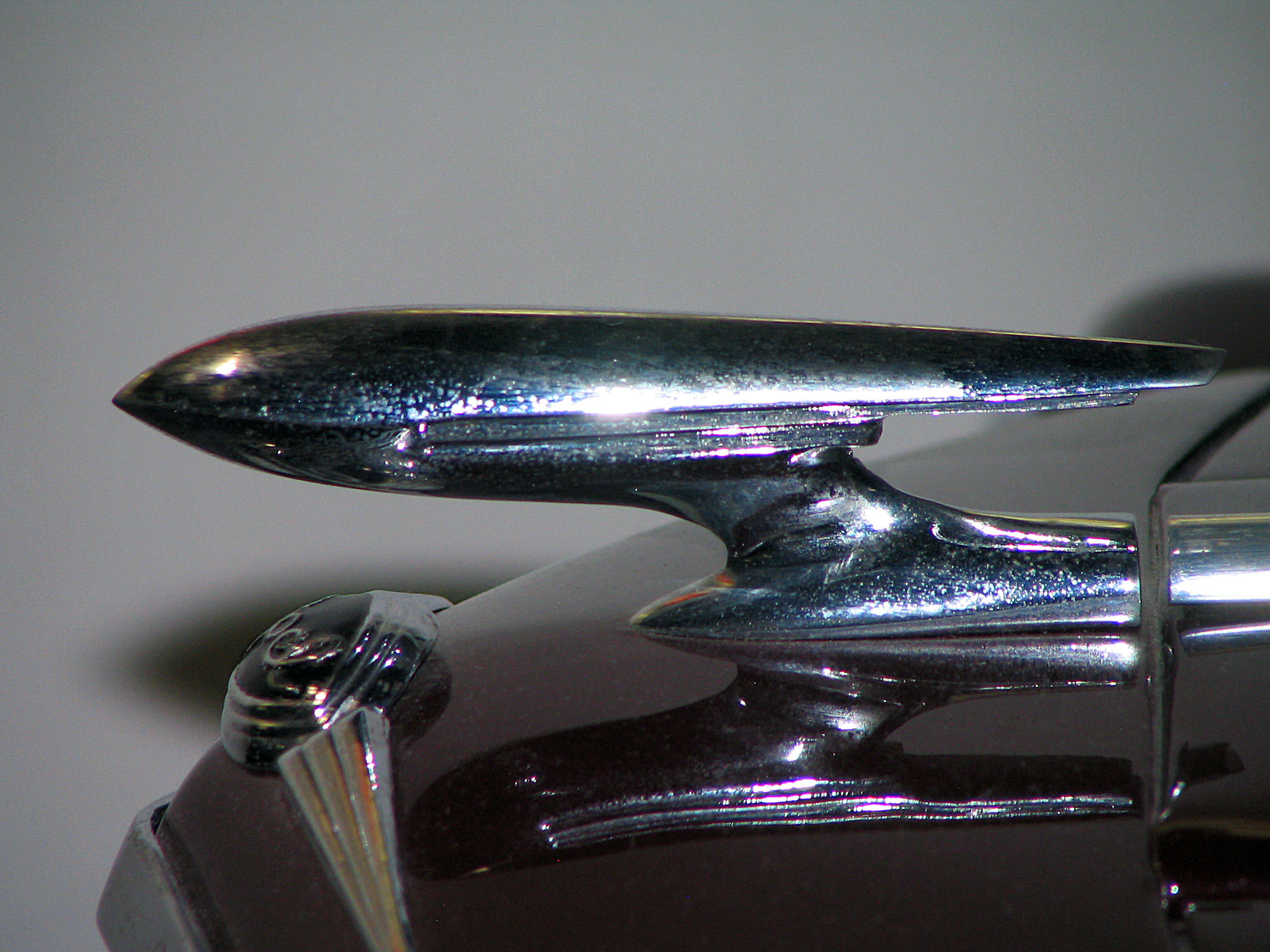
Der Zeppelin als Kühlerfigur auf dem Olympia

Das erste Opel-Logo nach Gründung des Unternehmens bestand aus den verschnörkelten Buchstaben A und O, den Initialen Adam Opels. Das A war in Bronze, das O in Rot gehalten.
Ab 1886 waren dann unter anderem die Siegesgöttin Victoria sowie ein Fahrradfahrer auf dem Logo dargestellt. Dieses Bild war umgeben von der Aufschrift „Victoria Blitz“, dem Namen eines der ersten Opel-Fahrräder. Ab 1909 wurde der Name zum Logo, ein schwungvoller Opel-Schriftzug in Gold zierte die Motorräder und Automobile, ein Jahr später wurde das Logo abermals geändert. Von nun an sah man ein blaues, von Lorbeeren umgebenes Auge, in dem sich der Schriftzug „Opel“ in Großbuchstaben befand.
Von 1935 an führte man einen stilisierten Zeppelin, der Fortschritt symbolisierte, umgeben von einem gelben Ring, der ein Rad darstellen soll. Der Zeppelin kam auch als Kühlerfigur, zum Beispiel auf dem Olympia, vor. Ab 1950 wurde ein weiteres Logo verwendet, das jedoch nicht auf den Fahrzeugen zu finden, sondern für die Händlerorganisation vorgesehen war, auf einem zur einen Hälfte gelben, zur anderen weißen Oval stand der Opel-Schriftzug.
In den 1960er Jahren veränderte sich der Zeppelin immer stärker zum Blitz. Offiziell ist der Blitz seit 1963 das Logo von Opel. 1970 wurde das Logo der Händlerorganisation abermals verändert, und zwar der Blitz mit Ring auf einem gelben Rechteck, unter dem der Schriftzug „Opel“ zu sehen war. Dieses offizielle Logo wurde von einem schwarzen Rechteck umgeben und erschien vor allem auf Druckerzeugnissen. 1987 wurde das Opel-Logo modernisiert.
Auf den Fahrzeugen selbst war seit den 1960er Jahren jedoch immer lediglich der Opel-Blitz ohne Schriftzug angebracht, immer wieder in wechselnden Materialien (Form- oder Flächenzeichen) und Proportionen, selbst bei gleichzeitig produzierten Modellen. Die Erzeugung einer Einheitlichkeit bzw. CI verfolgte Opel lange Zeit nicht konsequent.
Die 2007 vorgestellte Studie GTC Concept zeigt das bisherige Opel-Logo, in das oben am Ring der Schriftzug „Opel“ eingraviert ist. Seit 2008 trugen alle neuen Opel-Modelle dieses Logo. Im Juni 2017 wurde ein neues, zweidimensionales Logo vorgestellt, das „Klarheit und Modernität“ symbolisieren soll.

1862: Adam Opels Initialen
1886: „Victoria Blitz“
1909: schwungvoller Opel-Schriftzug
1910: Das blaue Auge
1937: Der Zeppelin
1947: Zeppelin mit moderner und schlankerer Linie
1950: ovales Opel-Logo für Händlerorganisation
1954: Zeppelin auf dem Weg zum Blitz
1963: Dieses Logo währte nur ein Jahr
1964: Vereinfachung des Blitz-Logos
1970: Neugestaltung
1987: Neugestaltung
2002: Opel-Logo nun in Chrom gefasst
2007: breiterer Ring um den Opel-Blitz (3-D-Optik)
2009: dünnerer Ring und Blitz; Schriftzug ohne Farbverlauf
2017: zweidimensionales Design
2021: dünnerer Ring und Rückkehr der Wortmarke
2023: zwei getrennte Blitz-„Balken“

## Trivia

### Fahrzeugausstellungen
Früher betrieb Opel eine Art Freizeitpark namens Opel Live. Opel selber verwendete in der ältesten im Webarchiv gespeicherten Version der Internetseite den Begriff Erlebnispark. Er wurde im Mai 1999 im Werk in Rüsselsheim eröffnet. Die Besucher erhielten einen Einblick in die Arbeit eines Automobilherstellers. Die Erwartungen beliefen sich auf 500.000 Besucher jährlich. Außerdem waren rund 30 alte Autos des Herstellers ausgestellt. Im Januar 2001 berichtete Der Spiegel, dass der Park wegen Besuchermangels vor dem Aus stehe.
Opel besitzt eine große Sammlung namens Opel Classic. Sie umfasst etwa 600 Fahrzeuge und Fahrzeugstudien sowie 300 weitere Exponate. Vor Beginn der COVID-19-Pandemie in Deutschland war die Sammlung im Rahmen einer Werksbesichtigung zu sehen. Seit 11. August 2021 gibt es die Möglichkeit eines virtuellen Rundgangs. Das virtuelle Angebot ist in verschiedene Themata gegliedert, die vom Beginn mit der „Klassiker Halle“, einer Zeitstrecke und alternative Antriebsarten, den Motorsport bis zu den 1920er Meilensteinen im Opel-Fahrzeugbau erstrecken, was sich auch auf Einführung der Arbeit am Fließband erstreckt.

### Vereine mit dem Namen Opel
Der SC Opel Rüsselsheim ist ein Fußballverein mit rund 450 Mitgliedern aus Rüsselsheim, den eine bewegte Geschichte mit dem Unternehmen Opel verbindet. Der Radfahrer-Verein 1888 Opel Rüsselsheim ist ein Radsportverein aus Rüsselsheim.

### Marketing
Auf einer Fahrt im März/April 1936 transportierte das Luftschiff LZ 129 Hindenburg den 500.000sten gebauten Opel, einen Opel Olympia, von Friedrichshafen nach Rio de Janeiro – der weltweit erste Transport eines Autos per Luftfracht. Das Fahrzeug wurde von einer großen Menschenmenge begeistert empfangen. Der brasilianische Verkehrsminister fuhr anschließend mit dem Wagen in die Innenstadt, wobei das Fahrzeug von einer Motorradeskorte begleitet wurde. Diese Marketingaktion ging auf eine Initiative des Opel-Nachrichtenchefs Dr. Carl T. Wiskott zurück und erfolgte pünktlich zum Verkaufsstart in Brasilien. Das Fahrzeug wurde anschließend in der Opel-Generalvertretung verlost.
Opel betreibt als einer der ersten Autohersteller „Virales Marketing“ mit der fiktiven Band The C.M.O.N.S. Die Band besteht aus den Figuren White, Red und Blue (männlich) sowie Moo und Cherri (weiblich). Sie wurden von dem in Barcelona lebenden deutschen Zeichner Boris Hoppek gestaltet. Die Musik stammt von der (real existierenden) Band The Outcomes. Die C.M.O.N.S sind (Stand 2020) nicht mehr in der Werbung präsent.
Auf die C.M.O.N.S. machten unter anderem Plakataktionen und Beiträge in Online-Communitys wie YouTube und Myspace aufmerksam. Besonders hervorzuheben ist die Zusammenarbeit mit MTV. Mittlerweile setzt Opel die C.M.O.N.S. auch direkt für die Corsa-Werbung ein. Opel war Sponsor der MTV Europe Music Awards 2006 vom 2. November 2006 und der Corsa das „offizielle Auto“ der Veranstaltung.
Den Tigra bewarb Opel 1995 mit einem aufwendigen Werbespot, in dem Franziska van Almsick im New Yorker Stadtverkehr förmlich abtauchte.
Der Opel Speedster war in der Filmkomödie Viktor Vogel – Commercial Man Thema der Filmhandlung. Götz George fuhr in dem Film einen der zwei Prototypen des Opel GT Aero als Reminiszenz an den seinerzeit neuen Speedster.
Das Lied What a Wonderful World wurde einige Jahre zur Untermalung der Opel-Werbespots genutzt.
Opel war von 1994 bis 2006 Trikotsponsor des italienischen Traditionsvereins AC Mailand.

## Modelle

### Modellnamen
Von Beginn der Automobilproduktion bis 1930 trugen die Opel-Modelle meist Bezeichnungen wie zum Beispiel 4/12 PS. Die Zahl vor dem Schrägstrich gab die Steuer-PS an, die Zahl dahinter gab die tatsächliche Leistung in PS an. Ausnahmen waren der erste Opel, der die Bezeichnung Patentmotorwagen „System Lutzmann“ trug, sowie der Opel Regent, der 1928 in 25 Exemplaren produziert wurde.
Dieses doch recht komplizierte System wurde nach der Übernahme durch General Motors 1931 durch die Angabe des Hubraums (zum Beispiel 1,2 Liter) ersetzt, die jedoch nur bis 1937 beibehalten wurde. Eine Ausnahme war hier der Opel P4, dessen Name mitteilt, dass es sich um ein Auto für vier Personen handelt. Der Name des ab 1935 produzierten Opel Olympia wurde im Hinblick auf die Olympischen Sommerspiele 1936 gewählt und auch für die Nachfolgemodelle übernommen.
Den Modellbezeichnungen der späten 1930er bis zu den 1980er Jahren, die aus dem Bereich Marine (Kapitän, Admiral, Kadett) sowie aus anderen offiziellen Bereichen (Diplomat, Senator) stammten, folgte in den späten 1980er Jahren der Wechsel zu Namenskreationen, die auf „A“ endeten, bzw. auf „O“ für die Modellbezeichnungen der Transportermodelle. Die letzte umbenannte Modellreihe war die des Opel Kadett, die in Opel Astra umbenannt wurde und dadurch der Namensgebung der englischen Schwestermodelle folgte. Die wenigen Ausnahmen dieser Namensgebung bildeten der in Lizenz gebaute Opel Monterey, der Opel Signum, der Opel Speedster und der Opel GT.
Seit 2012 nutzt Opel für die Kleinstwagen Vornamen aus der Opel-Gründerfamilie, wie Adam von Adam Opel und Karl von Carl Opel.
Mit dem Facelift des Opel Mokka A wurde der Name der SUV-Modelle durch ein „X“ ergänzt (Opel Mokka X, Opel Crossland X und Opel Grandland X). Gleiche Logik betont den Elektroantrieb des Opel Ampera-e.

### Schlüsselnummern
Das Kraftfahrt-Bundesamt führte Opel-Pkw bis zur Übernahme durch die Groupe PSA weit überwiegend unter den Herstellerschlüsselnummern (HSN) 0035 und 0039. Der Movano war unter der HSN 3041 gelistet, die meisten Frontera-Modelle wurden unter der Isuzu-HSN 2127 und einige Corsa-Modelle unter der HSN 7526 gelistet. Der Opel GT 2.0 T lief als Einziger unter der GM-HSN 1006. Seit dem Verkauf von Opel an die Groupe PSA und der Umfirmierung in Opel Automobile GmbH werden alle neu zugelassenen Opel-Modelle unter der HSN 1844 geführt.

### Zeitleisten
Opel-Modelle 1898 bis 1944
Opel-Modelle ab 1945

### Modellgeschichte
| Bauzeit Produzierte Fahrzeuge | Baureihe                              | Anmerkung | Bild                                             |
| Leichtfahrzeug                |                                       | |                                                  |
| seit 2021                     | Rocks-e                               | Das zum Citroën Ami baugleiche Modell kam im Herbst 2021 in den Handel. Der Rocks-e wird elektrisch angetrieben und ist als Leichtfahrzeug eingestuft. |                                                  |
| Kleinstwagen                  |                                       | |                                                  |
| 2012–2019                     | Adam                                  | Der Adam basiert auf der verkürzten Plattform des Corsa D und lief ab Ende 2012 im thüringischen Eisenach vom Band. Seine Weltpremiere feierte Opels erster Kleinstwagen auf dem Pariser Autosalon. |                                                  |
| 2015–2019                     | Karl                                  | Der Nachfolger des Agila ist seit Mitte 2015 auf dem Markt und ist nach Carl von Opel, einem Sohn des Unternehmensgründers Adam Opel, benannt. Nach dem Adam ist er damit der zweite Opel, der einen Vornamen aus der Familie Opel zum Namen hat. Er wurde in Changwon (Korea) von GM Korea produziert. Im Gegensatz zum lifestyle-orientierten Adam soll der Karl wirtschaftlich denkende Kunden ansprechen. |                                                  |
| Kleinwagen                    |                                       | |                                                  |
| 1975–1982                     | Chevette                              | Der Chevette wurde von Herbst 1980 bis Frühjahr 1982 nach dem Auslaufen des Kadett C und vor dem Start des Corsa A als billigeres Auto angeboten. Das Fahrzeug entsprach bis auf die geänderte Frontpartie dem Kadett C und wurde von Vauxhall hergestellt. |                                                  |
| 1982–1993                     | Corsa A                               | Erster Kleinwagen von Opel, der anfangs nur zweitürig mit Stufenheck oder dreitürig mit Steilheck erhältlich war. Ab Frühjahr 1985 waren beide Varianten mit zwei zusätzlichen Türen verfügbar. Im Sommer 1987 entfiel das Stufenheck-Modell auf dem deutschen Markt. Im Herbst 1990 unterzog Opel den Corsa einer Modellpflege. |                                                  |
| 1993–2000                     | Corsa B                               | Der Corsa B entstand auf Basis des Konzepts Opel Junior, das bereits 1983 vorgestellt wurde. Der Drei- und der Fünftürer unterschieden sich erstmals durch die Form des Hecks. Dieser Corsa war in den 1990er Jahren der erfolgreichste Kleinwagen in Deutschland. |                                                  |
| 1994–2001                     | Tigra A                               | Der Tigra war ein Sportcoupé, das auf dem Corsa B basierte. Im Angebot waren zwei Ottomotoren mit 1,4 und 1,6 l Hubraum. Letzterer war nur bis Sommer 1998 im Angebot, während der kleinere mit 1,4 l Hubraum bis zum Produktionsende im Juli 2001 erhältlich war. |                                                  |
| 2000–2006                     | Corsa C                               | Eine Weiterentwicklung des erfolgreichen Vorgängers. Die unterschiedlichen Heckformen des Drei- und des Fünftürers wurden aber aufgegeben. Der Corsa C diente auch als Basis für das Cabrio Tigra TwinTop, den Minivan Meriva und den Kastenwagen Combo C. Eine kleine Modellpflege gab es im Sommer 2003. |                                                  |
| 2004–2009                     | Tigra TwinTop B                       | Ein Roadster, der auf dem Corsa C basierte und mit versenkbarem Stahldach ausgerüstet wurde. Die Fertigung erfolgte in Frankreich bei Heuliez. |                                                  |
| 2006–2014                     | Corsa D                               | Für den im Herbst 2006 eingeführten Corsa D nutzte Opel die Plattform des im Herbst 2005 eingeführten FIAT Grande Punto. Der Drei- und der Fünftürer unterschieden sich wieder durch die Form des Hecks. Technische sowie äußerliche Modifikationen kamen Ende 2010. |                                                  |
| 2014–2019                     | Corsa E                               | Im November 2014 begann die Produktion des Corsa E. Bei dieser Baureihe handelte es sich nicht um ein komplett neues Modell, sondern um eine umfangreich überarbeitete Version des Vorgängers Corsa D. Die Form des Fahrzeuges war am kleineren Adam orientiert. Ab Januar 2015 wurde er verkauft. |                                                  |
| seit 2019                     | Corsa F                               | Eine Neuentwicklung im Gegensatz zum Corsa E. Er ist der erste Corsa, der auf einem PSA-Baukasten basiert und wurde nur als Fünftürer angeboten. Die technische Basis benutzt auch der Peugeot 208 II. |                                                  |
| seit 2019                     | Corsa-e                               | Der erste Corsa mit Elektromotor (100 kW / 136 PS). Es ist die elektrifizierte Variante des Corsa F. Daher kommt die Technik auch im Peugeot e-208 zum Einsatz. |                                                  |
| Kompaktklasse                 |                                       | |                                                  |
| 1947–1953 156.870             | Olympia                               | Ein geändertes Vorkriegsmodell von 1935 und erster Opel-Pkw nach dem Krieg. Im Jahr 1950 modernisiert, z. B. mit einem anderen Kühlergrill. |                                                  |
| 1962–1965 649.512             | Kadett A                              | Der erste Nachkriegs-Kadett wurde im extra hierfür errichteten, neuen Opel-Werk Bochum produziert. Erhältlich war er als zweitürige Limousine, dreitüriger Kombi (Caravan) und Coupé. Nach der Überarbeitung Mitte 1964 hatte er eine etwas eckigere Front. |                                                  |
| 1965–1973 2.649.501           | Kadett B                              | Weiterentwicklung des Vorgängermodells, erstmals auch als Viertürer und Fließhecklimousine (ab 1967) zu haben. Ebenfalls 1967 folgten technische Überarbeitungen (geänderte Hinterachse, aufgewerteter Innenraum). Er war ein Verkaufsschlager und zeitweise vor dem VW Käfer auf dem ersten Rang der Neuzulassungen. Von August 1967 bis Juli 1970 wurde der Kadett B mit anderer Frontpartie und besser ausgestattet als Opel Olympia produziert. |                                                  |
| 1973–1979 1.701.000           | Kadett C                              | Neue Karosserie mit weitgehend unveränderter Technik des Vorgängers. Zusätzliche Modelle zu den zwei- und viertürigen Limousinen und dem Kombi waren der Kadett City mit großer Heckklappe (Foto) und der Aero, ein Targa-Cabrio, das von Baur in Stuttgart gebaut wurde. Die Scheinwerfer waren beim Grundmodell rund, beim L-Modell quadratisch. Ab der Modellpflege im Sommer 1977 waren sie bei allen Modellen eckig, wobei die Blinker neben die Scheinwerfer verlegt wurden. Der Kadett C war Basis vieler GM-Modelle in Asien, Australien und Amerika, von denen einige bis 1990 produziert wurden.                                                        |                                                  |
| 1979–1984 2.092.087           | Kadett D                              | Neuentwicklung, erster Opel mit Frontantrieb. Die nüchterne, moderne Karosserie unterscheidet sich stark von den Vorgängern. Versionen: Schrägheck (mit großer oder kleiner Heckklappe), Kombi und Lieferwagen (Kombi ohne hintere Seitenfenster). Erstmals auch mit Dieselmotor lieferbar. |                                                  |
| 1984–1993 3.779.289           | Kadett E                              | Die Karosserie wurde rundlicher und strömungsgünstiger. Der Kadett E war sehr erfolgreich und in vielen Versionen lieferbar: drei- und fünftürig mit Schrägheck, viertürig mit Stufenheck, drei- oder fünftüriger Kombi, Cabrio und Hochdachkombi Combo. Ab 1994 wurde er mit geänderter Karosserie als Daewoo Nexia in Korea weitergebaut. |                                                  |
| 1991–2000                     | Astra F                               | Neuentwicklung, erstmals auch mit Fahrer-Airbag erhältlich. Der Name Astra stammt von Vauxhall, so hieß bereits in den 1980er Jahren der Kadett in Großbritannien. Der Absatz war zeitweise fast so groß wie der des VW Golf III. Karosserieversionen: drei-/fünftürig mit Schrägheck, Stufenheck, als Caravan und Cabrio (entworfen und gebaut von Bertone). Auch hier gab es wieder eine sportliche GSi-Variante. Im Spätsommer 1994 wurde der Astra F überarbeitet. |                                                  |
| 1998–2005                     | Astra G                               | Völlig neu gestaltetes Modell. Es war wieder drei- und fünftürig mit Schrägheck, Stufenheck und als Caravan erhältlich. Außerdem hießen die sportlichen Modelle statt GSi nun OPC. Eine weitere Karosserievariante war ab Spätsommer 2000 das Coupé das von Bertone in Italien produziert wurde. Es wurde als inoffizieller Nachfolger des Calibra gesehen. Laut Hersteller war es allerdings der Nachfolger des Kadett C Coupé. Dessen Markterfolg war jedoch enttäuschend. Das Cabrio folgte zum Frühjahr 2001. |                                                  |
| 2004–2010                     | Astra H                               | Neuentwicklung auf der Delta-Plattform von General Motors. Ein Erfolgsmodell, das schon im Jahr 2006 die Millionengrenze überschritt. Karosserievarianten: Fünftürer, Kombi, Dreitürer (GTC) und Hardtop-Cabrio (Twin Top) und Stufenheck. Letztgenannte Variante war ab Ende 2006 zunächst nur in Ost- und Südeuropa sowie Asien erhältlich, ab Oktober 2008 war sie auch in Deutschland lieferbar. Anfang 2007 kam der überarbeitete Astra H auf den Markt. |                                                  |
| 2009–2015                     | Astra J                               | Die neugestaltete und vierte Auflage kam im Dezember 2009 zunächst als fünftürige Schräghecklimousine auf den Markt. Der Kombi (wie beim Insignia nun auch Sports Tourer) wurde im November 2010 eingeführt, während der dreitürige GTC im Januar 2012 folgte. Im September 2012 erfuhren Fünftürer und Kombi ein Facelift, wobei zugleich wieder eine Stufenhecklimousine das Angebot komplettierte. |                                                  |
| 2011–2016                     | Ampera                                | Opels erstes Elektro-Hybridfahrzeug, das zusammen mit dem GM-Schwestermodell Chevrolet Volt entstand. |                                                  |
| 2015–2021                     | Astra K                               | Im Oktober 2015 kam die nun fünfte Astra-Generation in den Handel, die als Schräghecklimousine sowie als Kombiversion Sports Tourer erhältlich ist. 2019 bekam er ein Facelift. |                                                  |
| 2017–2021                     | Ampera-e                              | Opels erstes Elektroauto auf Basis des Chevrolet Bolt. |                                                  |
| seit 2022                     | Astra L                               | Erstmals baut der Astra mit der sechsten Generation auf einer PSA-Plattform auf. Vorgestellt wurde er im Juli 2021 als Schräghecklimousine und im Dezember 2021 als Kombiversion Sports Tourer. |                                                  |
| Mittelklasse                  |                                       | |                                                  |
| 1959–1962                     | Opel 1200                             | Um das Programm nach unten abzurunden, produzierte Opel auch nach Erscheinen des Rekord P2 eine Sparversion des P1 als Opel 1200 weiter, bis 1962 der Kadett auf den Markt kam. |                                                  |
| 1967–1970 80.637              | Olympia A                             | Zwischen Sommer 1967 und Mitte 1970 wurden luxuriös aufgewertete Modelle des Kadett B, zumeist mit den jeweils stärksten verfügbaren Motoren, unter dem Namen Olympia A angeboten. |                                                  |
| 1970–1975 692.000             | Ascona A                              | Um die Lücke zwischen Kadett und Rekord zu füllen, brachte Opel im Herbst 1970 ein komplett neu entwickeltes Fahrzeug auf den Markt. Dieses Marktsegment war vor allem vom Ford Taunus beherrscht. Auch ein Kombi (Voyage) wurde angeboten. |                                                  |
| 1970–1975 500.000             | Manta A                               | Er war ein fünfsitziges Sportcoupé auf Basis des Ascona A, eines der bekanntesten Opel-Modelle der 1970er Jahre und die Antwort auf den Capri des Konkurrenten Ford. |                                                  |
| 1975–1981                     | Ascona B                              | Der Ascona B war nach den Werksferien ab August 1975 erhältlich und hatte anfangs die vom Vorgänger bekannten und bewährten Reihen-Vierzylinder-Motoren mit 60–90 PS. Ab 1979 folgten neue Otto-Motoren mit obenliegender Nockenwelle. Eine Variante dieses Fahrzeugs wurde in Großbritannien ab 1976 als Vauxhall Cavalier verkauft. |                                                  |
| 1975–1988 550.000             | Manta B                               | Der auf dem Ascona B basierende Manta B erreichte große Popularität und war das am längsten gebaute Opel-Modell. Er war ab Herbst 1978 auch als Combi-Coupé Manta CC mit großer Heckklappe im Programm. |                                                  |
| 1981–1988                     | Ascona C                              | Der Ascona C war nach dem Kadett D das zweite Opel-Modell mit Frontantrieb und basierte auf der internationalen J-Plattform von General Motors. Im Herbst 1984 und im Sommer 1986 erhielt die Baureihe leichte Modifikationen. In Großbritannien unter der Bezeichnung Cavalier auch als Kombi lieferbar und von der GM-Tochter Holden in Australien gebaut. |                                                  |
| 1988–1995                     | Vectra A                              | Der Vectra A war eine Neuentwicklung mit Frontantrieb. Im Herbst 1988 wurde zunächst die Stufenhecklimousine eingeführt, der im Frühjahr 1989 die Schrägheckvariante folgte. Im Spätsommer 1992 erhielt er eine Modellpflege, wobei das Opel-Emblem von der Motorhaube wieder auf den Kühlergrill wanderte. |                                                  |
| 1989–1997                     | Calibra                               | Das auf dem Vectra A basierende Sportcoupé kam im Frühjahr 1990 auf den Markt und sollte an den Erfolg des Manta anknüpfen. Besonders herausragend waren der damals als niedrig angesehene Cw-Wert von 0,26 und die sehr schmalen Dreifach-Ellipsoid (DE)-Scheinwerfer (nur 70 mm hoch). Der Calibra wurde auch in Finnland produziert. Ein leichtes Facelift erhielt das Coupé im Sommer 1994. |                                                  |
| 1995–2002                     | Vectra B                              | Der Vectra B war nun erstmals seit dem Ascona A wieder ein Mittelklassewagen, der ab Herbst 1996 als Kombivariante erhältlich (Caravan) war. Ein Facelift folgte Anfang 1999. |                                                  |
| 2002–2008                     | Vectra C                              | Neue Fahrzeuggeneration mit zeitlich angepasster Formgebung und viel Elektronik. Zuerst kam im Frühjahr 2002 die Stufenhecklimousine und im Spätsommer das sportlich ausgelegte Schrägheckmodell. Ab Spätsommer 2003 war er auch wieder als geräumiger Caravan im Programm. Der Erfolg blieb jedoch weit hinter den Hoffnungen zurück, daher folgte schon Mitte 2005 ein umfassendes Facelift mit stark überarbeiteter und an den Astra H angelehnte Front mit überarbeitetem Innenraum. |                                                  |
| 2003–2008                     | Signum                                | Als neue Fahrzeugklasse vermarktete Variante des Vectra C und mit langem Radstand wie Vectra Caravan, aber zwei Einzelsitzen hinten und kürzerer Karosserie. Dieses Modell hatte ebenfalls das umfassende Facelift des Vectra bekommen. |                                                  |
| 2008–2017                     | Insignia A                            | Der Nachfolger des Vectra kam im Oktober 2008 auf den Markt und wurde zunächst als Stufen- sowie Schräghecklimousine angeboten. Im März 2009 folgte die Kombiversion, die nun nicht mehr Caravan, sondern Sports Tourer heißt. Der Insignia erhielt außerdem die Auszeichnung zum „Auto des Jahres“ 2009. Im Spätsommer 2013 erschien ein überarbeitetes Modell, das zudem seit Ende desselben Jahres als Kombi im Offroad-Look unter der Bezeichnung im Angebot steht. |                                                  |
| 2013–2019                     | Cascada                               | Ein Cabriolet mit Stoffverdeck auf der Plattform des Astra J, aber auch mit technischen Bauteilen des Insignia. Opel wollte es damit als eigenständiges Modell platzieren. |                                                  |
| 2017–2022                     | Insignia B                            | Der Insignia B ersetzte den Insignia A im Sommer 2017. Er wurde als Schräghecklimousine, Kombi, Country Tourer im Offroad-Look und als Sportversion GSi angeboten. Im Motorenprogramm waren Otto- und Dieselmotoren in jeweils drei Leistungsstufen erhältlich. Allradantrieb war an die jeweils stärksten Motorvarianten gebunden. |                                                  |
| Obere Mittelklasse            |                                       | |                                                  |
| 1953–1957                     | Olympia Rekord                        | Der Olympia Rekord war Opels erste Neuentwicklung nach dem Zweiten Weltkrieg. Wie beim etwas später im Herbst 1953 präsentierten Kapitän ähnelte seine Pontonkarosserie US-Vorbildern. |                                                  |
| 1957–1960                     | Rekord P1                             | Der P1 war in jeder Hinsicht moderner als sein Vorgänger. Das P im Namen stand für die Panoramafenster vorn und hinten. Der Rekord P1 war als zwei- und viertürige Limousine, als Kombi (Caravan) und Lieferwagen (ohne Fenster am Laderaum) erhältlich, was ihn sehr beliebt bei Familien und Handwerkern machte. |                                                  |
| 1960–1963                     | Rekord P2                             | Stark überarbeitete Karosserie mit weniger „barocker“ Formgebung und weitgehend unveränderter Technik. Ein etwas unproportioniertes Coupé („rasender Kofferraum“) war ebenfalls im Programm. |                                                  |
| 1963–1965                     | Rekord A                              | Neues Modell mit sehr geradliniger und nüchterner Form. Mit ihm und dem Kadett A wurden bei Opel die Bezeichnungen für folgende Baureihen durch Buchstaben in alphabetischer Reihenfolge eingeführt. |                                                  |
| 1965–1966                     | Rekord B                              | Der Rekord B war ein Übergangsmodell, das zwar schon die neuen CIH-Motoren erhielt, aber dazu die weitgehend unveränderte Karosserie und das Fahrwerk des Vorgängers mit an Blattfedern geführter starrer Hinterachse. |                                                  |
| 1966–1972                     | Rekord C                              | Der Rekord C bekam eine erneuerte Karosserie mit typischem „Hüftschwung“ im Bereich der C-Säule und ein verbessertes Fahrwerk mit schraubengefederter hinterer Starrachse an vier Längslenkern und Panhardstab. Wie der Vorgänger auch als Coupé und Kombi (Caravan) erhältlich. Der Rekord C war der erfolgreichste Opel dieser Klasse. In Brasilien lief er noch als Chevrolet Opalla bis 1990 vom Band. |                                                  |
| 1967–1971                     | Commodore A                           | Ein aufgewerteter Rekord C, der in seinem verlängerten Vorderwagen Platz für Sechszylinder-Motoren mit bis zu 150 PS/110 kW (2,5 GS/E) Leistung bot. Den Commodore A gab es als Limousine und Coupé. Eine 1968 vorgestellte Kombiversion blieb ein Einzelstück. |                                                  |
| 1971–1977                     | Rekord D                              | Die Form des Rekord D war wieder „europäischer“. Der Wagen wurde anfangs als „Rekord II“ bezeichnet, um Verwechslungen zu vermeiden, dass es ihn ausschließlich als Dieselfahrzeug gäbe. Tatsächlich gab es den Rekord D ab Herbst 1972 auch mit Dieselmotor. Lieferbar als Limousine, Caravan (Kombi) und Coupé. |                                                  |
| 1972–1977                     | Commodore B                           | Die im Frühjahr 1972 erneuerte Sechszylinder-Version des Rekord D wurde ebenfalls als Limousine und Coupé gebaut. |                                                  |
| 1977–1982                     | Rekord E1                             | Der Rekord E bekam eine neue Karosserie und Vorderachse, behielt ansonsten die Technik des Vorgängers. Letztmals wurde ein Rekord als zweitürige Limousine angeboten, wobei diese in der „Berlina“-Ausstattung nur bis Mitte 1981 gebaut wurde. |                                                  |
| 1978–1982                     | Commodore C                           | Außer dem Rekord E mit Vierzylindermotoren gab es auch wieder den Sechszylinder-Commodore mit der Front des Senators, der aber zu dessen Gunsten bereits im August 1982 (der Zweitürer schon Mitte 1981) eingestellt wurde. Als einzigen Commodore gab es ihn ab Frühjahr 1981 auch als luxuriösen Kombi mit der Bezeichnung Voyage. |                                                  |
| 1982–1986                     | Rekord E2                             | Der Rekord E2 war ein im Herbst 1982 überarbeitetes Modell mit neuer Frontgestaltung. Die Motoren wurden fast unverändert übernommen, lediglich der im Herbst 1984 eingeführte 2,2-l-Einspritzmotor mit 85 kW (115 PS) war neu und die Spitze der Motorenpalette. Außer der nur noch viertürig lieferbaren Limousine standen der drei- oder fünftürige Kombi (Caravan) sowie der seltene dreitürige Kastenwagen zur Wahl. |                                                  |
| 1978–1986                     | Senator A                             | Der Senator A löste im Frühjahr 1978 die höher positionierte Opel-KAD-B-Baureihe ab. Er basierte auf dem Rekord E, hatte aber nicht mehr die hintere „Fünflenker“-Starrachse, sondern eine moderne Schräglenkerachse sowie stärkere Motoren mit bis zu drei Litern Hubraum und 132 kW (180 PS). Die Änderungen von Ende 1982 rückten ihn optisch näher an den Rekord E2 heran. |                                                  |
| 1978–1986                     | Monza                                 | Der Monza war ein Sportcoupé auf Basis des Senator und mit diesem zusammen das damals leistungsfähigste Opel-Modell. Gegen Ende 1982 erhielt er gleichzeitig mit dem Rekord E2 und Senator die neue Einheitsfront. Ab Herbst 1983 war der Monza GSE erhältlich, der wahlweise mit LCD-Anzeigen in der Instrumententafel und, schwarz eingefärbten statt verchromten Leisten und einem Sportfahrwerk lieferbar war. Den GSE gab es nur mit dem 3-l-Motor, der ab Sommer 1985 auch mit Katalysator und 115 kW (156 PS) statt 132 kW (180 PS) bestellbar war. |                                                  |
| 1986–1993                     | Omega A                               | Eine völlig neu entwickelte Fahrzeuggeneration mit damals modernster Technik, die mit dem Senator B eine gemeinsame Plattform hatte. Er war mit Vier- und Sechszylindermotoren als viertürige Stufenhecklimousine und fünftüriger Kombi (Caravan) lieferbar. Eine leichte Modellpflege folgte im Herbst 1990. |                                                  |
| 1987–1993                     | Senator B                             | Der ab Sommer 1987 gebaute Senator B basierte auf dem im Vorjahr eingeführten Omega A. Der Verkauf der zweiten Generation lief mit der Zeit jedoch immer schlechter, so dass sich Opel zur Einstellung der Reihe entschied. Ab Mitte 1993 wurde die obere Mittelklasse ausschließlich vom Omega besetzt. |                                                  |
| 1994–2003                     | Omega B                               | Innen und außen war die zweite Generation größer als der Vorgänger. Der Omega B war mit neuen Motoren, Airbags sowie Dieselmotoren lieferbar. Trotz zunächst erfolgreicher Anfangsphase und einer umfangreicheren Überarbeitung im Sommer 1999 führten längere Qualitätsprobleme, Marketingfehler und die zu lange Laufzeit zu immer schlechterem Absatz. Die Produktion wurde daher Mitte 2003 ersatzlos eingestellt. |                                                  |
| Oberklasse                    |                                       | |                                                  |
| 1948–1953                     | Kapitän '48                           | Der erste Kapitän nach dem Krieg war ein fast unverändertes Vorkriegsmodell von 1938. Im Frühjahr 1951 gab es einige Retuschen, zum Beispiel einen neuen Kühlergrill. |                                                  |
| 1953–1955                     | Kapitän '54                           | Erste Nachkriegskonstruktion von Opel (gemeinsam mit dem Olympia Rekord), mit Pontonform und „Haifischmaul“-Kühlergrill im amerikanischen Stil. |                                                  |
| 1955–1958                     | Kapitän '56/’57                       | Im Prinzip ein modifizierter Kapitän ’54, jedoch mit mehr Ausstattung, stärkerem Motor, neuem Kühlergrill aus senkrechten Gitterstäben und angedeuteten Heckflossen. |                                                  |
| 1958–1959                     | Kapitän P 2,5                         | Im Traumwagenstil mit Panoramascheiben. Er wird wegen der Form der Heckleuchten auch als „Schlüssellochkapitän“ bezeichnet. |                                                  |
| 1959–1963                     | Kapitän P 2,6                         | Der im Sommer 1959 eingeführte Kapitän P 2,6 wurde analog zum Rekord P2 überarbeitet. Die neue Karosserie hatte eine flachere, gestreckte Linienführung mit einer noch größeren Panoramafrontscheibe. Die beim Vorgänger kritisierte heruntergezogene hintere Dachlinie wurde geändert, um das Einsteigen hinten zu erleichtern. |                                                  |
| 1964–1968                     | Kapitän/Admiral/Diplomat A (KAD A)    | Neuentwicklung in betont sachlich-imposantem Stil mit großem hinterem Überhang. Die „großen Drei“ waren äußerlich und technisch nahezu gleich, unterschieden sich aber in der Ausstattung und den Motoren. Den Diplomat A gab es auch von Anfang 1965 bis Mitte 1967 als Coupé, von dem allerdings nur 347 Exemplare bei Karmann gefertigt wurden. |                                                  |
| 1969–1977                     | Kapitän/Admiral/Diplomat B (KAD B)    | Die Karosserie der im März 1969 präsentierten KAD B-Reihe war noch wuchtiger. Kapitän und Admiral hatten Breitbandscheinwerfer seitlich am Kühlergrill. Der Diplomat unterschied sich von den beiden anderen Modellen äußerlich durch die, ähnlich wie bei den größeren Mercedes-Benz-Modellen, etwas vorstehenden Scheinwerfer, hier mit annähernd quadratischen Streuscheiben. Er war ab 1973 auch als V8-Langversion lieferbar. Diese Baureihe war aber trotz aufwendiger Technik kaum gefragt. Der Kapitän wurde nur bis Frühjahr 1970 produziert, der Admiral bis Mitte 1976. Als letzter Opel der Oberklasse wurde der Diplomat im Sommer 1977 eingestellt. |                                                  |
| Sportwagen                    |                                       | |                                                  |
| 1968–1973 103.463             | GT                                    | Zweisitziges Coupé auf der Bodengruppe des Kadett B. Besonderes Merkmal: Klappscheinwerfer. |                                                  |
| 1971–1974 127                 | Intermeccanica Indra                  | Cabrio und Coupé auf Basis des Diplomat V8. |                                                  |
| 2000–2005 7.207               | Speedster                             | Sportwagen auf der Basis der Lotus Elise S2, bei Lotus hergestellt. |                                                  |
| 2007–2009 7.519               | GT                                    | Wiederbelebung des Namens Opel GT nach 34 Jahren, diesmal als zweisitziger Roadster auf Basis der Kappa-Plattform von GM und baugleich mit dem Saturn Sky. |                                                  |
| Microvan                      |                                       | |                                                  |
| 2000–2007                     | Agila A                               | Der mit Opel-Motoren im Opel-Werk Gliwice (Gleiwitz, Polen) produzierte Agila A ist baugleich mit dem Suzuki Wagon R+. |                                                  |
| 2007–2014                     | Agila B                               | Das zweite Agila-Modell hat Motoren von Suzuki oder Opel/Fiat und wurde als Schwestermodell des Suzuki Splash bei Magyar Suzuki in Esztergom (Ungarn) hergestellt. |                                                  |
| Minivan                       |                                       | |                                                  |
| 2003–2009                     | Meriva A                              | Im Gegensatz zum größeren Zafira basiert der Meriva auf dem Corsa C und bietet maximal fünf Sitzplätze. Anfang 2006 gab es leichte Design-Änderungen und einen stärkeren Motor mit 132 kW (180 PS) (Meriva OPC). |                                                  |
| 2010–2017                     | Meriva B                              | Weiterentwicklung des Meriva A mit den sogenannten Flex doors die gegenläufig öffnen. Erstmals in dieser Klasse gibt es technisch hochwertige Innovationen, wie das Halogen-Kurven- und Abbiegelicht, rückenschonende Sitze mit AGR-Gütesiegel, Radio 900 Europa-Navi und dem vollintegrierten FlexFix-Fahrradträgersystem. |                                                  |
| Hochdachkombi                 |                                       | |                                                  |
| 1986–1993                     | Combo A                               | Ein Hochdachkombi auf Basis des Kadett E, der zudem der erste von Opel war. Der erste Combo war nur als Kastenwagen erhältlich. |                                                  |
| 1993–2001                     | Combo B                               | Die zweite Generation des Hochdachkombis basierte nun auf dem Corsa B und nicht mehr auf dem Kadett E. Erst seit Herbst 1993 führt Opel den Combo als eigenständiges Modell. | Hier ist der Combo als Kastenwagen zu sehen.     |
| 2001–2011                     | Combo C                               | Eine von Sommer 2001 bis Anfang 2011 hergestellte Hochdachvariante des Corsa C. Ab 2007 lief er in Saragossa (Spanien) vom Band, davor lag die Produktionsstätte in Azambuja (Portugal). |                                                  |
| 2011–2018                     | Combo D                               | Ein weiterer Hochdachkombi von Opel, allerdings auf der Plattform des Anfang 2010 eingeführten Fiat Doblò II. Seit Ende 2011 wird er in Bursa/Türkei produziert. |                                                  |
| seit 2018                     | Combo Life (Combo E)                  | Die fünfte Generation des Combo baut auf der EMP2-Plattform des PSA-Konzerns auf. Das Fahrzeug basiert auf dem Citroën Berlingo und dem Peugeot Rifter. |                                                  |
| Kompaktvan                    |                                       | |                                                  |
| 1999–2005                     | Zafira A                              | Der Zafira A basiert auf dem Astra G, hat aber eine veränderte Karosserie mit verkürzter Motorhaube und sieben variabel konfigurierbaren Sitzplätzen. Er erhielt Anfang 2003 kleine Design-Änderungen, und er war ebenso als sportliche OPC-Variante mit 141 kW (192 PS) erhältlich. |                                                  |
| 2005–2014                     | Zafira B                              | Die zweite Generation auf der Plattform des Astra H bekam neue Dieselmotoren von 74 bis 110 kW (100 bis 150 PS) (1,9 Liter) mit Common-Rail-Einspritzung. Anfang 2008 folgten kleinere Änderungen an der Karosserie und veränderte Motoren. |                                                  |
| 2011–2019                     | Zafira Tourer C                       | Die dritte Generation mit neuem Zusatznamen hat die Bodengruppe des Astra J und ist das erste Modell von Opel mit radargestützer Abstandsregelung. Der Vorgänger blieb noch bis Ende 2014 unter dem Namen Zafira „Family“ im Programm. |                                                  |
| Van                           |                                       | |                                                  |
| 1996–1999                     | Sintra                                | Erster Opel-Van auf Basis der GM-Fahrzeuge Chevrolet Venture und Pontiac TransSport. Nach der Veröffentlichung sehr schlechter Crashtest- und Bremsversuche ging der ohnehin mäßige Verkaufserfolg weiter zurück. Das Modell wurde bereits im Frühjahr 1999 wieder vom Markt genommen. |                                                  |
| Kleinbusse                    |                                       | |                                                  |
| 1973–1986                     | Bedford Blitz                         | Der Kleinbus wurde von Bedford übernommen und von Vauxhall gebaut. Der Bedford Blitz war in Deutschland nur wenig erfolgreich. |                                                  |
| 1997–2000                     | Arena                                 | Erster Kleinbus elf Jahre nach dem Ende des Bedford Blitz. Allerdings war dieser baugleich mit dem bereits seit 1980 erhältlichen Renault Trafic |                                                  |
| 2001–2014, 2014–2019          | Vivaro Combi/Tour/Life                | Moderneres Modell, das in Zusammenarbeit mit Renault-Nissan entstand und baugleich mit Renault Trafic und Nissan Primastar bzw. Nissan NV300 sowie ab 2016 FIAT Talento ist. Die zweite Generation wurde im Sommer 2014 eingeführt. |                                                  |
| seit 2019                     | Zafira Life                           | Ein Großraum-Van, der auf der PSA-Plattform EMP2 aufbaut. Die Basis für den Zafira Life bieten Peugeot Traveller, Citroën Spacetourer sowie Toyota Proace Verso. Gebaut wird er bei Vauxhall in Luton. |                                                  |
| Geländewagen                  |                                       | |                                                  |
| 1991–1998                     | Frontera A                            | Erster Geländewagen der Marke Opel, produziert in Großbritannien von IBC Vehicles, vormals Bedford. Wie der Monterey wurde er nach einer Lizenz von Isuzu gebaut. Die Motoren waren (zumindest anfangs) gleich mit denen des Omega A. Karosserieversionen: drei- (Sport) sowie fünftüriges Steilheck und ein Cabrio mit Stoffdach. |                                                  |
| 1998–2004                     | Frontera B                            | Im Herbst 1998 erschien der Opel Frontera B. Das Fahrzeug war, wie sein Vorgänger (Frontera A), mit drei Türen und kurzem Radstand (Frontera Sport) oder fünf Türen und langem Radstand (Frontera) erhältlich. Anfang 2004 wurde die Produktion in Großbritannien eingestellt. |                                                  |
| 1992–1999                     | Monterey                              | Der Opel Monterey wurde von 1992 bis 1999 gebaut und teilte seine Form mit dem Isuzu Trooper. Wie auch der Frontera wurde er als dreitürige RS-Version und als fünftürige Langversion angeboten. Er erhielt im Frühjahr 1998 ein Facelift, bei dem die Front etwas freundlicher und runder gestaltet und die Motorenpalette etwas überarbeitet wurde. Opel stellte den Import des Monterey im Frühjahr 1999 ein. Ab Januar 2000 übernahm Isuzu wieder selbst den Vertrieb in Deutschland. | Auf dem Isuzu Trooper basiert der Opel Monterey. |
| Sport Utility Vehicle         |                                       | |                                                  |
| 2006–2015                     | Antara                                | Der Antara kam im Herbst 2006 auf den Markt und ist der indirekte Nachfolger des Frontera. Die Leistungsspanne reicht vom zwei Liter großen Diesel mit 88 kW (120 PS) bis hin zum 3,2-l-V6-Ottomotor mit 167 kW (227 PS). Das Fahrzeug wurde bei GM Daewoo in Südkorea und ab Ende 2008 auch im neuen GM-Werk Schuschary in einem Vorort von Sankt Petersburg (Russland) gebaut. Im Frühjahr 2015 lief seine Produktion aus. |                                                  |
| 2012–2019                     | Mokka / Mokka X                       | Im Herbst 2012 erschien mit dem Mokka ein weiterer SUV von Opel auf der Plattform des Corsa D. Er wird mit zwei Otto- (85 und 103 kW/116 und 140 PS) sowie zwei Dieselmotoren (96 und 100 kW/131 und 136 PS) angeboten. Gebaut wurde er in Incheon (Südkorea) und in Saragossa. Mit dem Facelift im Frühjahr 2016 wurde die Bezeichnung auf Mokka X geändert. Das Motorenangebot wurde um einen direkteinspritzenden Ottomotor mit 112 kW (152 PS) ergänzt. Äußerlich kam es zu optischen Änderungen. |                                                  |
| 2017–2024                     | Crossland                             | Es erfolgte eine Umbenennung zur Eingliederung in die Crossoverfamilie (Mokka X, Grandland X). Das Fahrzeug teilt sich die Plattform mit dem Citroën C3 Aircross der zweiten Generation aus dem PSA-Konzern. |                                                  |
| 2017–2024                     | Grandland A                           | Auf der IAA 2017 präsentierte Opel mit dem Grandland X einen SUV auf Basis des Peugeot 3008. Ab Oktober 2017 wurde das Fahrzeug verkauft. Ab 2019 gab es den Grandland X auch als Plug-in-Hybrid, mit dem Plug-in-Hybrid gab es dank elektrische Hinterachse auch Allradantrieb. Mit dem Facelift im Jahr 2021 entfiel das „X“ in der Modellbezeichnung. |                                                  |
| seit 2021                     | Mokka B                               | Die zweite Generation des Mokka wurde im Juni 2020 vorgestellt. Sie basiert nun auf der Common Modular Platform (CMP) des PSA-Konzerns. Mit dem Mokka-e steht auch eine batterieelektrisch angetriebene Version zur Auswahl. |                                                  |
| seit 2024                     | Frontera                              | Das Nachfolgemodell des Crossland wurde im April 2024 präsentiert. Der Modellname geht auf den zwischen 1991 und 2004 hergestellten Geländewagen zurück. |                                                  |
| seit 2024                     | Grandland B                           | Die zweite Generation der Baureihe wurde im April 2024 vorgestellt. Der Verkauf begann im Oktober 2024. |                                                  |
| Nutzfahrzeuge                 |                                       | |                                                  |
| 1932–1954                     | Blitz                                 | Der Blitz der ersten Generation kam in zahlreichen Varianten auf den Markt. Das 1935 neu gebaute Opelwerk Brandenburg produzierte den 3-Tonner vorwiegend für die Wehrmacht. Von 1944 bis 1949 wurde der Typ als Lizenzbau im Werk Mannheim von Daimler-Benz hergestellt. |                                                  |
| 1951–1960                     | Blitz                                 | Der Blitz der zweiten Generation hatte eine Nutzlast von 1,75 Tonnen. |                                                  |
| 1960–1965                     | Blitz                                 | Der Blitz der dritten Generation hatte eine Nutzlast von 1,9 Tonnen. |                                                  |
| 1966–1975                     | Blitz                                 | Die letzte Blitz-Baureihe mit Nutzlasten von 1,7 bis 2,4 Tonnen. |                                                  |
| 1973–1987                     | Bedford Blitz                         | Der Kleintransporter wurde von Vauxhall übernommen und bei Bedford gebaut. Der Bedford Blitz war in Deutschland nur wenig erfolgreich, die Produktion wurde Anfang 1987 eingestellt. |                                                  |
| 1986–1993                     | Combo A                               | Der erste Combo entstand auf Basis des Kadett E. Er war der erste Hochdachkombi von Opel. |                                                  |
| 1991–2001                     | Campo                                 | Der Campo war ein Pick-up, der sich seine Plattform mit dem Isuzu Faster TF teilte. |                                                  |
| 1993–2001                     | Combo B                               | Der Nachfolger des Kadett Combo, wobei dieser auf Basis des Corsa B entstand. Seit Herbst 1993 wird der Combo als eigene Modellreihe geführt. |                                                  |
| 1997–2000                     | Arena                                 | Renault Trafic mit geringen Modifikationen |                                                  |
| 1998–2009                     | Movano A                              | Wurde von Renault entwickelt und mit dem Renault Master und Nissan Interstar ab 2002 gebaut. |                                                  |
| 2001–2011                     | Combo C                               | Ein Kastenwagen auf Basis des Corsa C, der bis 2007 im Opel-Werk Azambuja (Portugal) gefertigt wurde, aber seitdem in Saragossa (Spanien) vom Band lief. |                                                  |
| 2001–2014, 2014–2019          | Vivaro A / B                          | Ein Kleintransporter, der in Kooperation mit Renault-Nissan entstand und nahezu baugleich mit Renault Trafic und Nissan Primastar ist. Im Sommer 2014 wurde die zweite Generation eingeführt. |                                                  |
| 2010–2021                     | Movano B / Movano Cargo               | Mittelgroßer Transporter, der wie der Vorgänger aus einer Kooperation mit Renault-Nissan entstand. 2019 bekam er ein Facelift; danach wurde er als Movano Cargo angeboten. |                                                  |
| 2011–2018                     | Combo D                               | Kastenwagen auf Basis des FIAT Doblò II, der ab Herbst 2011 im Tofaş-Werk Bursa (Türkei) gefertigt wurde. |                                                  |
| seit 2018                     | Combo Cargo (Combo E)                 | Kastenwagen auf Basis des Peugeot Partner und Citroën Berlingo. |                                                  |
| seit 2019                     | Vivaro C                              | Kleintransporter auf Basis von Peugeot Expert, Citroën Jumpy und Toyota Proace. Den Vivaro C gibt es als Kastenwagen, Doppelkabine und auch als Kombi. Kastenwagen und Doppelkabine werden als Vivaro Cargo angeboten. Er wird wie sein Vorgänger im Vauxhall-Stammwerk in Luton (England) angefertigt. |                                                  |
| seit 2021                     | Movano C                              | Im Mai 2021 präsentierte Opel einen neuen Movano. Er entsteht zukünftig im Stellantis-Konzern auf Basis des Fiat Ducato. |                                                  |
| Historische Modelle (Auswahl) |                                       | |                                                  |
| 1899–1901                     | Patentmotorwagen „System Lutzmann“    | Das erste Opel-Automobil wurde in Zusammenarbeit mit Friedrich Lutzmann entwickelt. |                                                  |
| 1909                          | 4/8 PS „Doktorwagen“                  | Der erste Opel-Pkw, der für eine breitere Masse zugänglich war. Der Spitzname „Doktorwagen“ kam durch das häufige Erscheinen des Fahrzeugs bei ärztlichen Hausbesuchen. |                                                  |
| 1911–1920                     | 5/12 PS „Puppchen“                    | In vier Bauserien hergestellter Kleinwagen |                                                  |
| 1914                          | 12,3-Liter-Rennwagen „Grünes Monster“ | 4 Zylinder, 260 PS (191 kW), 228 km/h, Gewicht 2.000 kg |                                                  |
| 1922–1924                     | 10/30 PS / 10/35 PS                   | Der sechssitzige Oberklassewagen hatte einen Vierzylinder-Motor mit 30 oder 35 PS (22 oder 26 kW). |                                                  |
| 1924–1931                     | 4/12 PS „Laubfrosch“                  | Das erste in Deutschland am Fließband gebaute Automobil, Kopie des Citroën Typ C. |                                                  |
| 1928                          | RAK1                                  | Erstes Raketenauto der Welt, präsentiert am 11. April 1928 auf der Opel-Rennbahn in Rüsselsheim. |                                                  |
| 1928                          | RAK2                                  | Nachfolger-Raketenauto für die Rekordfahrt am 23. Mai 1928 auf der Berliner AVUS. |                                                  |
| 1929                          | Regent                                | Nach der Übernahme Opels von General Motors mussten 1929 alle 25 verkauften Exemplare zurückgekauft und verschrottet werden. |                                                  |
| 1931–1933                     | 1,2 Liter / 1,8 Liter                 | Der erste gemeinsam von Opel und General Motors entwickelte Wagen hatte Starrachsen vorn und hinten sowie seilzugbetätigte Trommelbremsen. |                                                  |
| 1934–1935                     | 1,3 Liter / 6                         | Der gemeinsam von Opel und General Motors entwickelte Wagen hatte Dubonnet-Federung vorn, Starrachse hinten und hydraulisch betätigte Trommelbremsen. |                                                  |
| 1935–1937                     | P4                                    | Der für vier Personen vorgesehene P4 galt im Deutschen Reich als erstes „Volksauto“. Dank seiner recht großen Bodenfreiheit bewährte er sich auch für Fahrten abseits befestigter Wege. |                                                  |
| 1935–1953                     | Olympia                               | Erster deutscher Pkw mit selbsttragender Karosserie. Sein Nachfolger wurde im Frühjahr 1953 der Olympia Rekord in Pontonform. |                                                  |
| 1936–1940                     | Kadett                                | Der erste Kadett war ein großer Erfolg: über 107.000 Stück wurden gebaut. Nach dem Krieg gingen die Fertigungsanlagen als Reparationsleistung in die Sowjetunion, dort wurde er bis 1955 als Moskwitsch-400 produziert. |                                                  |
| 1937–1938                     | Super 6                               | Vorgänger des Kapitän. Sein 2,5-l-Motor leistete 55 PS (40 kW). |                                                  |
| 1937–1939                     | Admiral                               | Der Admiral mit 3,6-l-Motor war das Opel-Spitzenmodell über dem gleichzeitig präsentierten Super 6. |                                                  |
| Konzeptfahrzeuge von Opel     |                                       | |                                                  |
|                               |                                       | siehe Konzeptfahrzeuge von Opel |                                                  |

### GM/Opel-Modelle am internationalen Markt
Zwar werden in vielen Ländern, vor allem in Europa, dieselben Opel-Modelle wie in Deutschland vertrieben, doch gibt es auch einige Ausnahmen. In Südamerika verkauft General Motors Opel-Modelle unter dem Markennamen Chevrolet, doch auch unter der Bezeichnung Opel gab es einige nur im Ausland angebotene Modelle. Im Vereinigten Königreich werden Vauxhall baugleich mit Opel-Modellen hergestellt.
Auch in Ländern Mittel- und Osteuropas wird der Astra H noch angeboten, hier unter dem Namen Astra Classic III als Alternative zum neuen Astra J. Der Classic III ist mit Schräg- und Stufenheck sowie als Caravan erhältlich.
In Argentinien, Brasilien und Uruguay wurde ein überarbeiteter Astra G als Chevrolet Astra (mit Schräg- und Stufenheck) angeboten, in Chile und Mexiko der Astra H. Der in Russland vertriebene Chevrolet Viva ist ein viertüriger Astra G (wird seit März 2008 nicht mehr produziert).
In Argentinien, Brasilien, Indonesien, auf den Philippinen und in Uruguay wurde der Zafira unter dem Chevrolet-Logo vertrieben. In Chile und Mexiko war der Zafira B als Chevrolet zu haben. Auch Vectra und Meriva wurden in Südamerika als Chevrolet verkauft.
In vielen Ländern Südamerikas existiert eine Pick-up-Variante des Corsa C, die in Südafrika als Corsa Utility, in Brasilien, Uruguay und Venezuela als Chevrolet Montana angeboten wurde. In Japan trägt der Corsa den Namen Opel Vita, da es dort bereits einen Toyota mit der Bezeichnung Corsa gibt.
In Südafrika war der Corsa B in der Version vor dem Facelift (1997) unter der Bezeichnung Corsa Lite als Alternative zum Corsa C im Programm. In Indien wurde die Corsa-B-Version nach dem Facelift als Corsa Sail vertrieben. Hier existiert auch eine Stufenheck- (Corsa Joy) und eine Caravan-Version (Corsa Swing). Näheres zu den als Chevrolet angebotenen Corsa-Versionen ist im Artikel zum Opel Corsa zu finden.
Der in den USA und Kanada angebotene Saturn Aura basiert auf dem Vectra C. In den Jahren 2007–2009 wurde auch eine abgewandelte Version des Astra H als Saturn Astra in Nordamerika angeboten. In Australien und Neuseeland waren der Astra und der Combo als Holden erhältlich.
In Nordamerika und China verkauft General Motors Opel-Modelle als Buick, wobei die Unterschiede minimal sind und sich nur im Design widerspiegeln. Der aktuelle Buick Regal basiert auf dem Opel Insignia. Die Hauptunterschiede sind der modifizierte Buick-Grill im Wasserfall Design und die veränderte Farbe der Fahrgastraumbeleuchtung (Blau statt Rot). Der Regal GS ist vergleichbar mit dem Insignia OPC.
In Indonesien sieht man auch häufig den Chevrolet Blazer als Opel Blazer, und der Astra F Caravan wurde dort als Opel Optima verkauft, da es bereits in der Automobilbranche ein dem Staat nahestehendes Unternehmen Astra International gibt, die als der größte Automobilimporteur Indonesiens gilt, unter anderem für Honda und Toyota.
Ab 2015 wurde die Marke Opel nicht mehr auf dem russischen Markt vertrieben. Nachdem die Groupe PSA im Jahr 2017 Opel übernommen hatte, wurde die Rückkehr nach Russland ab 2019 entschieden. Die ersten drei, die nach Russland zurückkehrten waren: Vivaro C und Zafira Life aus dem Werk Kaluga und der Grandland X als Import. Im März 2022 zog sich Stellantis wegen des russischen Überfalls auf die Ukraine aus Russland zurück.

## Dokumentarfilme
- 125 Jahre Opel – Kultautos und Krisenjahre. 45 Min. Drehbuch: Franco Foraci. Deutschland 2024 (Online in der ARD Mediathek, Video verfügbar bis 1. Oktober 2025).[157]